# الموصل

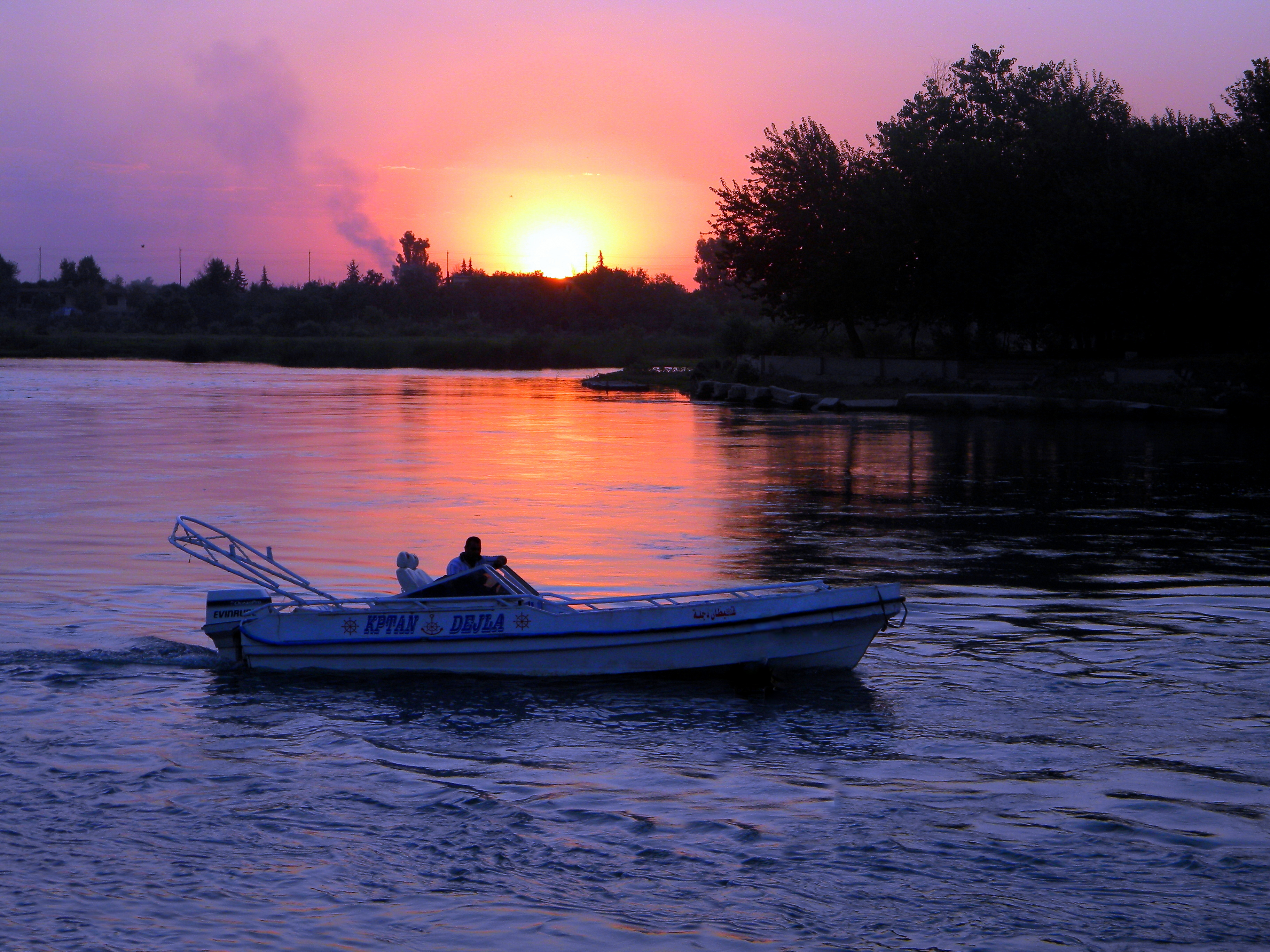
قارب في منطقة غابات الموصل والمطلة على نهر دجلة

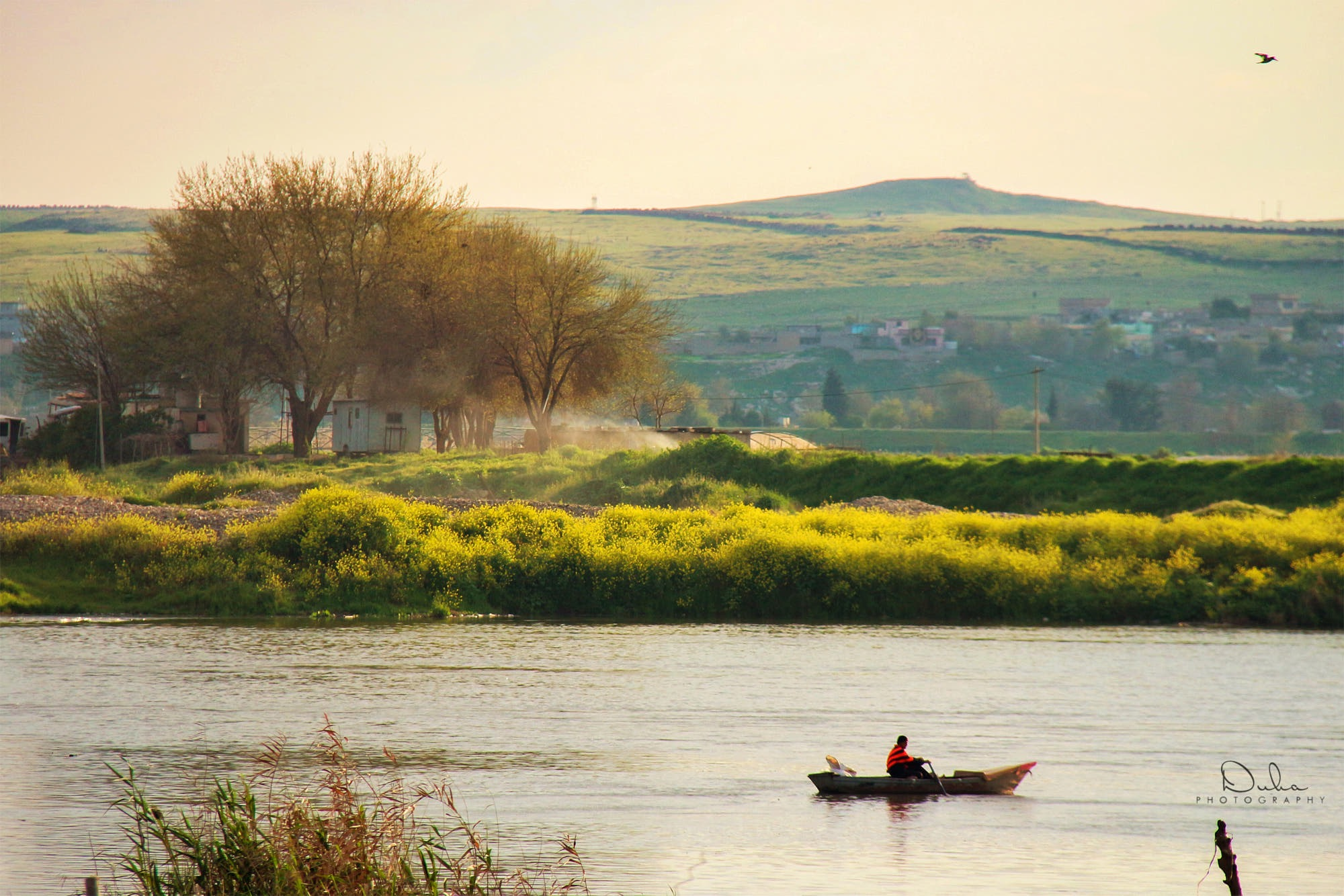
نهر دجلة في ريف الموصل

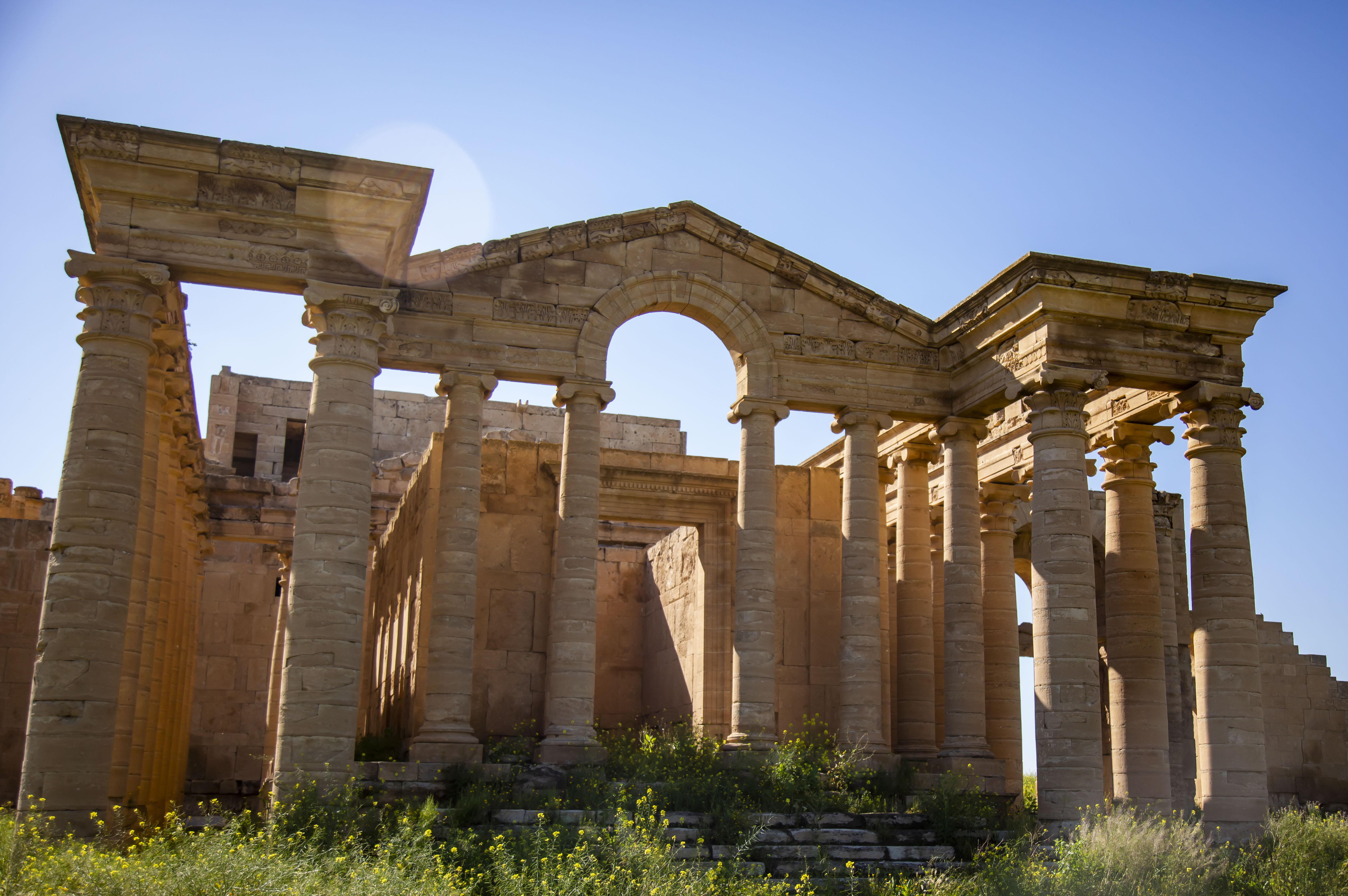
آثار مملكة الحضر في مدينة الموصل

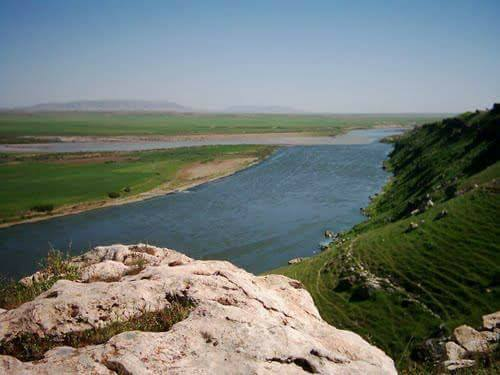
قرية السفينة جنوب الموصل

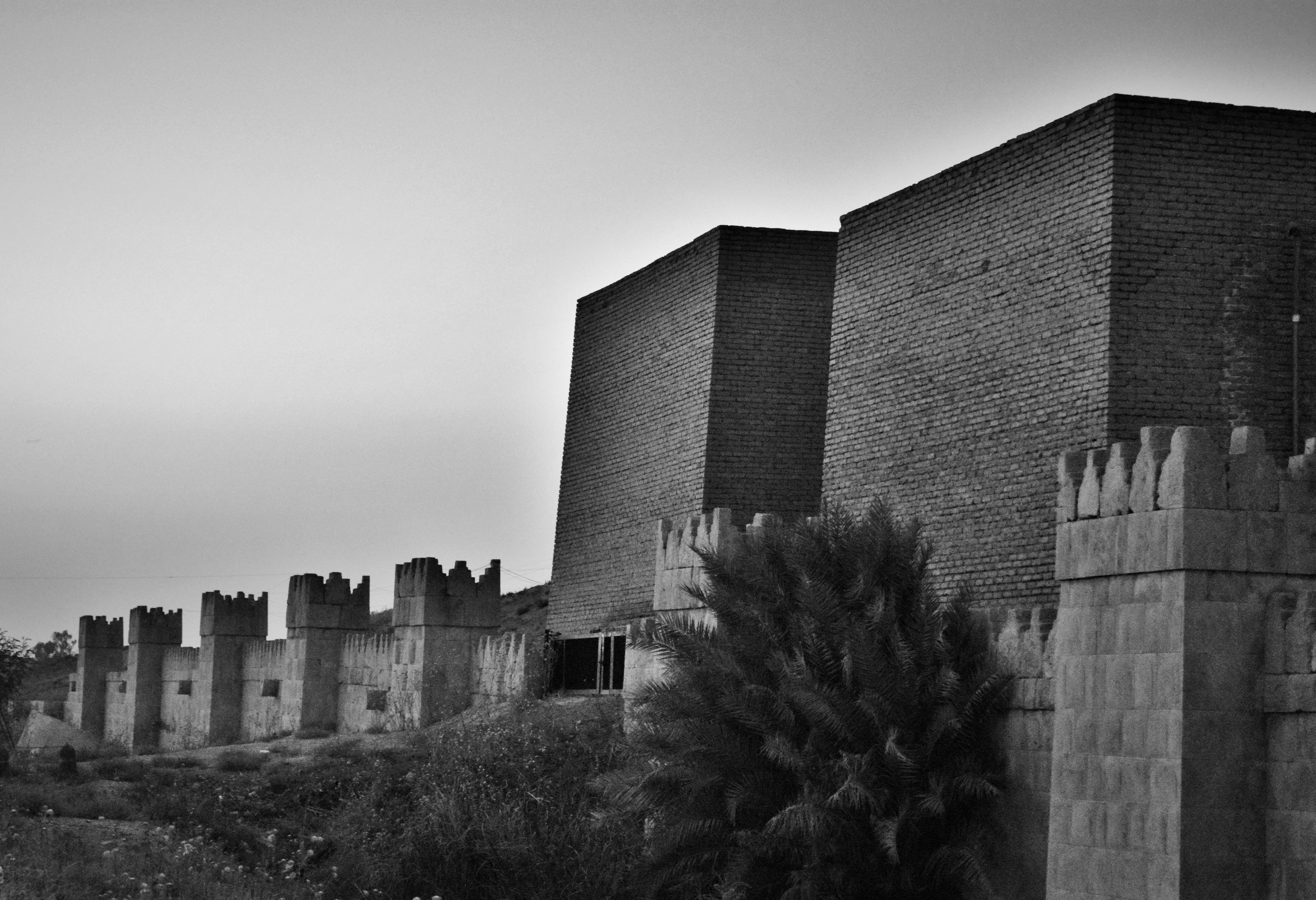
إحدى الآثار المتبقية في الموصل شرقي المدينة قرب بوابة أدد

المَوْصِلُ مدينة ومركز محافظة نينوى وتعتبر ثاني أكبر مدينة في العراق من حيث السكان بعد بغداد بتعداد يناهز الثلاث ملايين نسمة ، تبعد الموصل عن بغداد بمسافة تقارب حوالي 400 كم.
تشتهر المدينة بالتجارة مع الدول القريبة مثل سوريا وتركيا. يتحدث معظم سكان الموصل اللهجة الموصلية (المصلاوية) التي تتشابه بعض الشيء مع اللهجات السورية الشمالية، ولهذه اللهجة الموصلية الدور الأكبر في الحفاظ على هوية المدينة. أغلبية سكان الموصل عرب مسلمون من أهل السنة والجماعة على المذهب الحنفي وينحدرون من ست قبائل رئيسية وهي 1-بنو هاشم  تشمل : الحياليين - الحديديين - البگارة - المعامرة - البوبدران - المشاهدة - النعيم و2-طيء تشمل : شمر - اليسار و3-ربيعة تشمل : عنزة - البوحمدان و4-زبيد تشمل : الجبور - الدليم - العبيد - العگيدات - الجحيش - العزة - اللهيب و5-إلازد تشمل :  الأوس - الخزرج و6-القيسية تشمل : بنو هلال والتي جاءت من مناطق جبال ماردين وطور عابدين في الإقليم المحلمي في جنوب شرق تركيا، وفيها طوائف متعددة من المسيحيون الذين ينتمون إلى كنائس عدة ويوجد فيها الإيزيديون واليارسانيون (الكاكائية) والبهائيون، وأقلية من الكرد والتركمان والشبك وهم لا يشكلون سوى 5% من مجموع سكان الموصل، أنشئ أكبر سد في العراق في الموصل افتتح عام 1986، وكان اسمه سد صدام ثم غُيّرَ اسمُهُ إلى سد الموصل بعد سقوط نظام البعث سنة 2003.
ولم يكن للدولة العراقية الحديثة أن تتشكل في بداية العشرينيات من القرن العشرين لو لم تلحق بها الموصل التي ظلت موضوع تجاذب حاد بين بريطانيا وفرنسا منذ الحرب العالمية الأولى، وبين سلطات الانتداب الفرنسي وتركيا التي لم تتنازل عن الموصل إلا عام 1926، بعد التوقيع على معاهدة أنقرة.
وفد مرت هذه المدينة عبر التاريخ بأحداث مهمة وتغييرات منوعة شكلت المدينة على ما هي عليه اليوم.

## التسمية

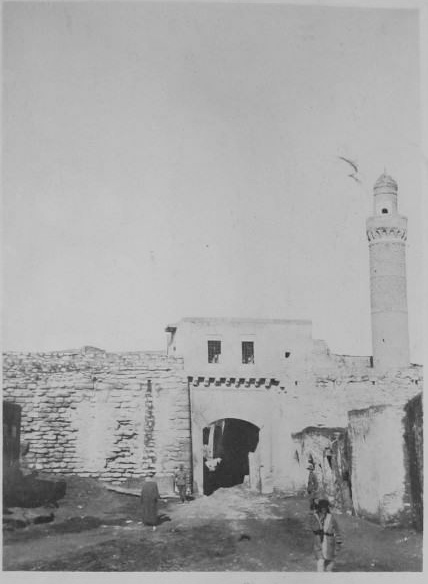
بوابة في الموصل خلال فترة الحرب العالمية 1916-1919

### أصل التسمية
وحسب البلداني ياقوت الحموي الموصل: بالفتح، وكسر الصاد: المدينة المشهورة العظيمة إحدى قواعد بلاد الإسلام قليلة النظير كبرا وعظما وكثرة خلق وسعة رقعة فهي محطّ رحال الركبان ومنها يقصد إلى جميع البلدان فهي باب العراق ومفتاح خراسان ومنها يقصد إلى أذربيجان 
وسميت الموصل لأنها وصلت بين الجزيرة والعراق، وقيل وصلت بين دجلة والفرات، وقيل لأنها وصلت بين بلد سنجار والحديثة، وقيل بل إن الملك الذي أحدثها كان يسمّى الموصل، وهي مدينة قديمة الأسّ على طرف دجلة ومقابلها من الجانب الشرقي نينوى، وفي وسط مدينة الموصل قبر جرجيس النبي، وقال أهل السير: إن أول من استحدث الموصل راوند بين بيوراسف الازدهاق.
كلمة موصل هي من كلمة (أصل) وينشأ من ظرف مكان الفعل وصل. وكلمة «موصل» يعني مكان فيها يصل كل شيء التجارة والمعاشرة والبيع.[بحاجة لمصدر]
لا يعرف بالتحديد معنى تسمية نينوى، وهو اسم المدينة في زمن الأكديين غير أنه يرجح أن يكون له علاقة بالآلهة عشتار إله الخصوبة في بلاد الرافدين وكون اسمها القديم كان نينا. وفرضية أخرى تُرجع اسم المدينة إلى الآرامية حيث تعني كلمة نونا (נונא) السمك. ولا تزال المدينة بأكملها تعرف أحيانا بنينوى (ܢܝܢܘܐ) أو آثور (ܐܬܘܪ) لدى السريان. يعود أول ذكر للتسمية الحديثة إلى كسينوفون، المؤرخ الإغريقي، في القرن الخامس قبل الميلاد حيث ذكر وجود مستوطنة صغيرة تحت اسم مبسيلا (باليونانية: Μέπσιλα). غير أن كون هذه التسمية تعود لنفس المدينة الحديثة مشكوك به لأنها كانت تقع على الضفة الشرقية لنهر دجلة.
يرجح من جهة أخرى أن تكون الكلمة ذات أصل عربي بمعنى «ما يصل بين شيئين» لأنها وصلت بين الجزيرة والعراق، وقيل لأنها تصل بين نهري دجلة والفرات.
كما تعرف المدينة بعدة ألقاب منها؛ مثل أم الربيعين لاعتدال الطقس بها في الربيع والخريف بحيث يكون موسم الربيع اطول المواسم بها، والحدباء لاحتداب دجلة لدى مروره بها أو لاحتداب منارة الجامع النوري.

## التاريخ

### الفترة الآشورية

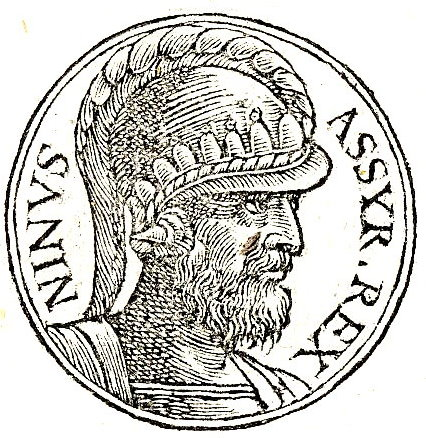
القائد الآشوري الأسطوري نينوس الذي يعتبر مؤسس المدينة بحسب قطيسياس.

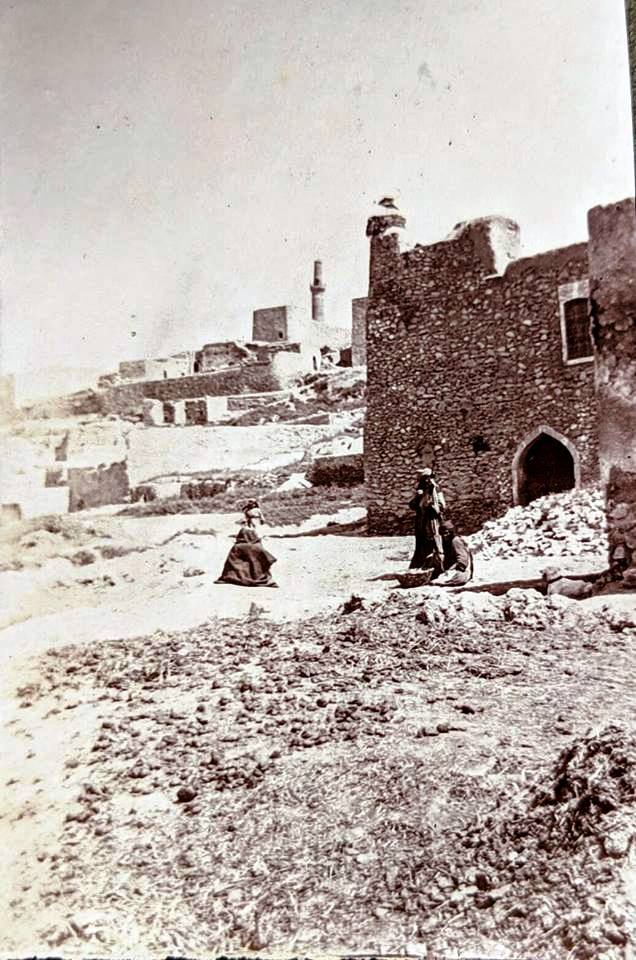
قرية النبي يونس في الموصل خلال فترة الحرب العالمية الأولى 1916-1919

يعود تاريخ الاستيطان البشري في المنطقة إلى ما قبل العصر الحجري (6,000 ق.م.)، حيث استوطن البشر في السهل الممتد شرقي الموصل وخاصة ملتقى نهري الخوصر ودجلة وذلك لخصوبة المنطقة ومرور القوافل التجارية بها.
لا يعرف بالضبط تاريخ بناء المدينة؛ فأول ذكر لمدينة نينوى جاء حوالي 1800 ق.م. حيث عرفت عبادة الإلهة عشتار في تلك المنطقة، فذاع صيت المدينة آنذاك وانتشرت أخبار معجزات عشتار في مدينة نينوى في العديد من أنحاء العالم القديم. ويعزو المؤرخ الإغريقي قطيسياس والذي كان طبيباً للملك الأخميني أحشيروش الثاني بناء المدينة إلى القائد الآشوري الأسطوري نينوس اعتماداً على معلومات استقاها من دراسته الوثائق الملكية الآشورية.

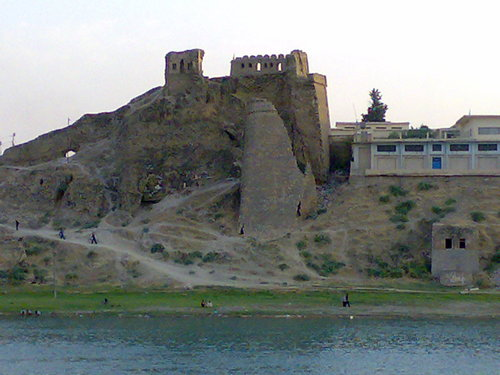
قلعة بشطابيا الأثرية

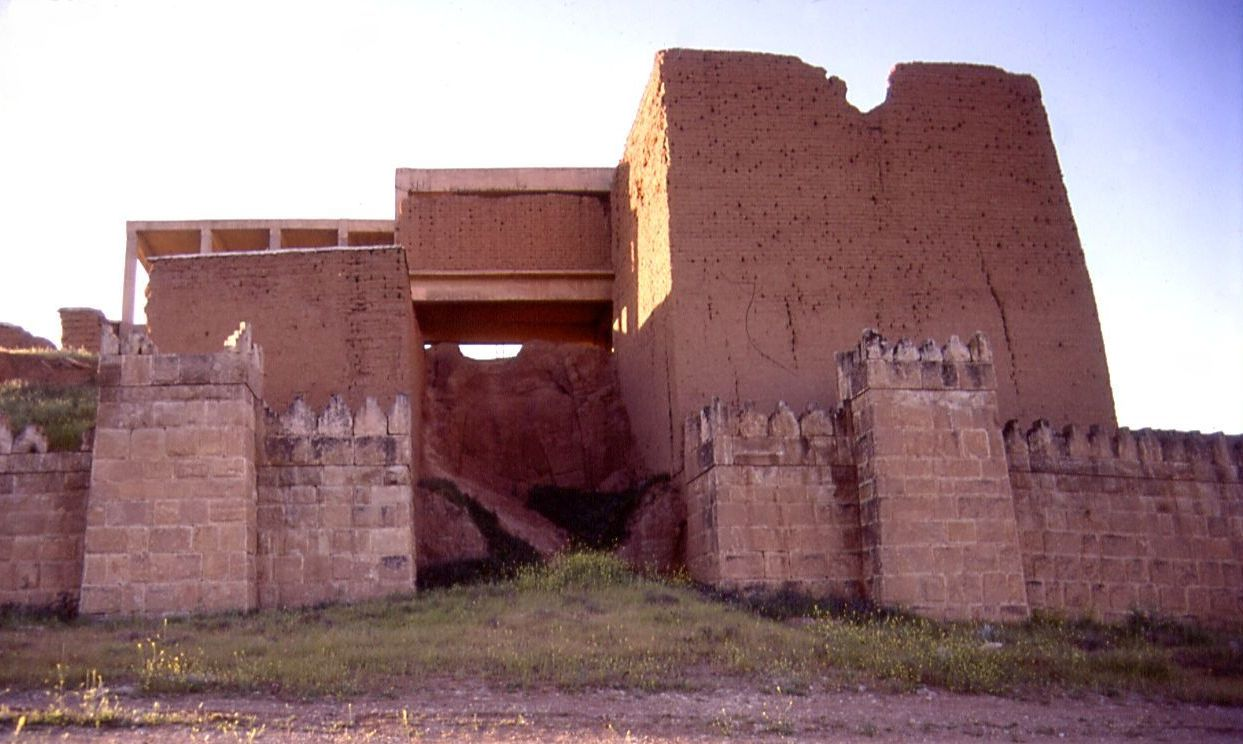
بوابة أدد شرقي المدينة، إحدى الآثار المتبقية من سور مدينة نينوى.

بالرغم من توسعات الإمبراطورية الآشورية الحديثة، إلا أن المدينة ظلت مهملة فعلياً وذلك لكون ملوكها قد فضلوا الإقامة في مدينة آشور ومن ثم بكالح. إلا أن الوضع تغيّر بمجيء آشور بانيبال الثاني (حكم ما بين 883 - 859 ق.م.) فقام الأخير بتوسيع المدينة عمرانياً، كما قام خلفاه ببناء العديد من القصور والمعابد. ويعتبر سنحاريب هو الملك الذي أوصل المدينة إلى أوج مجدها حوالي 700 ق.م.؛ فقام ببناء قصر ضخم مكون من 80 غرفة من الرخام والطوب استعمل فيه أكثر من 160 مليون قطعة طابوقة، وزينه بتماثيل لثيران مجنحة بلغ وزن الواحد منها ما بين 9 إلى 27 طناً. كما صمم سنحاريب قنوات لجلب المياه إلى المدينة وقام بتبليط الشوارع بالرخام. وبلغت مساحة نينوى في أوج عظمتها حوالي 7 كم مربع، وقطن بها أكثر من 100,000 نسمة ما جعلها أكبر مدينة بالعالم آنذاك.
وخلال تلك الفترة تم سبي اليهود والبابليين وتوطينهم في المدينة، غير أن المجموعة العرقية الأكبر التي تعرضت للترحيل كانت الآراميين، حيث قام الآشوريون بتوطين أكثر من 4.5 منهم في أنحاء الإمبراطورية وخاصة في المناطق السهلية المحيطة بنينوى، ما أدى إلى استعمال الآشوريين للآرامية بدلاً من الأكادية لغتهم الأصلية.
بدأت الإمبراطورية الآشورية بالوهن بعد وفاة آشور بانيبال حوالي 627 ق.م. فقامت حروب أهلية بين خلفائه للسيطرة على مقاليد الحكم بها فاستغل البابليون والميديون هذا الضعف فعقدوا تحالفاً وهاجموا نينوى وأسقطوها في 612 ق.م. بعد حصار دام عامين كاملين، كما قاموا بقتل معظم سكانها وحرق المدينة بكاملها فلم يبقَ منها سوى بعض أسوارها.

### الفترة الفارسية والهيلينية

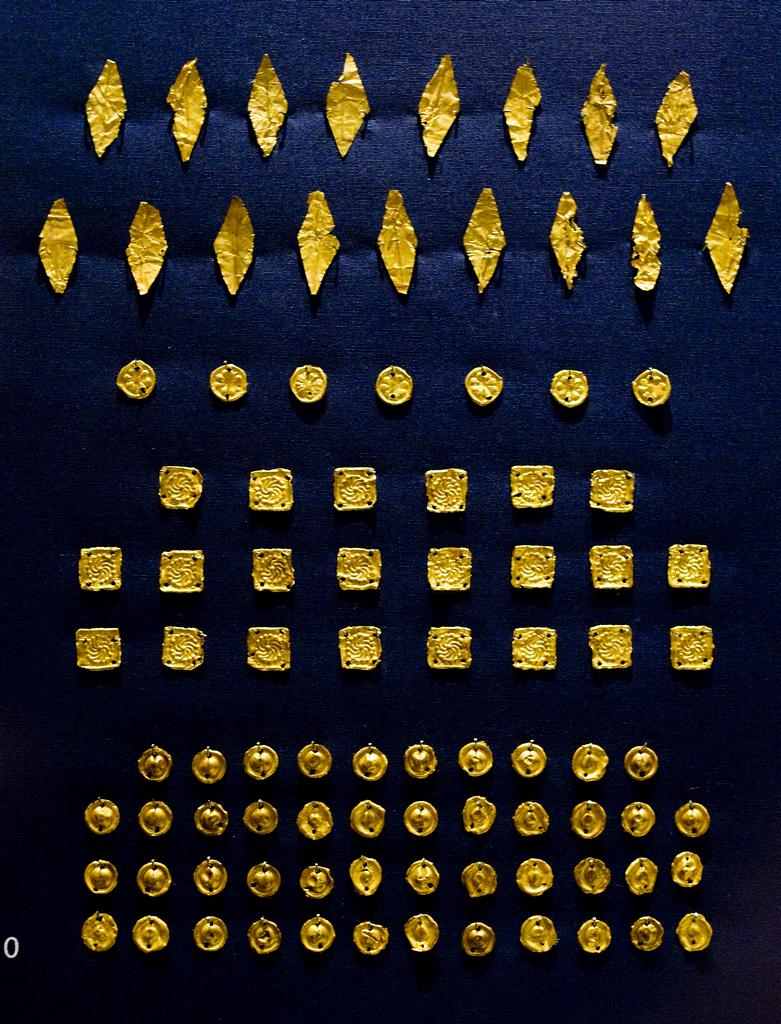
حلي عثر عليها بالموصل تعود إلى الحقبة الأشكانية.

بسقوط نينوى ودمارها أصبحت المدينة خراباً بعد أن هجرها أهلها. غير أن الآشوريين استمروا بزراعة الأراضي الواقعة شرقي المدينة. وبسقوط بابل وسيطرة الإمبراطورية الأخمينية على المنطقة أصبح ساتراب آثورا (الاسم الفارسي القديم لآشور) من أكثر مناطق الإمبراطورية ازدهاراً، وانتشرت التجارة مع بلاد فارس وأرمينيا. غير أن المدينة التي برزت خلال تلك الفترة كانت أربيل حيث أصبحت عاصمة لهذا الساتراب. على أن مدينة نينوى لم تبق مهجورة لفترة طويلة؛ يروي زينوفون لدى زيارته للمنطقة عام 401 ق.م. عن وجود بلدة تحت اسم مپسيلا (باليونانية: Μέπσιλα) في موقع الموصل الحالية.
تمكن الإسكندر المقدوني من فرض سيطرته على المنطقة بعد هزيمة الأخمينيين في معركة غوغميلا سنة 331 ق.م. فخلفه السلوقيون بعد وفاته واتسمت الفترة الهيلينية بالتبادل الحضاري والثقافي بين المجموعات العرقية المكونة لها، كما انتشرت اللغة اليونانية في كافة أنحاء الإمبراطورية، غير أن الآرامية بقيت هي اللغة الأكثر شيوعاً في المنطقة. استمرت سيطرة السلوقيين حتى حوالي 129 ق.م. عندما تمكن الأشكانيون من هزيمتهم ومد نفوذهم على الموصل.

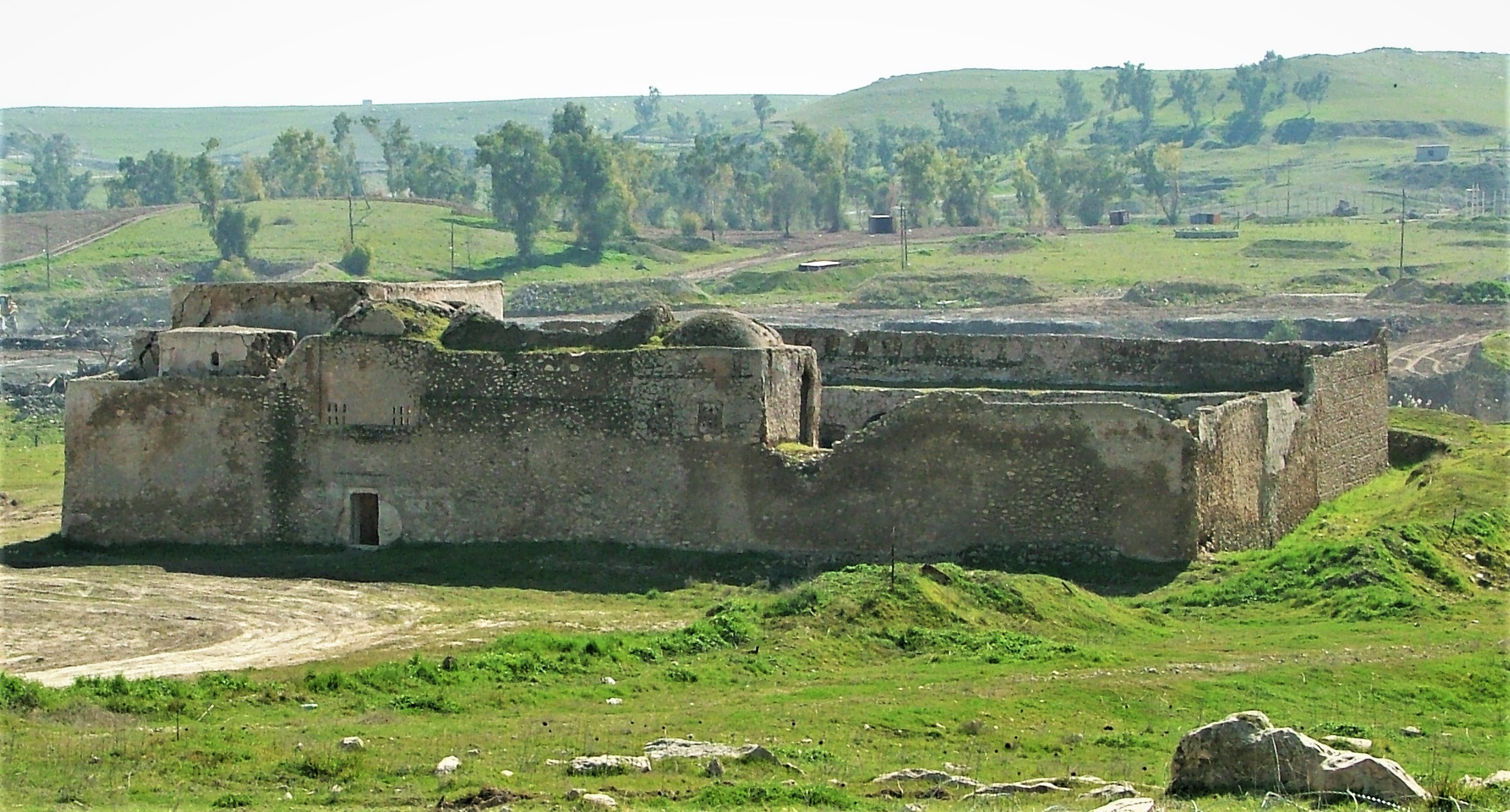
دير مار إيليا الذي يبعد 5 كم جنوب الموصل.

في مطلع الألفية الأولى، بدأت قوة روما تتعاظم في الغرب فلجأ الأشكانيون إلى دعم الحكام المحليين في تخومها الغربية لدرء خطر الرومان، فنشأت مملكة حدياب إلى الشرق من الموصل والحضر إلى الجنوب الغربي. إلا أن الإمبراطور الروماني تراجان شن حملة على بلاد ما بين النهرين عام 116 تمكن خلالها من السيطرة على الموصل وما حولها. واستمرت الاشتباكات خلال السنوات اللاحقة بين الأشكانيين والرومان حتى ضعفت الإمبراطورية الرومانية فسيطر الساسانيون على المنطقة بعد انهيار الدولة الأشكانية عام 224 م. اتسم الساسانيون بعدائهم للغرب فقاموا بجعل الزرادشتية ديانة رسمية للدولة وحاولوا فرضها بالقوة، إلا أن المسيحية أصبحت الأكثر انتشاراً في تلك الأنحاء، وغالباً ما لجأ الساسانيون إلى عمل مذابح لمعاقبة سكان المدينة من المسيحيين؛ فبعد هزائمه المتكررة أمام البيزنطيين قام شابور باضطهاد مسيحيي نينوى في الفترة 341 -346 فقتل أسقفها سمعان بار صباعي إلى جانب العديد من أهلها.
أصبحت نينوى مركزاً هاماً للفرع النسطوري من الكنيسة السريانية بعد انفصالها عن مجمع أفسس عام 431، كما انتشر الرهبان في جبل الألفاف الذي يبعد بحوالي 25 كيلومتر شرقي الموصل، واشتهرت المنطقة المحيطة بها بكثرة الأديرة التي شيدت منذ القرن الخامس ومنها دير مار بهنام ومار إيليا ومار متي ودير مار اوراها. سقطت المنطقة تحت سيطرة البيزنطيين بعد الحرب الساسانية-البيزنطية في أوائل القرن السابع.

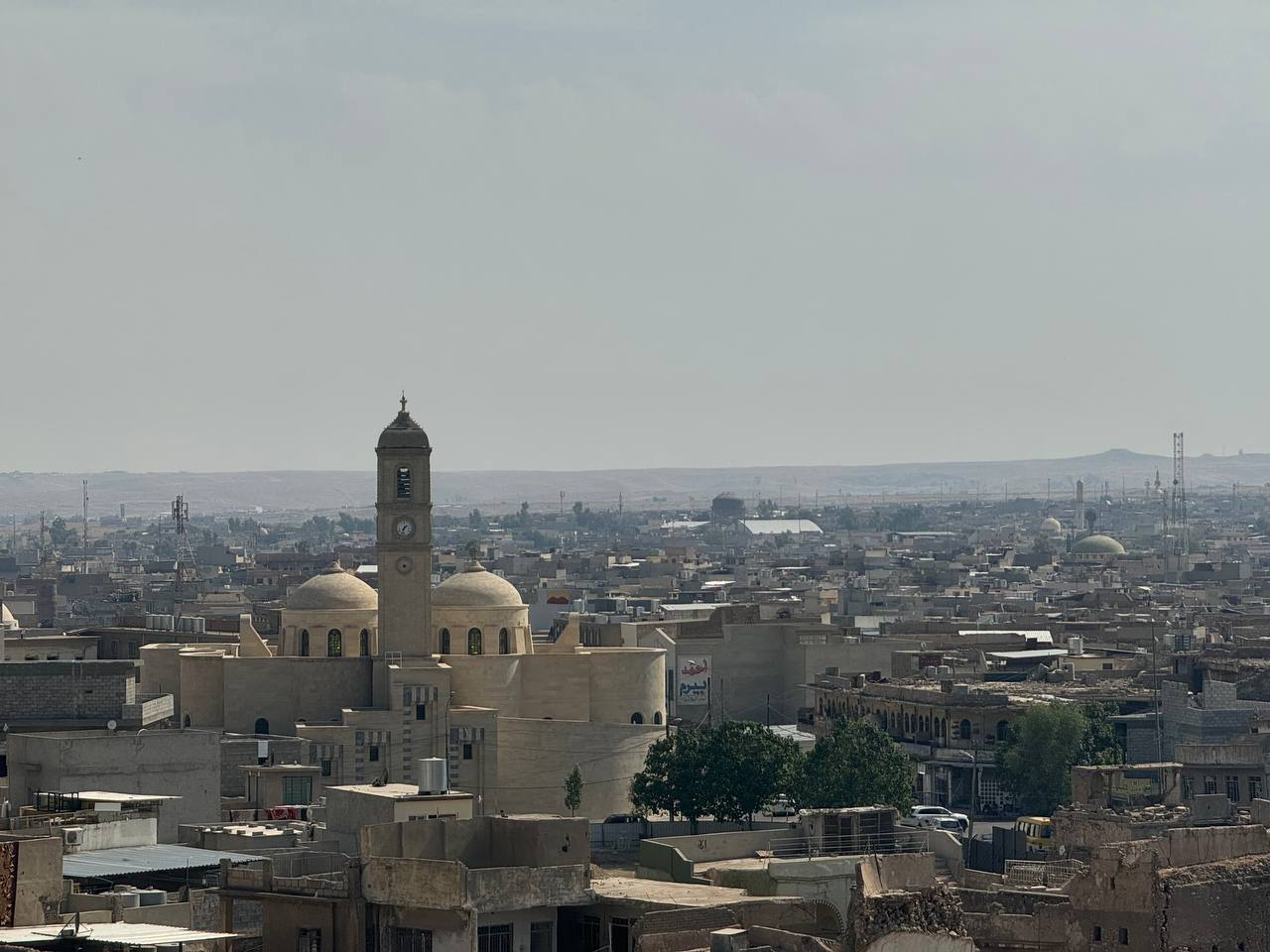
كنيسة اللاتين (الساعة)

وبحسب رواية ذكرت في مخطوطة سعرت التي تعود إلى القرن العاشر، فإن أول من استوطن غرب دجلة كان راهباً نسطورياً يدعى مار إيشوعياب. وتذهب الرواية أن إيشوعياب نذر أن لا يأكل لحماً غير أنه نقض نذره عندما دعي لأكل لحم من قبل رعاة أثناء ترحاله، فصغر في عين رفاقه الرهبان فعبر دجلة وذلك بأن ألقى معطفه على النهر ومشى عليه برفقة رهبان آخرين وقام ببناء دير له على الضفة الغربية بجانب إحدى الساعين. وقد كبر الدير وازدهر بعد أن لجأت إليه عدة عوائل هرباً من غارات البدو. كما بنى خسرو الثاني مباني حول الجنينة.

### الخلافة العربية الإسلامية

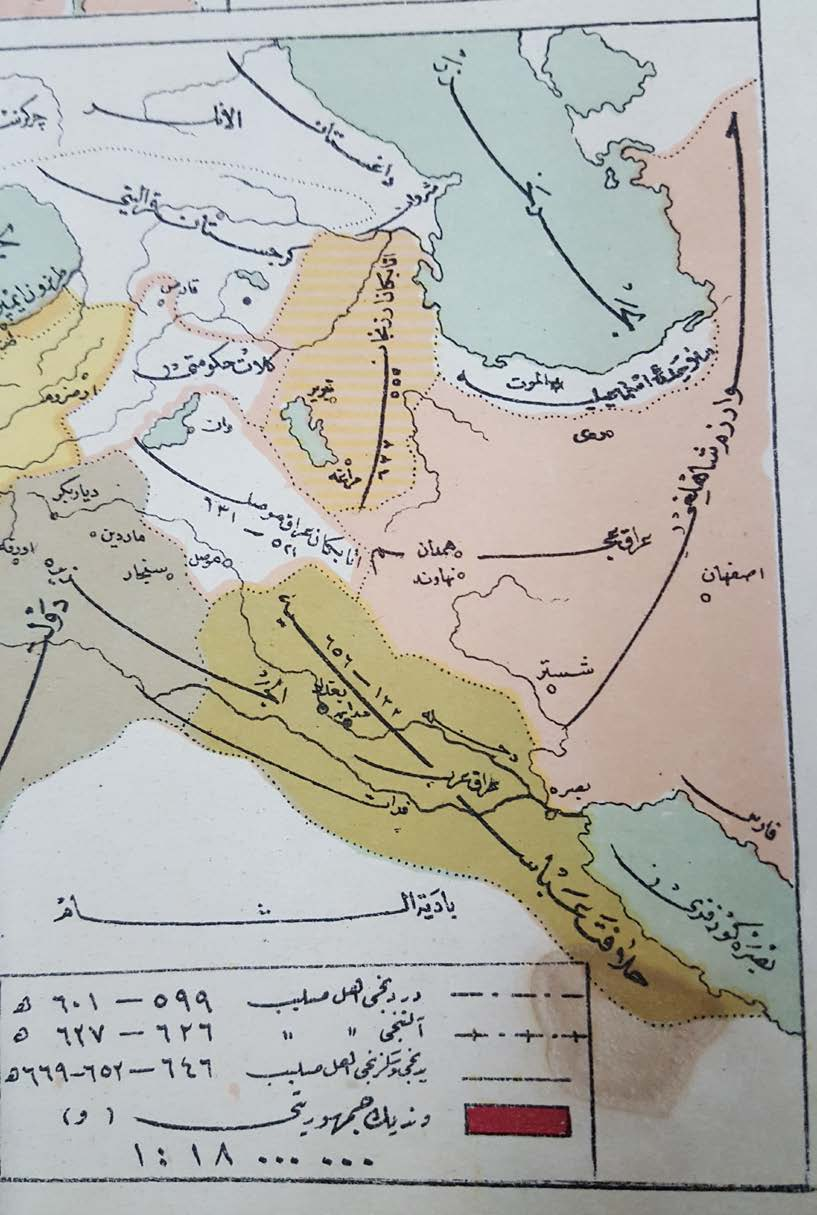
خريطة عثمانية تبين أن الموصل جزء من العراق في العصر الأتابكي.

منطقة الجزيرة التي شكلت الموصل عاصمتها ابتداء من عهد الخليفة الأموي مروان بن الحكم.

بعد انتصار المسلمين على الساسانيين في معركة القادسية توجه قسم منه وشن حصاراً على تكريت التي كانت تحت سيطرة البيزنطيين وتمكنوا من دخولها واتجه ربعي بن الأفكل العنزي إلى الموصل (عرفت في المصادر الإسلامية بالحصنين آنذاك) وفتحها، وهناك اختلاف على تاريخ استسلام المدينة، فيروي البعض أن ربعي بن الأفكل دخلها عام 637 (16 هـ) بينما يرجئه آخرون حتى 641 (21 هـ). كما تختلف المصادر التاريخية حول هوية حاكمها الأول؛ فهناك من المصادر الإسلامية من يذكر أن عتبة بن فرقد السلمي كان أول حكامها حيث قام بقتال أهل نينوى (الجانب الشرقي) وفتحها عنوة ثم عبر دجلة فصالحه أهل الحصن الآخر على الجزية والإذن في الجلاء لمن أراد الجلاء، ويرى آخرون أن ربعي بن الأفكل أو عبد الله بن المعتم أو عرفجة بن هرثمة البارقي كان أول من حكمها. وبغض النظر عن هوية فاتحها أو أول حاكمها فإنه من المسلم به أن الموصل لم تكن سوى ثغر من ثغور الكوفة وظلت تابعة لها طول فترة الخلفاء الراشدين، ولم تكن هناك مستوطنة ذات أهمية على الجانب الغربي من دجلة.
وقام هرثمة بن عرفجة البارقي بتوطين قبائل عربية من أزد وطي وكندة وعبد قيس بالضفة الغربية، وبنى داراً للامارة والمسجد الجامع وهو أول جامع بناه المسلمون في الموصل، والذي بقي حتى سنة 1148. إلا أن المدينة لم تزدهر حتى النصف الثاني من القرن السابع الميلادي عندما تولاها الأمويون فجعلوا منها مركزاً لمنطقة الجزيرة. ازدادت مساحة الموصل في عهد سعيد بن عبد الملك بن مروان حيث قام بتعميرها وتحصينها وأحاطها بسور ورصف طرقها بالحجارة. كما نصّب لها مروان بن محمد آخر الخلفاء الأمويين جسراً وبنى قلعتها، وشق الحر بن يوسف الأموي نهراً عرف بنهر الحر وكان يمر قرب سور نينوى وتقع عليه بوابة المسقى. واستمرت هجرة القبائل العربية في هذه الفترة وهي قبائل تغلب وربيعة وشيبان وطيء.
بعد انتهاء فترة الخلفاء الراشدين وسيطرة الأمويين على زمام الحكم في الشام، بويع عبد الله بن الزبير للخلافة في الحجاز سنة 683 م. وهي نفس السنة التي تولى فيها يزيد بن معاوية الخلافة الأموية بالشام وقام بالسيطرة على العراق وولى محمد بن أشعث بن قيس على الموصل. غير أن والي الكوفة انقلب على عبد الله وأرسل عبد الرحمن بن سعيد بن قيس لولاية الموصل. فهاجم الأمويون بقيادة عبيد الله بن زياد الموصل وسيطروا عليها فبعث والي الكوفة جيشا لاستعادتها، وتشابك مع الأمويين في برطلة غير أنه هزم سنة 686. فأرسل والي الكوفة جيشا ثانيا تمكن هذه المرة من استعادة المدينة.
عاد ابن الزبير إلى الموصل وتمكن من إخضاعها مجددا سنة 687. غير أن سيطرته لم تطل فتمكن عبد الملك بن مروان من هزيمته نهائيا والسيطرة على كافة أنحاء العراق والجزيرة.
أصبحت مدينة الموصل أهم مراكز انطلاق للفتوحات الإسلامية بعد استقرار القبائل العربية فيها خصوصاً إبان الدولة الأموية. كما قام الولاة الأمويون بتوسيع المدينة وحفر قناة لجلب المياه إليها. غير أن أواخر الفترة الأموية شهدت كثرة القلاقل في الجزيرة وكانت أهمها ثورة الضحاك التي باءت بالفشل. فمالت الموصل إلى بني عباس لما قويت شوكتهم؛ فتعاون أهلها مع العباسيين لدى انتصارهم في معركة الزاب الحاسمة سنة 749 ورفض أهلها إيواء مروان بن محمد آخر الخلفاء الأمويين بل وسارت فرقة من الموصل إلى أبو صير حيث تمكنت من قتله.
غير أن علاقة الموصل مع العباسيين تميزت في الغالب بالتوتر؛ وقام يحيى العبَّاسي أخ أبو العباس السفاح بتعيين محمد ابن صول حاكما على المدينة، غير أنه توجس من حدوث ثورة بها فأمر محمد ابن صول بتصفية بعض أعيانها خلسة، فدعاهم إلى قصره وقطع رؤوسهم وأرسلها إلى يحيى. إلا أن أمره انكشف، فثار سكان المدينة عليه فدعاهم يحيى للصلح والعفو عن المحتجين بشرط ملاقاته في جامع المدينة، غير أنه غدر بهم فقام حرسه الخراسانيين بمذبحة شملت عوائل بأكملها بما في ذلك النساء والأطفال راح ضحيتها عشرات الآلاف.
ساءت أحوال الموصل في أواخر القرن الثامن الميلادي وأوائل القرن التاسع فحاول الخوارج من البدو المحيطين بها السيطرة عليها.
بعد وفاة الخليفة المتوكل تمكن الخارجي مصاور من الاستيلاء على المدينة وجعلها جزءا من إمارته. وكرد على ذلك عين المعتضد بالله أحد قادته حاكما على المدينة فأرسل هذا الأخير جيشا قوامه 20,000 تمكن من احتلال المدينة. قام أهالي المدينة بطرد الحاكم العباسي سنة 892 م. فطلب هذا المعونة من بني شيبان. بعد انتصار الأهالي في البداية بقيادة حمدان بن حمدون، تمكن الشيبانيون من السيطرة على المدينة. تمكن حمدان، جد الحمدانيين، الاستقلال بالمدينة سنة 895. غير أنه سرعان ما فر لدى وصول جيش الخليفة العباسي، وأسر لاحقا في حين سلم ابنه حسين المدينة.

### الإمارات الموصلية

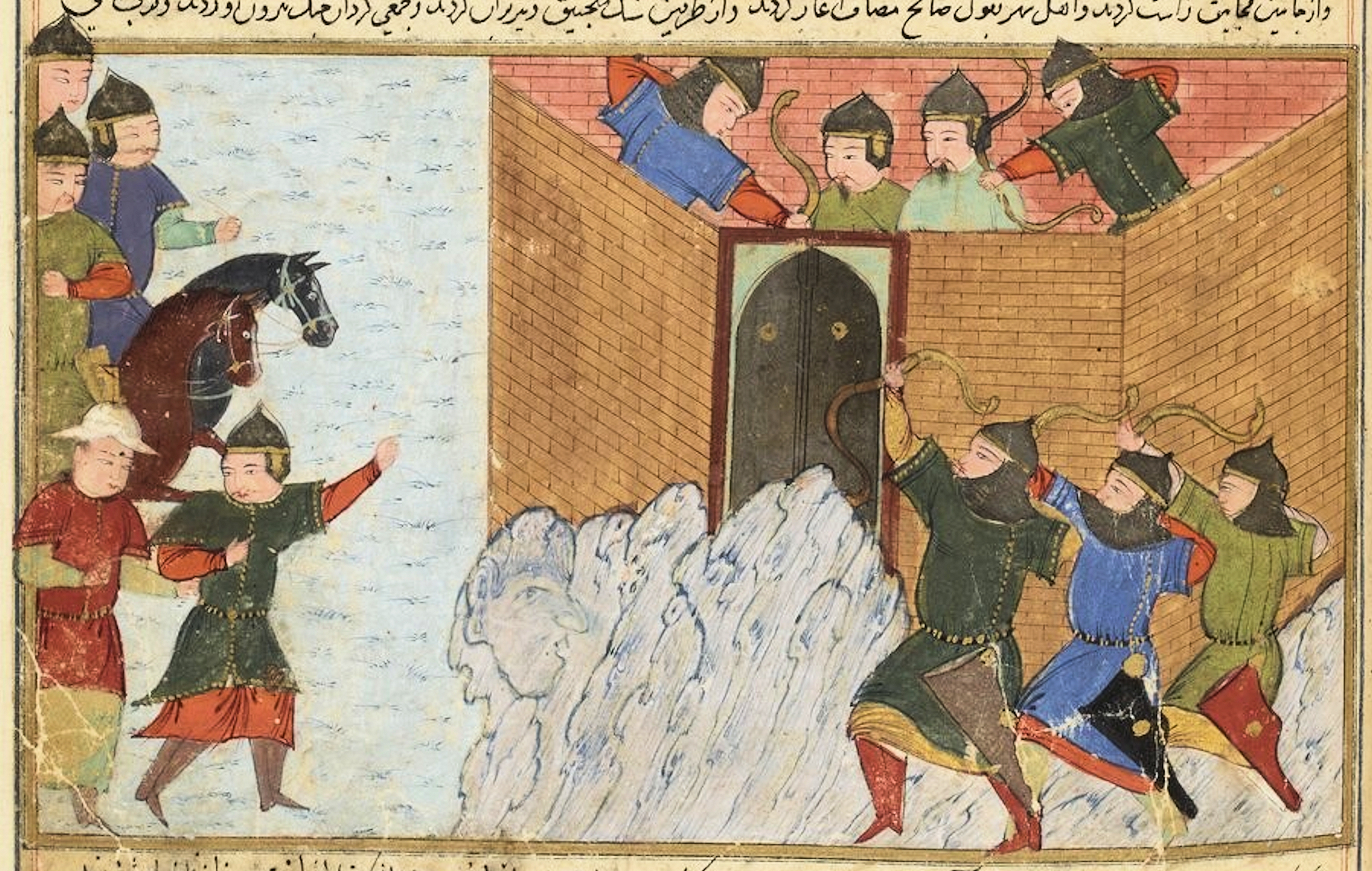
حصار المغول للموصل، من كتاب جامع التواريخ.

اتسمت أواخر القرن التاسع الميلادي بالصراع بين الحكام العباسيين والخوارج؛ فاستعان الخليفة بحسين ابن حمدان الذي أدى نجاحه في القضاء على الخوارج سنة 896 إلى زيادة حضوة الحمدانيين. ازداد اعتماد العباسيين على الحمدانيين في العقد اللاحق بازدياد غارات الأكراد على أطراف المدينة، وبدورهم اعتمد الحمدانيون على التغالبة، الذين شكل بنو حمدان أحد بطونهم، في إخضاع الأكراد. حكم الحمدانيون الموصل كمندوبين للخليفة وزادت استقلاليتهم تدريجيا بضعف العباسيين حتى أصبحت الموصل إمارة مستقلة بشكل فعلي بوصول ناصر الدولة حسن لسدة الحكم سنة 929.
حكم العقيليون، أحد بطون بني كعب، الموصل في الفترة 996 - 1096 م. ويعتبر حسام الدولة المقلد المؤسس الفعلي لهذه الإمارة التي امتدت جنوبا حتى شملت داقوق والكوفة في أوج قوتها.

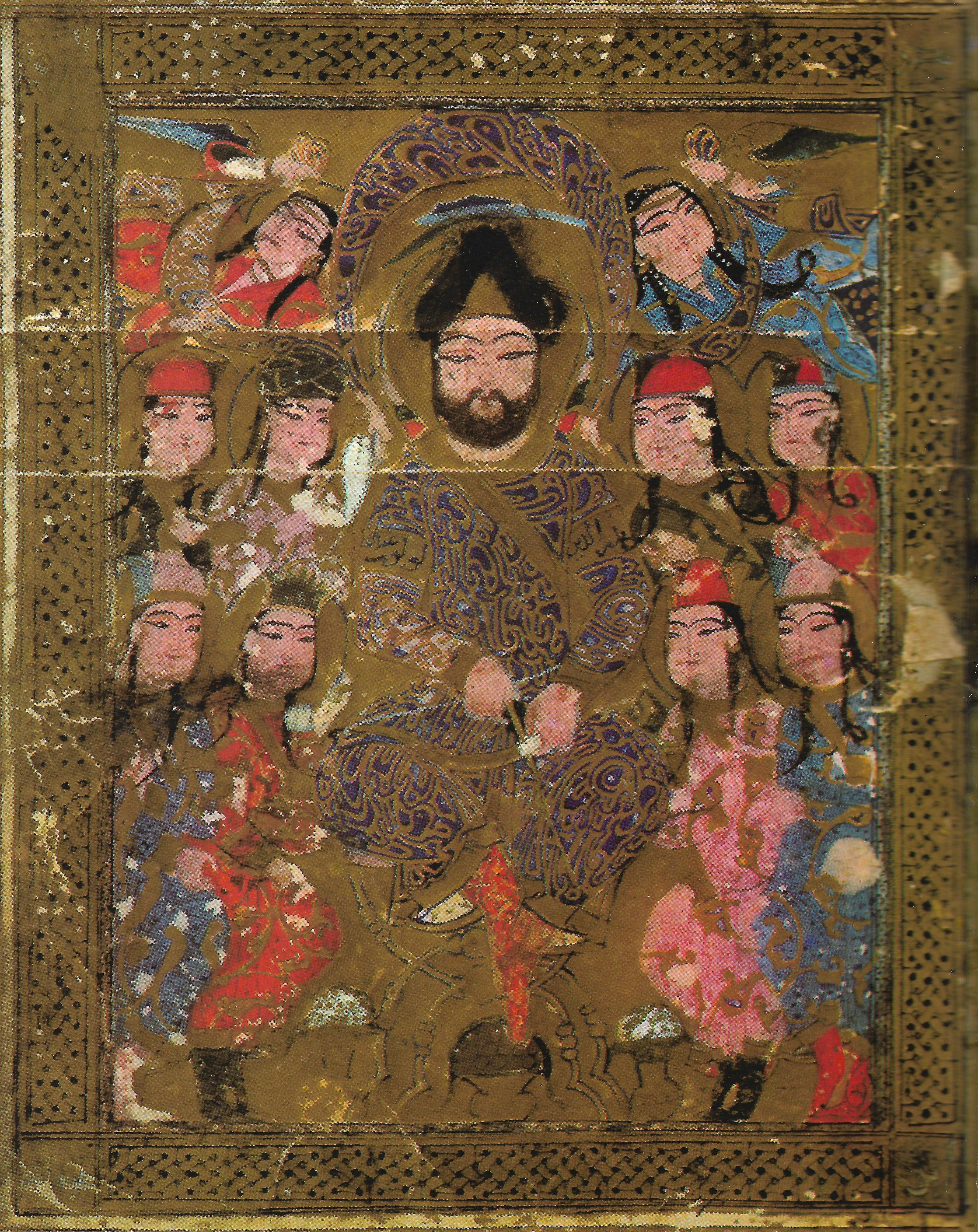
صورة لبدر الدين لؤلؤ، من كتاب الأغاني للأصفهاني.

أدت سيطرة الحمدانيين والعقيليين إلى ازدهار الموصل فازداد بنيانها وحسن منظرها للرحالة، فوصفها ابن حوقل بأنها مدينة جميلة ذات ريف خصب واصفا أغلب سكانها بالأكراد. كما زارها المقدسي ووصفها بأنها مبنية على شكل نصف دائرة وبها قلعة داخل أسوارها عرفت ب-المربعة (باشطابيا)، كما حوت أسوار المدينة سوق الأربعاء وجامعا رئيسياً. على الضفة الشرقية من دجلة وقعت مدينة نينوى القديمة التي هجرها أهلها بعد توسع الموصل، غير أنها حوت قصر الخليفة على نهر الخوصر.
سيطر السلاجقة على المدينة سنة 1096، اتسم حكمهم بإهمال المدينة التي أصبحت شبه مهجورة حتى تمكن عماد الدين زنكي من الاستقلال بها سنة 1127. ويعود إليه الفضل في إعادة إعمار الموصل حيث رمم أسوارها ومبانيها ونسق البساتين حول المدينة. خلال فترة حكم خلفه عز الدين مسعود الأول حاصر صلاح الدين الأيوبي المدينة مرتين في 1182 و1185 دون جدوى. غير أن الصراع بين الزنكيين والأيوبيين اضطر عز الدين إلى الاعتراف بسيادة الأيوبيين مقابل استمراره حاكما على الموصل.
يروي ابن جبير لدى زيارته للمدينة قبيل بناء جامع النوري أن المدينة المحصورة داخل السور الخارجي انقسمت إلى جزئين علوي وسفلي ربطهما شارع عريض، وحوت على مارستان (مشفى) وقيصرية (سوق مسقف). بينما انتشت الضواحي المأهولة على مرمى البصر وشملت العديد من المساجد والخانات والحمامات. بنيت معظم المباني من الرخام الذي جلب خصيصا من جبل مقلوب شمال شرق المدينة، كما عرف عنها شكلها المقبب المميز.
توسعت المدينة أوائل القرن الثالث عشر وقام الوزير مجاهد الدين قيمز ببناء مساكن في الضاحية الجنوبية، وحكم ابنه بدر الدين لؤلؤ كوزير للزنكيين قبل أن يستقل بالمدينة ابتداءً من 1234 م. كما استسلم بدون قتال لهولاكو سنة 1244 ورافقه في حملاته؛ غير أن المغول الإيلخانيين نهبوا المدينة سنة 1261 بعد أن تحالف ابنه الملك الصالح إسماعيل مع الظاهر بيبرس ضدهم.

### المغول والتركمان والصفويون

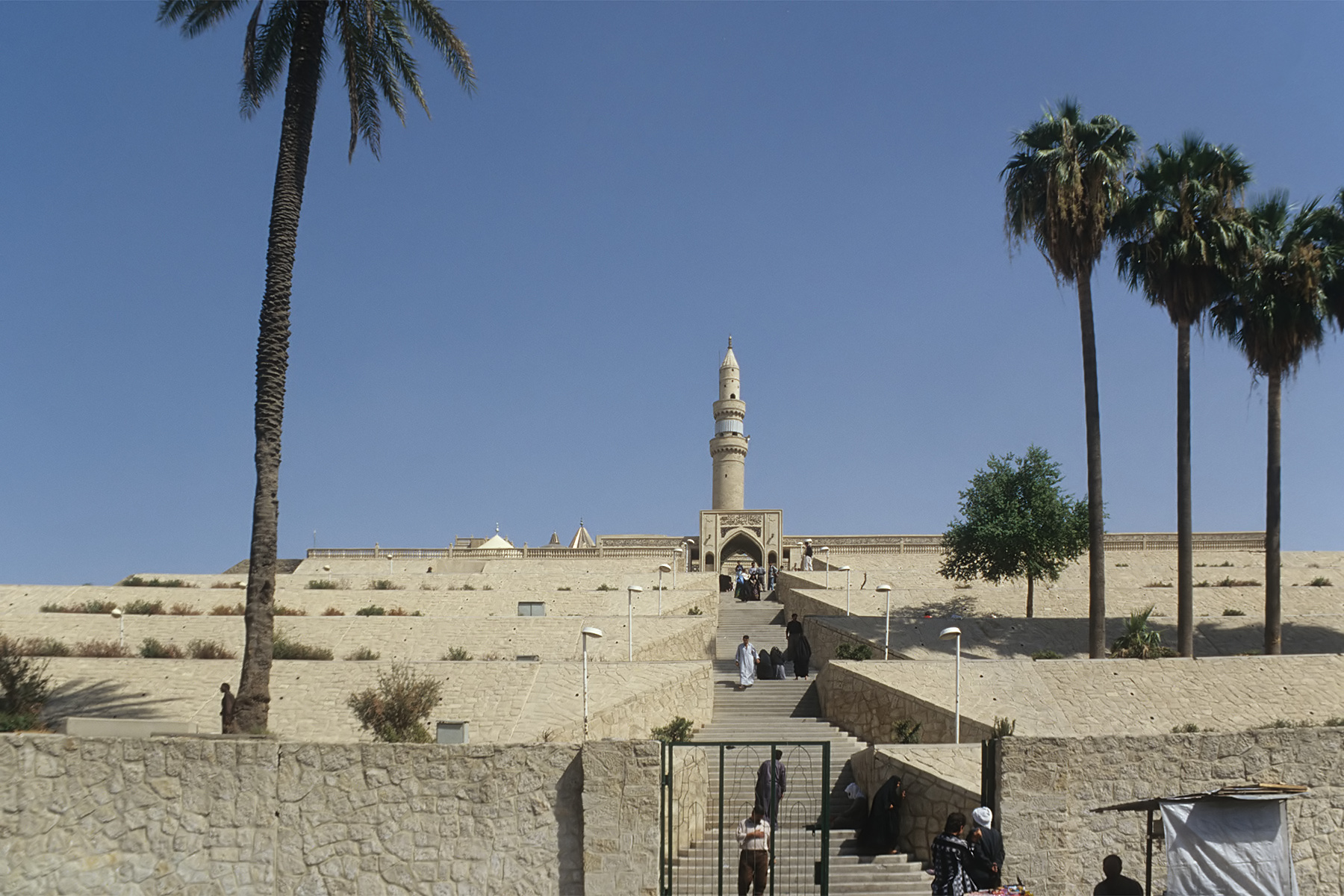
جامع النبي يونس قبل تفجيره 2014م/1435هـ

استمر حكم الإلخانات أكثر من 50 عاما إلى أن بدأت دولتهم تتهاوى في العقد الثالث من القرن الرابع عشر. فتمكن الجلائريون، الذين ينتمون بدورهم إلى قبيلة منغولية أخرى، من ضم الموصل إلى مملكتهم سنة 1364 والتي شملت أجزاء من وسط العراق وشمال شرق إيران الحالية. غير أن حكم الجلائريين لم يستمر طويلا، فسرعان ما غزا تيمور المدينة غير أنه عفاها من السلب بل وقام بمنح العطايا لضريحي النبيين يونس وجرجس. تولى الموصل بعد وفاة تيمور حاكم آمد التركماني بهاء الدين قرة عثمان وضمها للإمارة ابتداءً من القرن الخامس عشر. وشهدت هذه الفترة تناوب قبيلتي الخرفان البيض والسود التركية على المنطقة. آلت الموصل إلى الدولة الصفوية بعد ضمها لبغداد سنة 1508. غير أن الحكم الصفوي لم يطل حيث فتح العثمانيون بقيادة سليمان القانوني المدينة سنة 1535.

### الفترة العثمانية

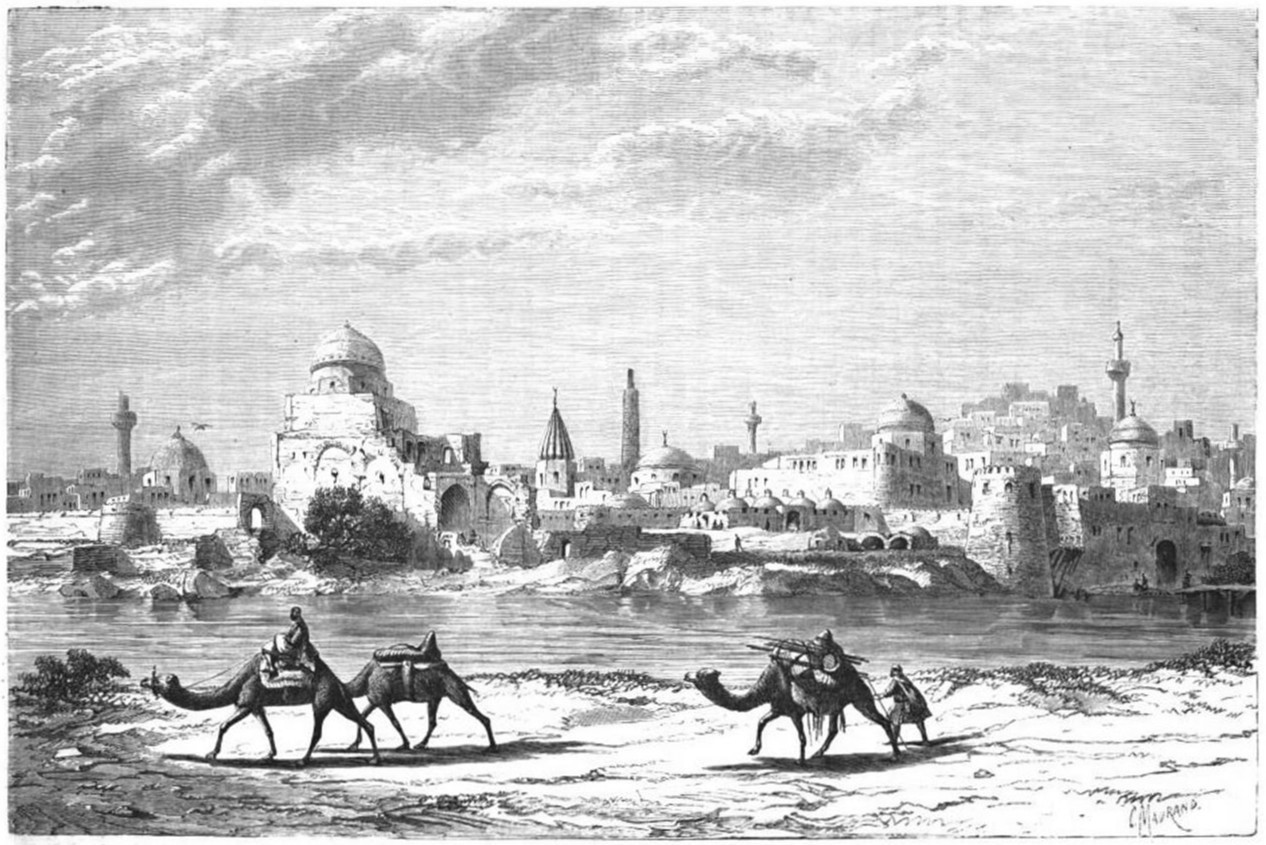
الموصل في القرن التاسع عشر

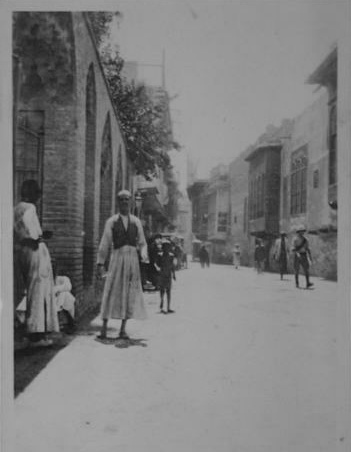
مشهد لشارع النهر في الموصل 1916-1919

كانت الموصل ضمن ولايات الدولة العثمانية لفترة طويلة واستولى عليها السلطان سليمان القانوني عام 1534، وولّى عليها حاكماً يدعى محمد باشا بكلربكي ومن بعدهِ حديد سليمان المحمدي وتولى بعدهُ عدة ولاة حتى سنة 1730 حيث تولاها أحد أبنائها وهو حسين باشا ابن إسماعيل باشا الجليلي.واتسم حكمه بنوع من الحكم الذاتي للولاية بعيداً عن حكم الوالي في بغداد. وفي عهده حاول الصفويون بقيادة نادر شاه الاستيلاء على ولاية الموصل سنة 1733، والتي كانت في تلك الفترة نقطة دفاع مهمة للجبهة الشرقية لدولة آل عثمان ضد الدولة الصفوية، لكن المحاولة باءت بالفشل بعد أن قُتل القائد الصفوي نركزخان على أيدي قبائل من البدو في قرية الغزلاني.

### الدولة العراقية
استمرت الهيمنة العثمانية على الموصل حتى نهاية الحرب العالمية الأولى. وكانت بريطانيا وفرنسا قد عقدتا اتفاقية سرية عرفت باسم اتفاقية سايكس بيكو تم فيها تقسيم الولايات العثمانية العربية بين الدولتين، فكانت ولاية الموصل جزءاً من منطقة النفوذ الفرنسي. احتلت بريطانيا الموصل في 7 تشرين الثاني 1918 وذلك بالرغم من عقد الهدنة مع العثمانيين في 30 تشرين الأول. وبعد اكتشاف النفط في ولاية الموصل تمكنت بريطانيا من إقناع فرنسا بالتنازل عن الموصل في معاهدة سيفر سنة 1920، غير أن تركيا استمرت بالمطالبة بأحقيتها حتى سنة 1925 عندما قررت عصبة الأمم عودة الموصل إلى العراق.

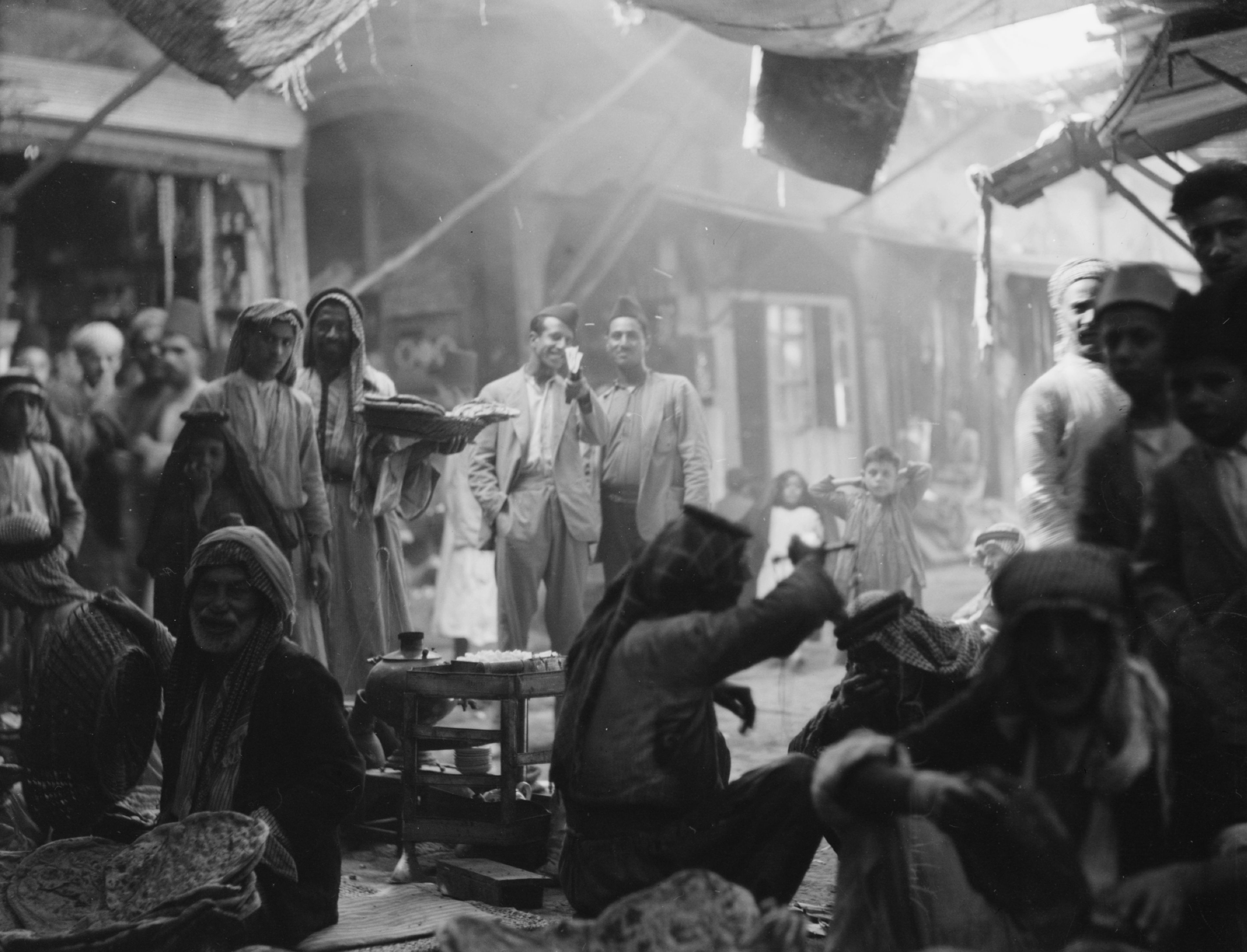
أحد اسواق الموصل 1932

انضمت الموصل رسمياً إلى المملكة العراقية عند إعلانها في 3 تشرين الأول 1932. وقد شهدت المناطق عدة أحداث منها عصيان البرزنجي أوائل الثلاثينات ومجزرة سميل التي لجأ بعدها أعداد كبيرة من الآشوريين إلى مخيم للاجئين داخل الموصل قبل نزوحهم إلى سوريا سنة 1934.

#### الجمهورية العراقية
بعد ثورة 1958 أعلن عبد الكريم قاسم قيام الجمهورية العراقية وكانت من أولى قراراته تأمين المؤسسات غير الحكومية وإلغاء النظام الإقطاعي، وقد أدى هذا بالإضافة إلى نهجه المعادي للقوميين العرب والمقارب من الشيوعيين إلى قيام عصيان قاده عبد الوهاب الشواف قائد الفيلق الخامس بالجيش العراقي بالتحالف مع شيوخ عشيرة شُمّر والإقطاعيين الذين فقدوا أراضيهم، فأعلن الشواف في 8 آذار 1959 من خلال راديو الموصل العصيان على عبد الكريم قاسم ودعى الشعب إلى حمل السلاح ضده. فقام عبد الكريم بتجنيد الكوادر الشيوعية في الموصل للرد على هذا العصيان وقد عاونهم في ذلك العمال والحرفيون في الموصل والفلاحون في القرى المسيحية المحيطة بها. وبالرغم من النجاح الأولي للقوميين غير أن الشيوعيين قاموا بهجوم مضاد قُتل خلاله الشواف، واستمرت المعارك الدموية كما قامت القوات الجوية العراقية بقصف ثكنات الفيلق الخامس وجابت الدبابات شوارع المدينة. استمرت المعارك الطاحنة بين القوميين والعشائر العربية والكردية وملاك الأراضي من جهة والقوميين والمسيحيين والطبقات الفقيرة من العرب والأكراد عدة أيام انتهت بهزيمة القوميين، فقام الشيوعيون بإعدامات استهدفت أعضاء الأحزاب القومية راح ضحيتها المئات.
تركت هذه الأحداث أثرها العميق في الموصل ونزح العديد من سكانها إلى بغداد هرباً من الانفلات الأمني الذي اتسمت به الفترة التي تلت الثورة.
بعد ثورة 30/17 تموز بقيادة حزب البعث العربي الاشتراكي، أصبح العراق تحت سيطرة الحزب المذكور وفي أيدي أحمد حسن البكر ثم تسلم السلطة صدام حسين. تم عمل بعض الخطط التنموية الصناعية والزراعية في المدينة بالإضافة إلى بعض المشاريع التجارية. ومن المشاريع المهمة بناء سد الموصل الذي سُمّي حينها بسد صدام.

#### حرب العراق

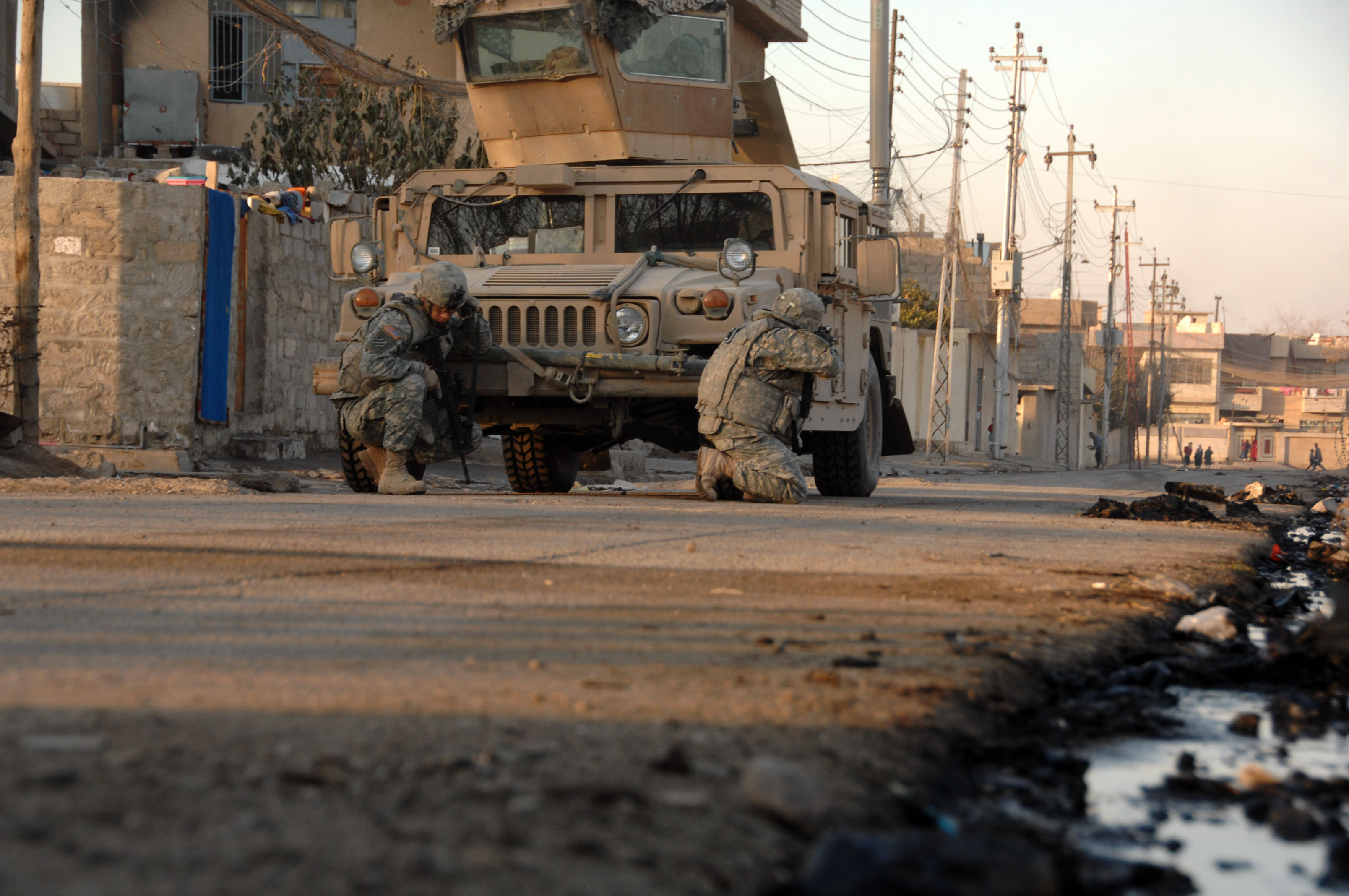
معركة في أحد شوارع الموصل، كانون الثاني 2008

استطاعت طلائع البيشمركة الكردية بالتعاون مع الفرقة المظلية 101 من الجيش الأمريكي من احتلال المدينة في 21 نيسان 2003 إبان الاحتلال الأمريكي للعراق وذلك بعد استسلام القوات العراقية في المدينة. وشهدت الأيام الأولى من الاحتلال نهب العديد من المصارف والمنشآت الرسمية بها.
كما تم تعيين أول مجلس للمحافظة في 5 أيار وسط اتهامات أطراف متعددة للأكراد بمحاولة الاستئثار بالسلطة. وعُيّن أسامة كشمولة لاحقا محافظاً لنينوى غير أنه اغتيل من قبل مجهولين في أيلول 2003 فاستلم ابن عمه دريد كشمولة منصب المحافظة وسط اعتراض عدد من وجهاء العرب السنة الذين انسحبوا بشكل شبه كامل من مجلس المحافظة. كما تدهور الوضع الأمني بالموصل عندما تمكنت مجموعات إسلامية أصولية تنسب إلى تنظيم القاعدة من فرض سيطرتها على أجزاء من المدينة ما دفع الحكومة العراقية إلى إرسال لواء الذيب إليها كما دارت معارك شرسة بين المسلحين وقوات أمريكية أواخر 2004.
قاطع العرب الانتخابات البرلمانية في كانون الثاني 2005 ما أدى إلى حصول التحالف الكردستاني على 31 من أصل 41 مقعداً في مجلس المحافظة. وشهدت السنوات الأربع اللاحقة موجات عنف استهدفت الأقليات الدينية كان أهمها سلسلة عمليات القتل استهدفت مسيحييها بأواخر سنة 2008 أدت إلى نزوح أغلبهم إلى مناطق سهل نينوى شرقي الموصل.
وخلال الانتخابات المحلية اللاحقة حصلت قائمة الحدباء الممثلة للعرب السنة بقيادة أسامة النجيفي على 19 من أصل 37 مقعداً في انتخابات مجالس المحافظات سنة 2009 مسيطرة بذلك على مجلس المحافظة. في حين تمكنت قائمة التحالف الكردستاني من الفوز بالمركز الأول بأحد عشر مقعداً خلال انتخابات المحافظة لعام 2013 بينما حازت قوائم العرب السنة وعلى رأسها ائتلاف متحدون للإصلاح بقيادة أسامة النجيفي على 22 مقعداً.
شهدت الموصل احتجاجات مطالبة بخروج القوات الأمريكية بشكل كامل واستقالة حكومة المالكي ضمن سلسة الاحتجاجات التي شهدها العراق سنة 2011.

#### سقوط مدينة الموصل

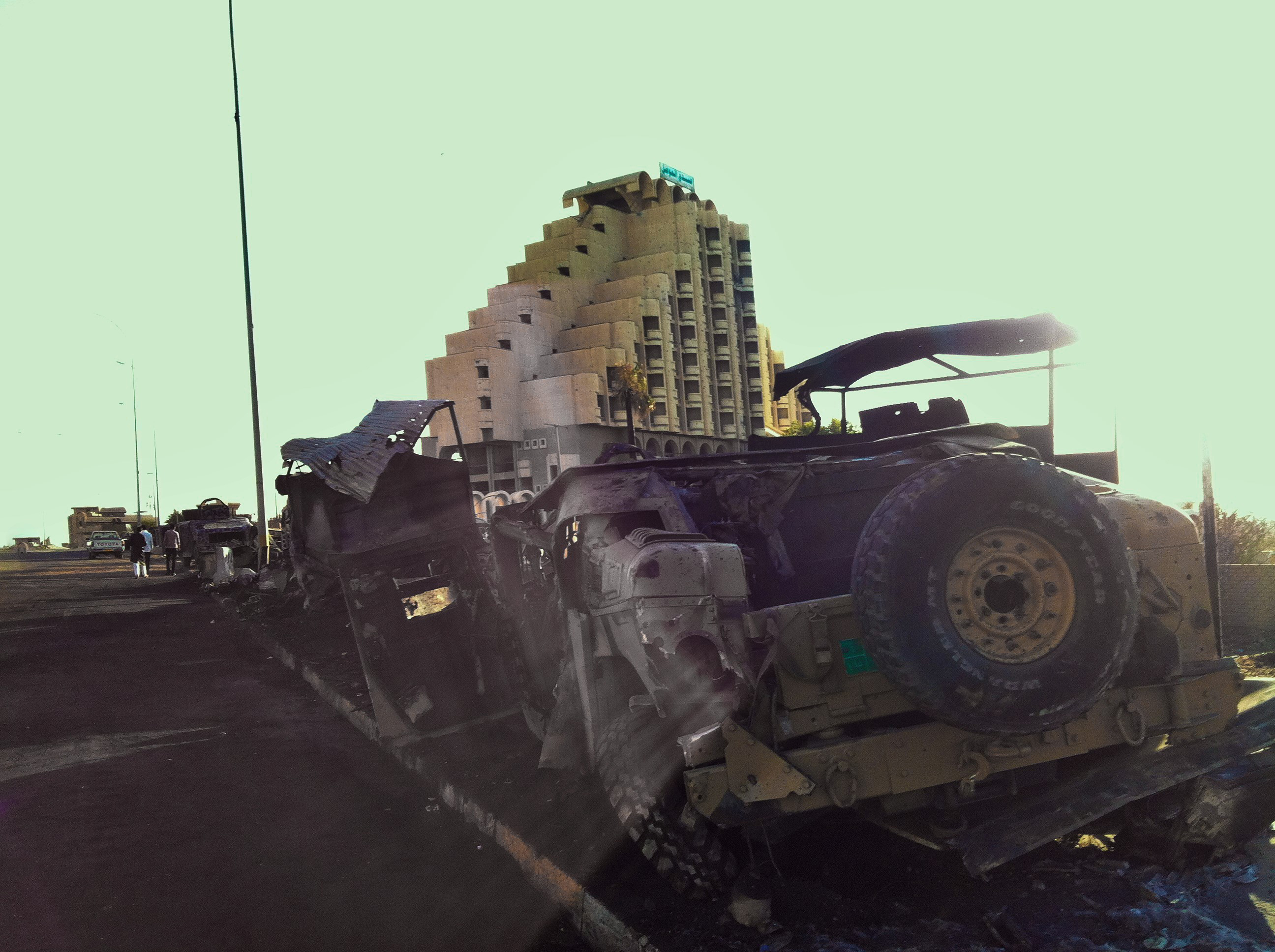
تحطم عربة همفي خلال حرب الموصل في 14 حزيران 2014

سقطت المدينة بالكامل بيد تنظيم الدولة الإسلامية (داعش) وقوات محلية متحالفة معها يوم 10 حزيران 2014 خلال حملة شنها بشمال العراق. وشهدت المدينة موجة نزوح نتيجة المعارك التي حدثت حيث اقتحم الآلاف من مقاتلي تنظيم داعش مطار الموصل وقواعد ومعسكرات عسكرية ومقر محافظة نينوى؛ مما أدى إلى انهيار جنود الجيش العراقي وانسحاب القوات إلى كردستان. وتمكن التنظيم من السيطرة على المدينة وأغلب مدن محافظة نينوى ومن ضمنها المنشآت الحيوية في المدينة من أهمها مبنى محافظة نينوى والمطار، والقنوات التلفازية، وأعقب ذلك إطلاق ثلاثة آلاف سجين من السجون والمعتقلات في الموصل، وسيطر التنظيم على كامل محافظة نينوى وأطلق على المعارك التي خاضها اسم غزوة أسد الله البيلاوي وأطلق على محافظة نينوى اسم ولاية نينوى. انسحبت البيشمركة من بلدات سنجار وزمار ووانة وربيعة التي سيطر عليها تنظيم داعش بعد القتال ، ومع بداية عام 2015 أعلنت قوات التحالف عن شن ضربات جوية على مدينة الموصل والمناطق التي يسيطر عليها المتطرفون، وقبل ذلك قام تنظيم داعش بإزالة بعض الأضرحة والمراقد في مدينة الموصل وباقي المناطق التي يسيطر عليها، مثل جامع النبي يونس ومتحف الموصل، مما اعتبر إرهاباً فكرياً، ونفذت هذه العمليات بما يتماشى مع عقيدة وإيديولوجية التنظيم التي تعتبر هذه الأضرحة والمراقد أماكن تعبد لغير الله، وكانت المدينة منذ الحرب الطائفية قد حصلت فيها عمليات تغيير ديمغرافي للمسيحيين والشيعة والأيزيديين وباقي الأقليات.
في يوم 17 آب 2015 أحال البرلمان العراقي ملف سقوط الموصل إلى الإدعاء. فقد حمّلت لجنة تحقيق برلمانية عراقية محافظ نينوى أثيل النجيفي ورئيس الوزراء السابق نوري المالكي و35 مسؤولا آخرين مسؤولية سقوط مدينة الموصل بيد تنظيم داعش.

### تحرير المدينة
أعلن رئيس الوزراء العراقي حيدر العبادي يوم 17 أكتوبر انطلاق معركة استعادة الموصل من قبضة تنظيم داعش، بقيادة قوات الجيش العراقي، وبمشاركة قوات البيشمركة الكردية، وبإسناد من قوات الحشد الشعبي وكذلك بإسناد جوي من طائرات قوات التحالف الدولي لمحاربة تنظيم الدولة، وبعد حملة استمرت لنحو تسعة أشهر وفي 10 يوليو 2017 أعلن رئيس الوزراء العراقي حيدر العبادي تحرير الموصل من سيطرة تنظيم داعش بالكامل.

### تحرير الموصل
أعلنت وزارة الدفاع العراقية عن تحرير الموصل في يوم الخميس 29 حزيران 2017، وعن نهاية وجود قوات داعش في مدينة الموصل بعد وصول وحدات من الجيش العراقي إلى جامع النوري الكبير الذي هدم وفجرت منارته الحدباء الشهيرة في يوم 21 حزيران 2017، إثر حدوث معارك طاحنة بينه وبين قوات داعش راح ضحيتها العديد من أفراد الجيش العراقي، وذكر قائد عسكري عراقي أن قواته سيطرت على مجمع الجامع النوري الشهير والمناطق المحيطة به. علما أن زعيم التنظيم أبو بكر البغدادي كان قد أعلن في عام 2014 عن إقامة دولة «الخلافة» على أراض تشمل مناطق من سوريا والعراق من خطبة له من على منبر الجامع النوري.

## السكان

### تاريخيًا
| التاريخ             | عدد السكان        | المصدر                         |
| ------------------- | ----------------- | ------------------------------ |
| 1235 هـ / 1820 م    | 50,000            | بكنغهام                        |
| 1245 هـ / 1830 م    | 20000 عائلة       | تشسني                          |
| 1311 هـ / 1894 م    | 61,000            | كينيه                          |
| 1312 هـ / 1894-95 م | 16,106 (ذكور فقط) | سالنامه ولاية الموصل، 1312 هـ. |
| 1325 هـ / 1907 م    | 36,655            | سالنامه ولاية الموصل، 1325 هـ. |
| 1332 هـ / 1914 م    | 70,000            | الحكومة البريطانية.            |
| 1337 هـ / 1919 م    | ما بين 80 و90 الف | الحكومة البريطانية.            |

### التعداد

تقديرات لعدد السكان في الفترة من 1950 إلى 2015.

يبلغ عدد سكان الموصل بحسب تقديرات 2003 حوالي 1,400,000 نسمة بينما يعتقد أن العدد الحالي 3,5 مليون نسمة. وهي ثاني كبرى مدن العراق، بلغ عدد سكان المدينة لسنة 2018 حوالي 3,182,000 نسمة اما معا النواحي التابعة لقضاء الموصل يبلغ تعداده اكثر من 3.5 مليون نسمة، تتكون الموصل من جانبين هما الايمن و الايسر و تكون نسبة الجانب الايمن حوالي 40% من السكان و المساحة بتعداد 1.4 مليون نسمة ، و الجانب الايسر حوالي 60% من السكان و المساحة بتعداد 1.6 مليون نسمة ، يتوزعون على اكثر من 100 حي و زقاق يشطرها نهر دجلة من الوسط.
بلغت زيادة عدد سكان الموصل حوالي 20,3 مرة منذ بداية القرن العشرين مقابل 1,7 مرة فقط خلال القرن التاسع عشر؛ فقد ارتفع عدد سكان المدينة من 35,000 نسمة في بداية القرن التاسع عشر إلى 40,000 في منتصف القرن التاسع عشر، ثم إلى 60,000 نسمة عام 1900 وتضاعفوا بعد ذلك ثلاث مرات ليصلوا إلى 178,000 نسمة عام 1965. ويعد الربع الثالث من القرن العشرين أسرع فترات نمو سكان الموصل حيث تضاعف عدد السكان أكثر من تسع مرات.
وقد بلغ معدل النمو السكاني لمدينة الموصل 30% سنويًا مما تسبب في مضاعفة عدد سكانها مرة واحدة كل ثلاث سنوات تقريبًا بين عامي 1950 - 1977.[بحاجة لمصدر]

### العرقيات والأديان
يشكل العرب السنة معظم سكان مدينة الموصل، وتنتشر بها أقلية من الأكراد الذين ينتمون للمذهب السني في الغالب، ويتواجد جميعهم في الجانب الشرقي من المدينة أو ما يسمى بالساحل الأيسر، أما بقية الطوائف من تركمان مسلمين، أو ديانات أخرى تشمل المسيحيين والصابئة المندائيين واليزيديين والشبك فيشكلون بمجموعهم نسبة قليلة لا تتجاوز 5٪ من مجموع سكان الموصل.
كانت الموصل قلعة صغيرة نشأت قديماً على الساحل الأيمن من دجلة، في المكان الذي يُعرف بمحلة القلعة. وقد عُرفت هذه المحلة في السريانية باسم «حصنا عبرايا»، أي الحصن العبوري. توسع هذا الحصن في العصر الإسلامي وباتت الموصل المعبر الذي يمر به كل قاصد. وهي حلقة الوصل بين بلاد الرافدين ومحيطها.
كانت مدينة نينوى التاريخية مركزا هاما لتجمع السريان الذين انتموا في الغالب إلى الكنيسة الكلدانية وكنيسة المشرق الآشورية والكنيسة السريانية الأرثوذكسية وكذلك بعض الأرمن. حيث زاد تعدادهم بعد الحرب العالمية الأولى فيها، غير أن أعدادهم قلت منذ الثمانينات بسبب الهجرة إلى خارج القطر، كما أدت موجات من العنف بعد حرب العراق إلى نزوح أغلبية من تبقى إلى داخل وخارج العراق ولم يتبقى سوى ألفي سرياني في الموصل وقد فضّلوا الرحيل إلى كردستان العراق.
يعود الوجود اليهودي في مدينة نينوى التاريخية إلى فترة سبيهم من قبل الآشوريين في القرن السابع قبل الميلاد، واستمر وجودهم حتى القرن العشرين حيث وصل تعدادهم في مطلعه إلى 1100 نسمة. غير أنهم نزحوا بشكل جماعي إلى إسرائيل في أوائل الخمسينات.

## الجغرافيا

### المناخ
تميز الموصل بمناخ شبه جاف حيث يكون الصيف جافاً وحاراً وأحد الأسباب هو ارتفاعها القليل فوق سطح البحر الذي لا يتجاوز 220 متراً بينما تنزل درجات الحرارة إلى ما تحت الصفر وتصل كمية الأمطار سنوياً إلى 375 مم ويسقط الثلج أحياناً. وقد سُجل في الموصل رقم قياسي لأدنى درجة حرارة في العراق حيث وصلت الدرجة إلى 17.6 درجة مئوية تحت الصفر وكان ذلك في يوم 23 محرم 1329 هـ (24 كانون الثاني 1911 م).
| البيانات المناخية لـالموصل              | البيانات المناخية لـالموصل | البيانات المناخية لـالموصل | البيانات المناخية لـالموصل | البيانات المناخية لـالموصل | البيانات المناخية لـالموصل | البيانات المناخية لـالموصل | البيانات المناخية لـالموصل | البيانات المناخية لـالموصل | البيانات المناخية لـالموصل | البيانات المناخية لـالموصل | البيانات المناخية لـالموصل | البيانات المناخية لـالموصل | البيانات المناخية لـالموصل |
| الشهر                                   | يناير                      | فبراير                     | مارس                       | أبريل                      | مايو                       | يونيو                      | يوليو                      | أغسطس                      | سبتمبر                     | أكتوبر                     | نوفمبر                     | ديسمبر                     | المعدل السنوي              |
| --------------------------------------- | -------------------------- | -------------------------- | -------------------------- | -------------------------- | -------------------------- | -------------------------- | -------------------------- | -------------------------- | -------------------------- | -------------------------- | -------------------------- | -------------------------- | -------------------------- |
| متوسط درجة الحرارة الكبرى °م (°ف)       | 12.4 (54.3)                | 14.8 (58.6)                | 19.3 (66.7)                | 25.2 (77.4)                | 32.7 (90.9)                | 39.2 (102.6)               | 42.9 (109.2)               | 42.6 (108.7)               | 38.2 (100.8)               | 30.6 (87.1)                | 21.1 (70.0)                | 14.1 (57.4)                | 27.8 (82.0)                |
| متوسط درجة الحرارة الصغرى °م (°ف)       | 2.2 (36.0)                 | 3.4 (38.1)                 | 6.8 (44.2)                 | 11.2 (52.2)                | 16.2 (61.2)                | 21.3 (70.3)                | 25.0 (77.0)                | 24.2 (75.6)                | 19.1 (66.4)                | 13.5 (56.3)                | 7.2 (45.0)                 | 3.8 (38.8)                 | 12.8 (55.1)                |
| الهطول مم (إنش)                         | 62.1 (2.44)                | 62.7 (2.47)                | 63.2 (2.49)                | 44.1 (1.74)                | 15.2 (0.60)                | 1.1 (0.04)                 | 0.2 (0.01)                 | 0.0 (0.0)                  | 0.3 (0.01)                 | 11.8 (0.46)                | 45.0 (1.77)                | 57.9 (2.28)                | 363.6 (14.31)              |
| متوسط الأيام الممطرة                    | 11                         | 11                         | 12                         | 9                          | 6                          | 0                          | 0                          | 0                          | 0                          | 5                          | 7                          | 10                         | 71                         |
| المصدر: المنظمة العالمية للأرصاد الجوية |                            |                            |                            |                            |                            |                            |                            |                            |                            |                            |                            |                            |                            |

## الاقتصاد
ازدهرت الموصل كمركز تجاري في القرن السادس عشر وذلك بحكم العلاقات التي ربطتها مع البلدات المجاورة. فاستوردت المواد الغذائية من مدن زاخو وأربيل وكركوك، كما اشتهرت باستيراد الصوف من غيلان في بلاد فارس ولفترة محددة أثناء حكم الصفويين على مناطق واسعة من العراق حتى حصن كيفا. غير أن سيطرة العثمانيين عليها غير مسار التجارة فأصبحت تستورده من بعلبك وتصدر الأقمشة المصنوعة منه إلى أوروبا حيث عرفت بالموسلين نسبة إلى المدينة. وتزامن هذا الازدهار التجاري بزيادة عدد السكان بنسبة 30% الهجرة. أدى ظهور حلب في سوريا كمركز لتصدير الحرير إلى أوروبا إلى قيام تجار الموصل بزيادة الضرائب على الحرير الإيراني المصدر عبرها. وخلال فترة الحرب الصفوية العثمانية التي استمرت منذ أواخر القرن السادس عشر حتى عام 1639م، عانت السهول المحيطة بالموصل من وجود الجيوش العثمانية التي تمركزت في تلك المناطق. كما تغير نوع الاقتصاد فأصبحت الموصل مركزاً لتمويل الجيش بمستلزماته المعيشية. وعلى العموم فإن تلك الفترة شهدت انحطاطاً في الاقتصاد الموصلي كان أحد عوامله تسليح العثمانيين للقبائل العربية والكردية من أجل محاربة الصفويين، فقام هؤلاء بالإغارة على القوافل التجارية التي كانت ترتاد الموصل.
أدت سيطرة آل الجليلي على ولاية الموصل في القرن الثامن عشر إلى انتشار الأمان في المنطقة كما قام هؤلاء بالعديد من الأعمال الإعمارية كبناء حوانيت وقيصريات (أسواق مغلقة). كما قام آل الجليلي بتقسيم القرى المتواجدة بالمناطق السهلية الخصبة المحيطة بالمدينة على إقطاعيين عملوا على جمع الضرائب والمحاصيل الزراعية منها. فكانت قرة قوش وبرطلة ملكاً لعائلة الجليلي بينما امتلكت عائلة العمري مدينة كرمليس. فأصبحت الموصل من أهم مُصَدِّري الحبوب في المنطقة وقام تجارها بتصدير معظم هذه المحاصيل إلى المدن الكبرى القريبة كبغداد وحلب وديار بكر. وبالمقابل استوردت الموصل الفستق والصوف من جبال كردستان والحديد من ديار بكر.
ولقد ظهر خط تجاري جديد في النصف الثاني من القرن العشرين وهو خط نهري بواسطة نهر دجلة يمتد من الموصل إلى البصرة عبر بغداد، حيث كانت المنتوجات المصنوعة والمستوردة إلى هذه المدن وخاصة الصوف والقطن تصدر عبر البصرة إلى أوروبا والهند. كما ساعد افتتاح قناة السويس عام 1870 ووصول سفن بخارية بريطانية إلى تطور هذه التجارة بشكل سريع.
عرفت الموصل كأحد مراكز تصدير النفط في الشمال بعد الاحتلال الإنجليزي للعراق. كما اتجه العديد من أهلها من تربية الماشية والمهن الحرفية إلى قطاع الخدمات. توسعت الزراعة فيها وتنوعت بعد إنجاز بعض مشاريع الري على سد الموصل (سد صدام سابقا) ونهر الزاب الكبير وأصبحت تزرع فيها محاصيل الصناعية مثل الذرة والقطن تحت منظومات الري التقليدية والحديثة.

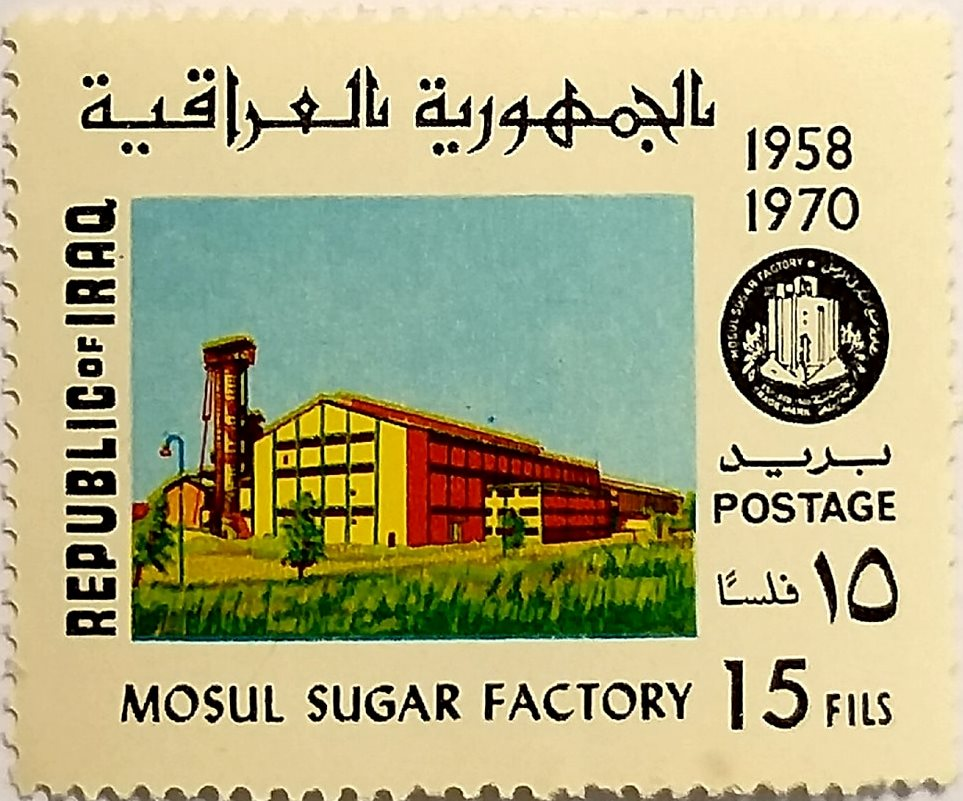
طابع بريدي عراقي فئة 15 فلساً صدر عام 1970 للترويج لمصنع السكر في الموصل

وعانت مدينة الموصل من الركود الاقتصادي منذ عقد التسعينات من القرن العشرين، حيث تزامن هذا مع هجرة الأيدي العاملة الحرفية والكوادر الأكاديمية إلى خارج القطر.
ومن أشهر الأسواق في مدينة الموصل: سوق النبي يونس، وسوق السرجخانة، وباب السراي، وباب الطوب، وأيضاً سوق الميدان للسمك.

قد أثّرت الحرب التي دارت في الموصل على هذه الأسواق، واخرجت أسواق منطقة الميدان عن الخدمة. وسوق السمك هو واحد من هذه الاسواق الذي استعاد عافيته وعاد تجاره بمجهوداتهم الخاصة لممارسة مهنتهم في المدينة القديمة. الكطان، والشبوط، والبني، والسمتي، والبز، والشيصان، والجري أبرز الأسماك النهرية التي يشتهر بها سوق السمك في مدينة الموصل  وهي مائدة مفضلة عند أهالي المدينة الذين يتزاحمون إليه منذ ساعات الصباح الأولى فمنهم يأتي لشراءه ومنهم من يفضل تناوله ساخناً  في المطاعم المنتشرة على جانبي السوق. إطلالة سوق الميدان على نهردجلة جعل منه محطة لصيادي الأسماك الذي توارثوا مهنتهم عبر أبائهم وأجدادهم فتجدهم تارةً منهمكين بمد شباكهم في النهر وصيد الأسماك وتارةً أخرى يبيعون ما تم إصطياده وفقاً لروايتهم.

سوق السمك في الموصل
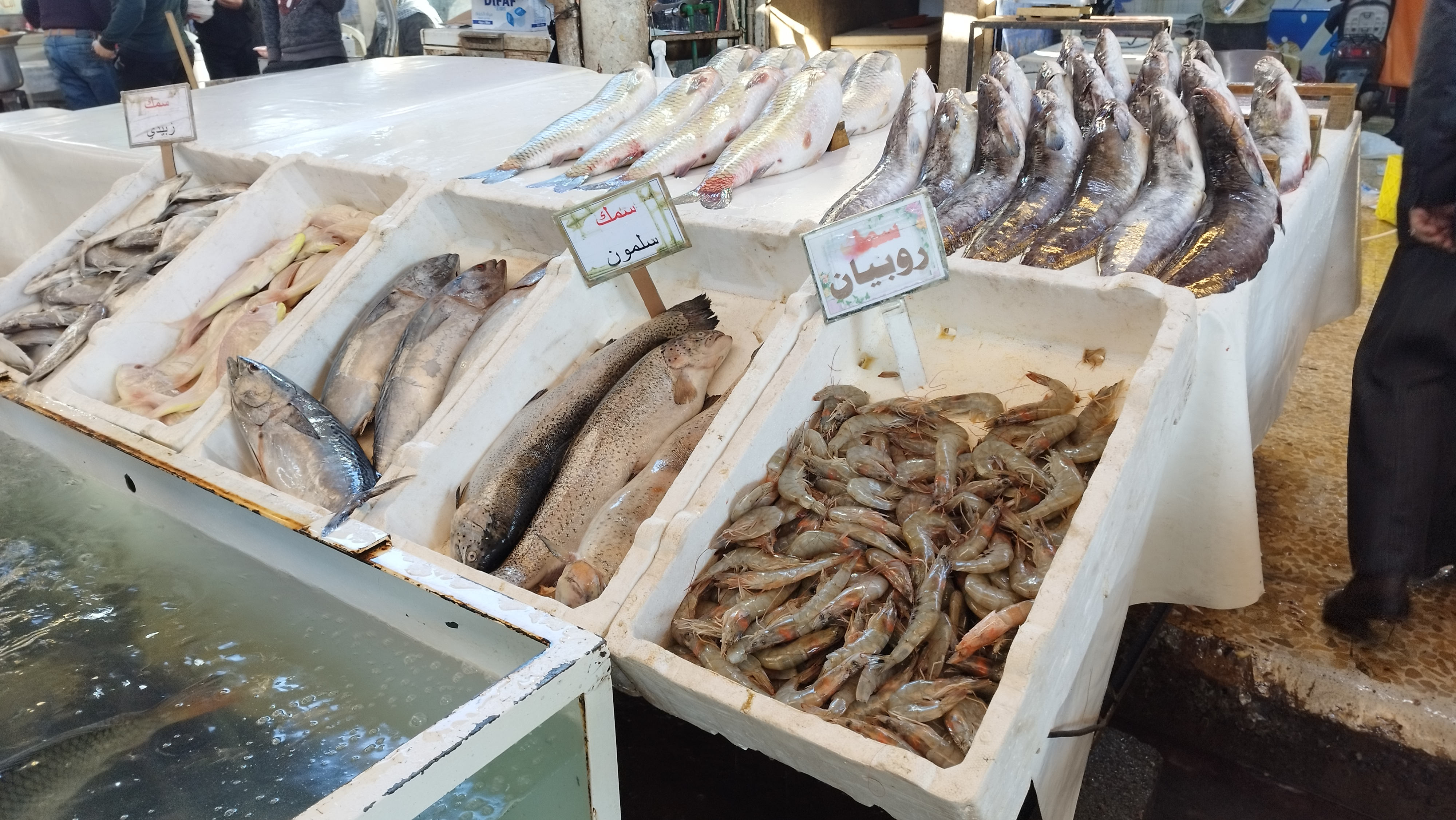
سمك بحري
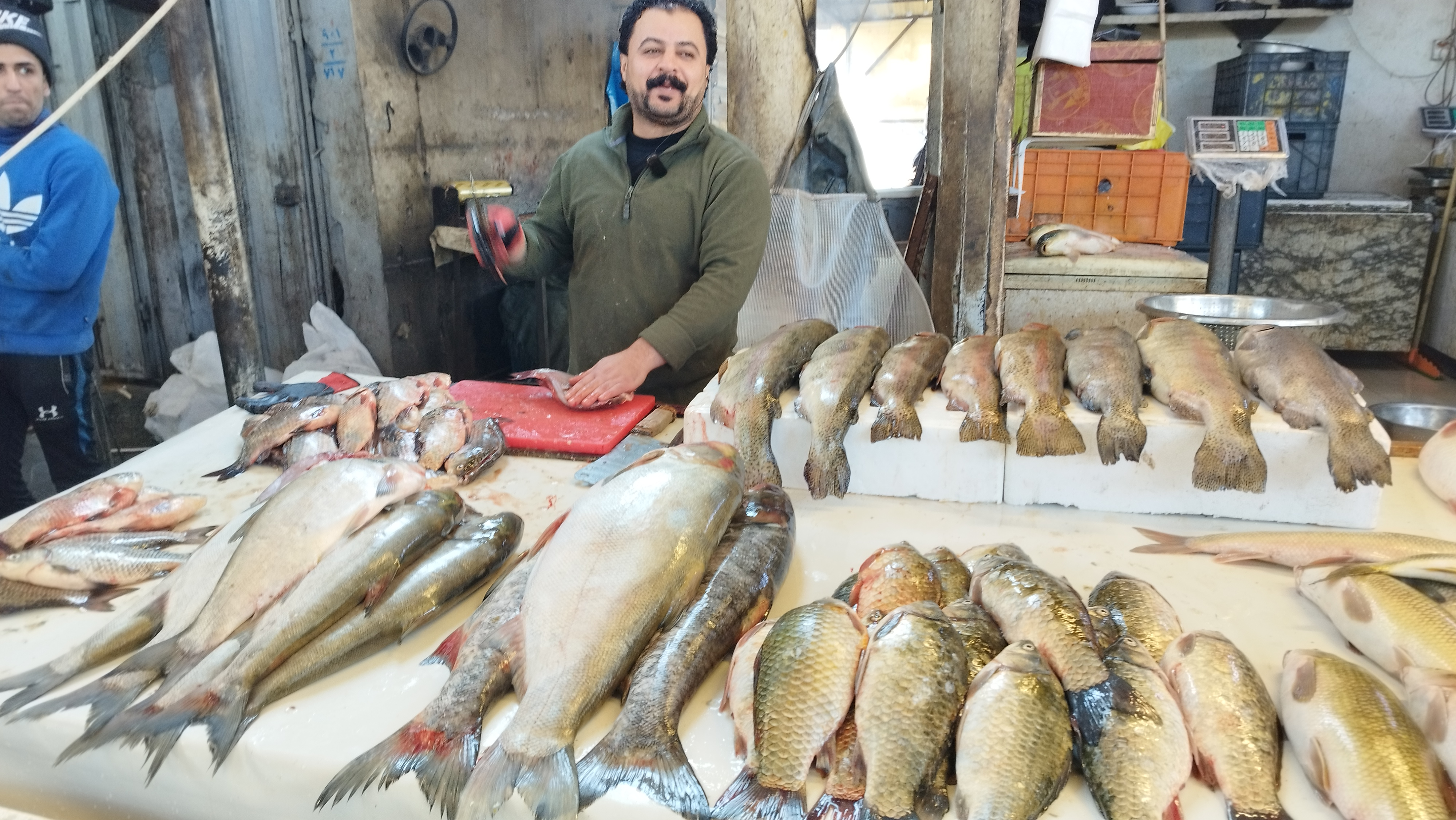
سمّاك يقوم بتقطيع وتنظيف السمك من نهر دجلة
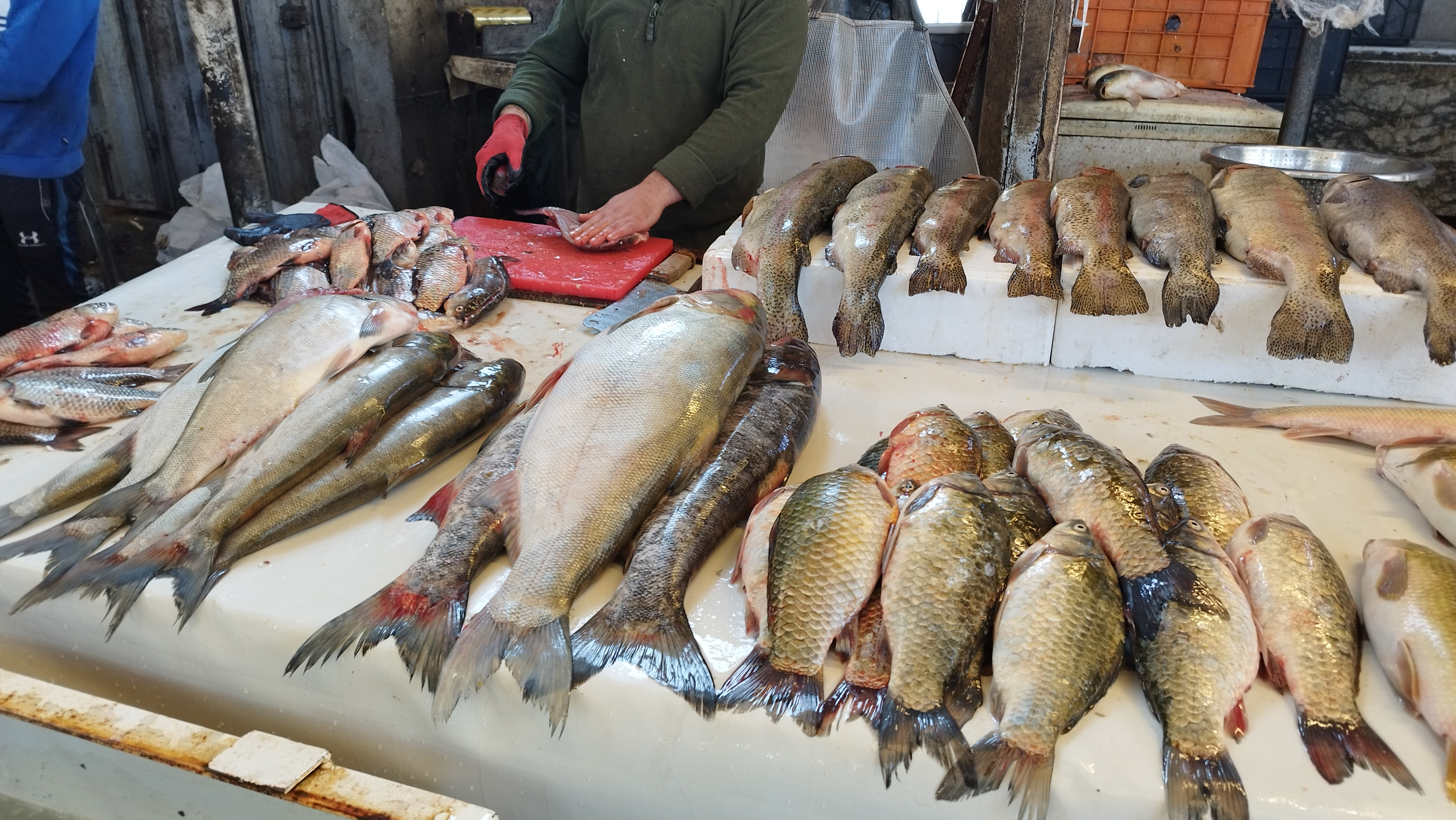
سمك نهري من نهر دجلة
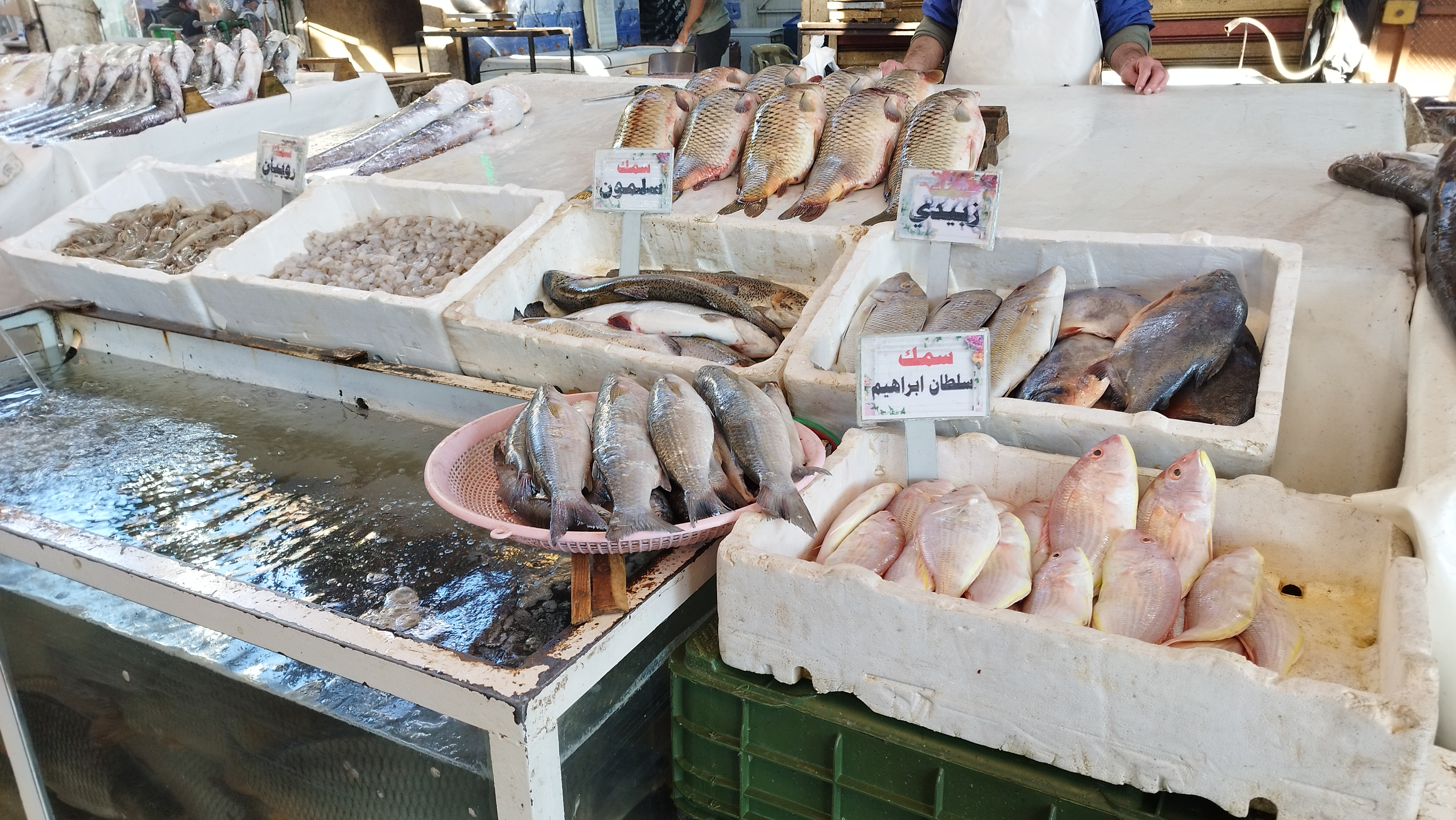
سمك بحري
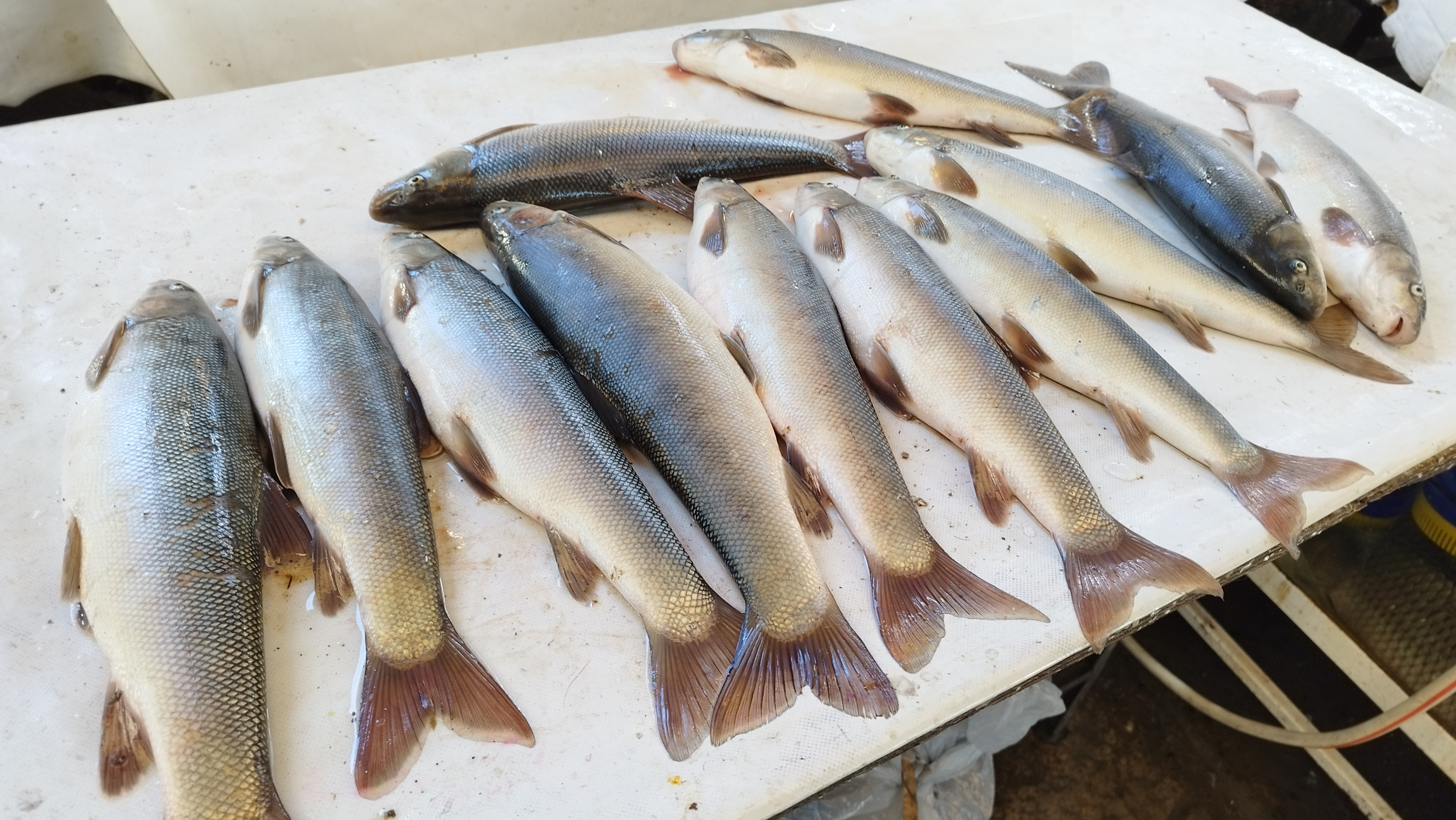
سمك نهري من نهر دجلة
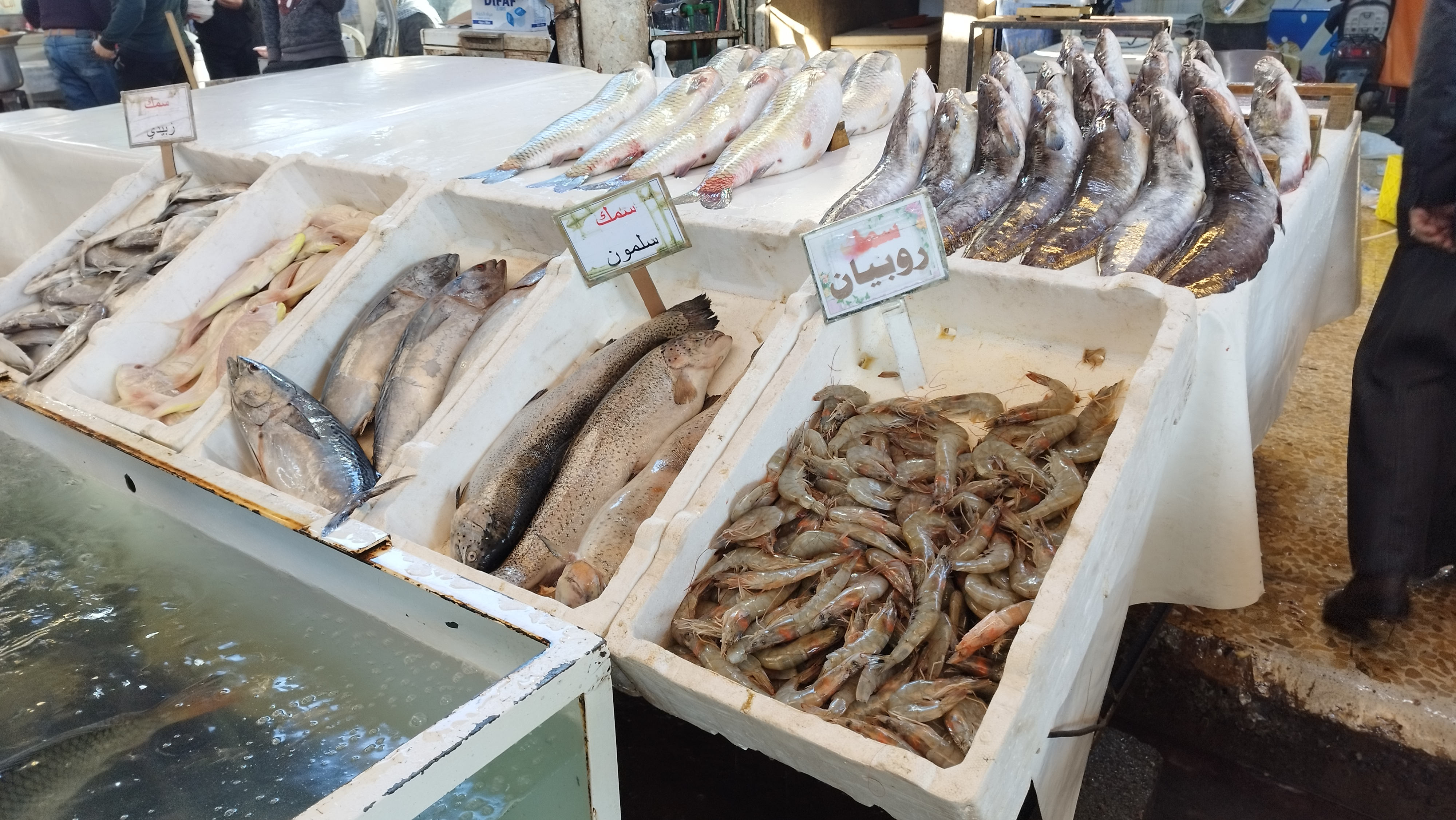
سمك بحري
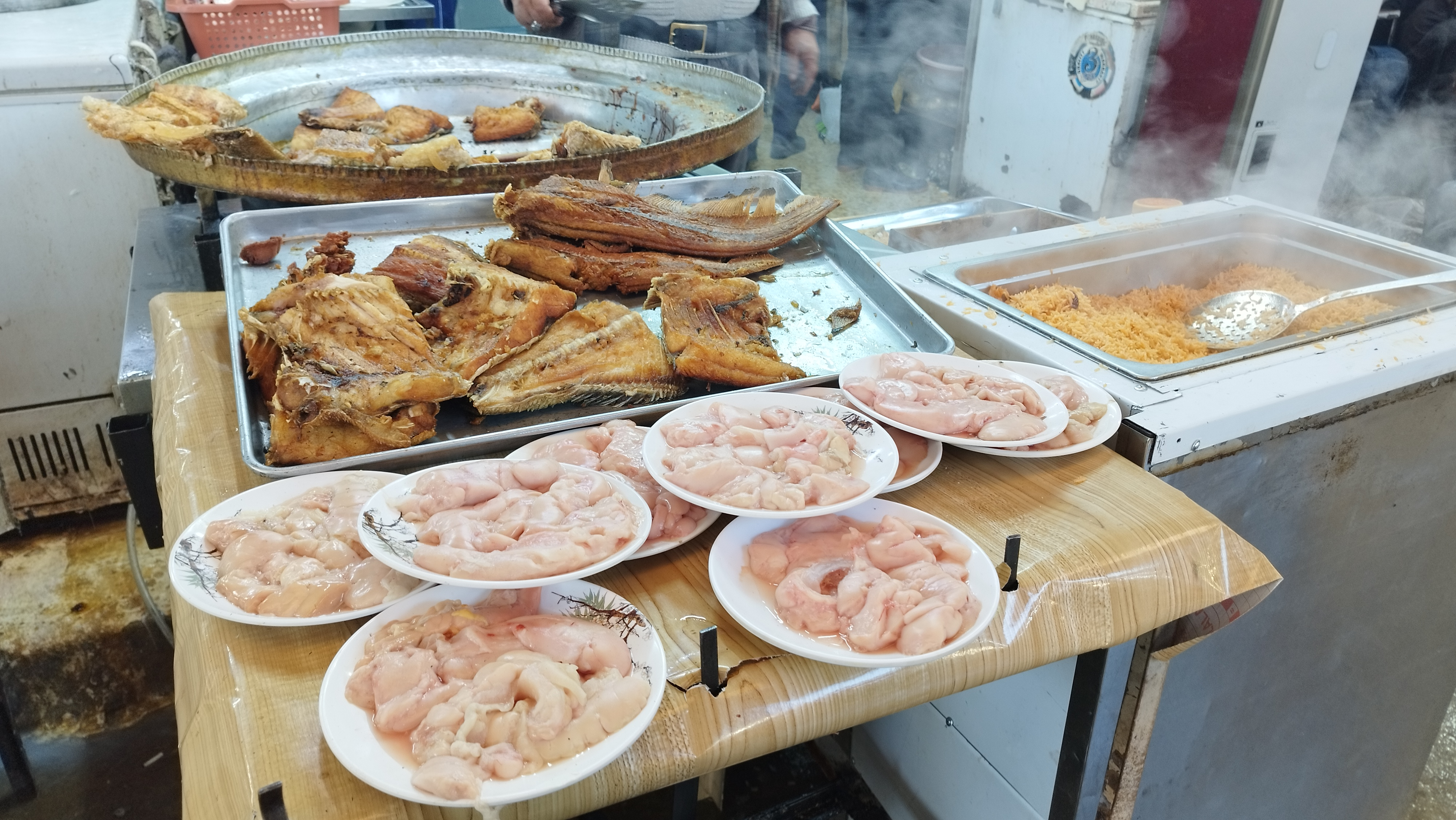
مطعم سمك مقلي، يظهر في الصورة قطع من السمك المقلي وصحون من بيبوض السمك النيئة.
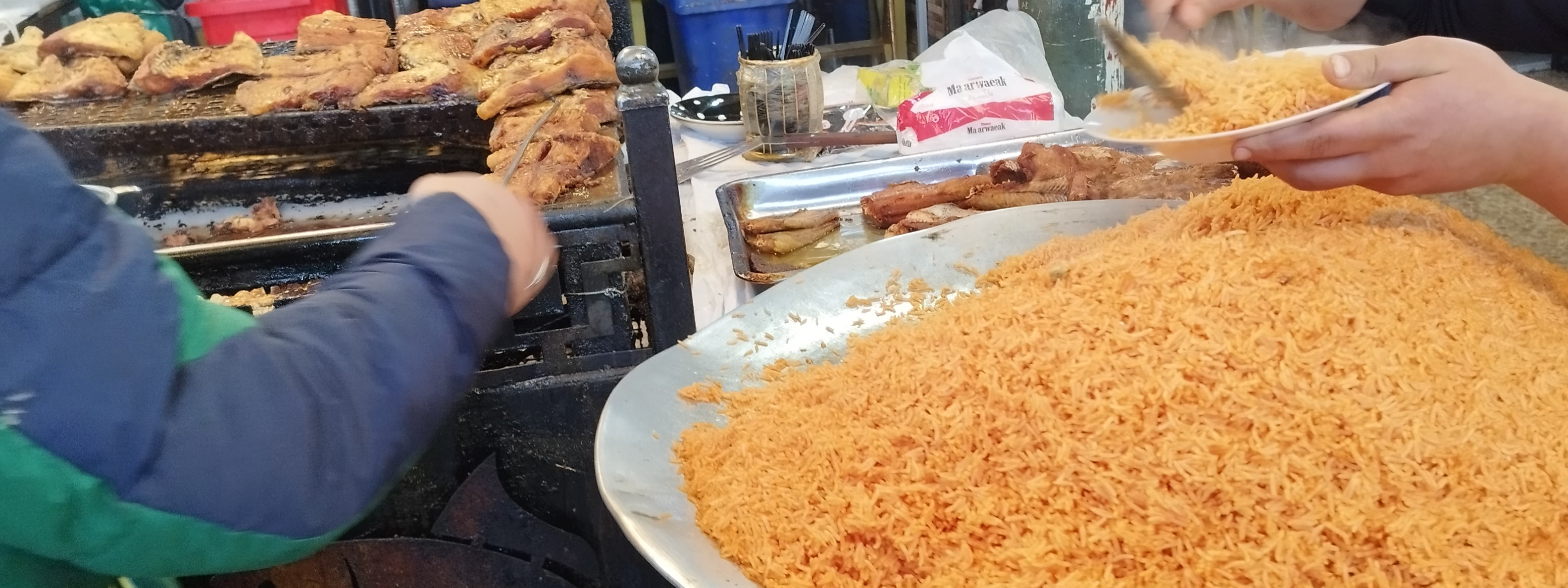
مطعم سمك مقلي، يُقدم إلى جانبه الأرز الأحمر المطبوخ بصلصة الطماطم
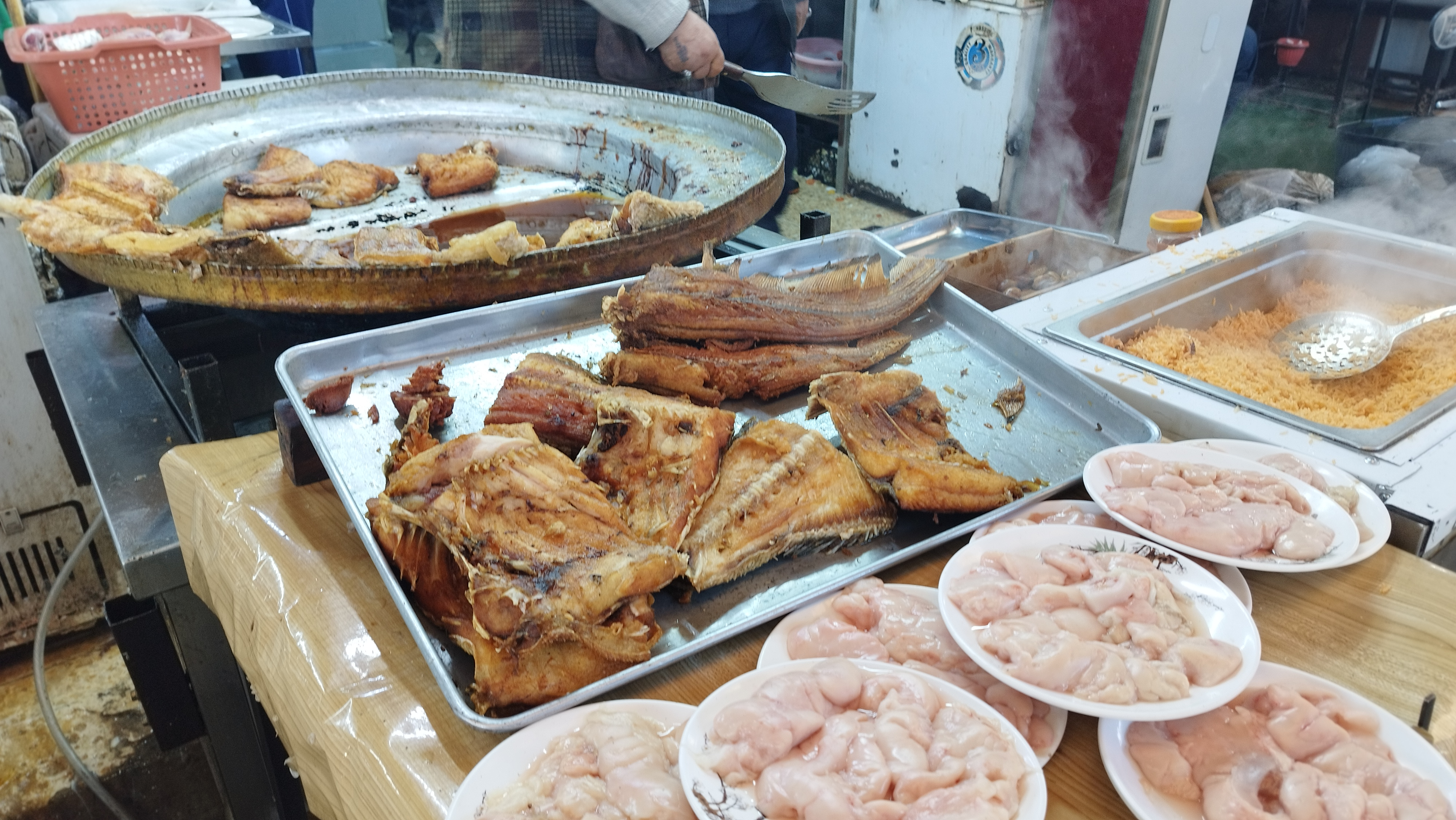
مطعم سمك مقلي، يظهر في الصورة قطع من السمك المقلي وصحون من بيبوض السمك النيئة.
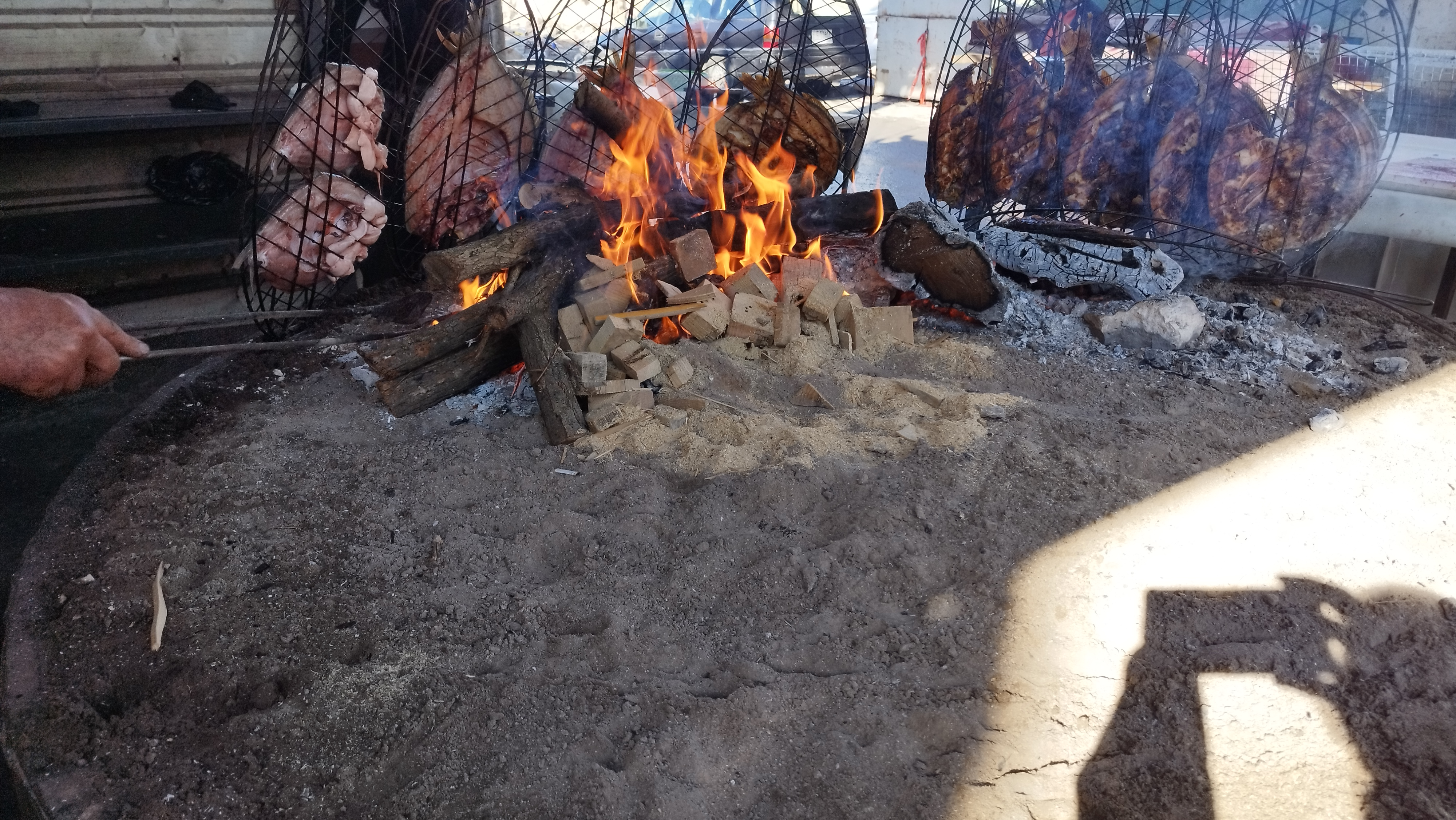
مطعم سمك مسكوف
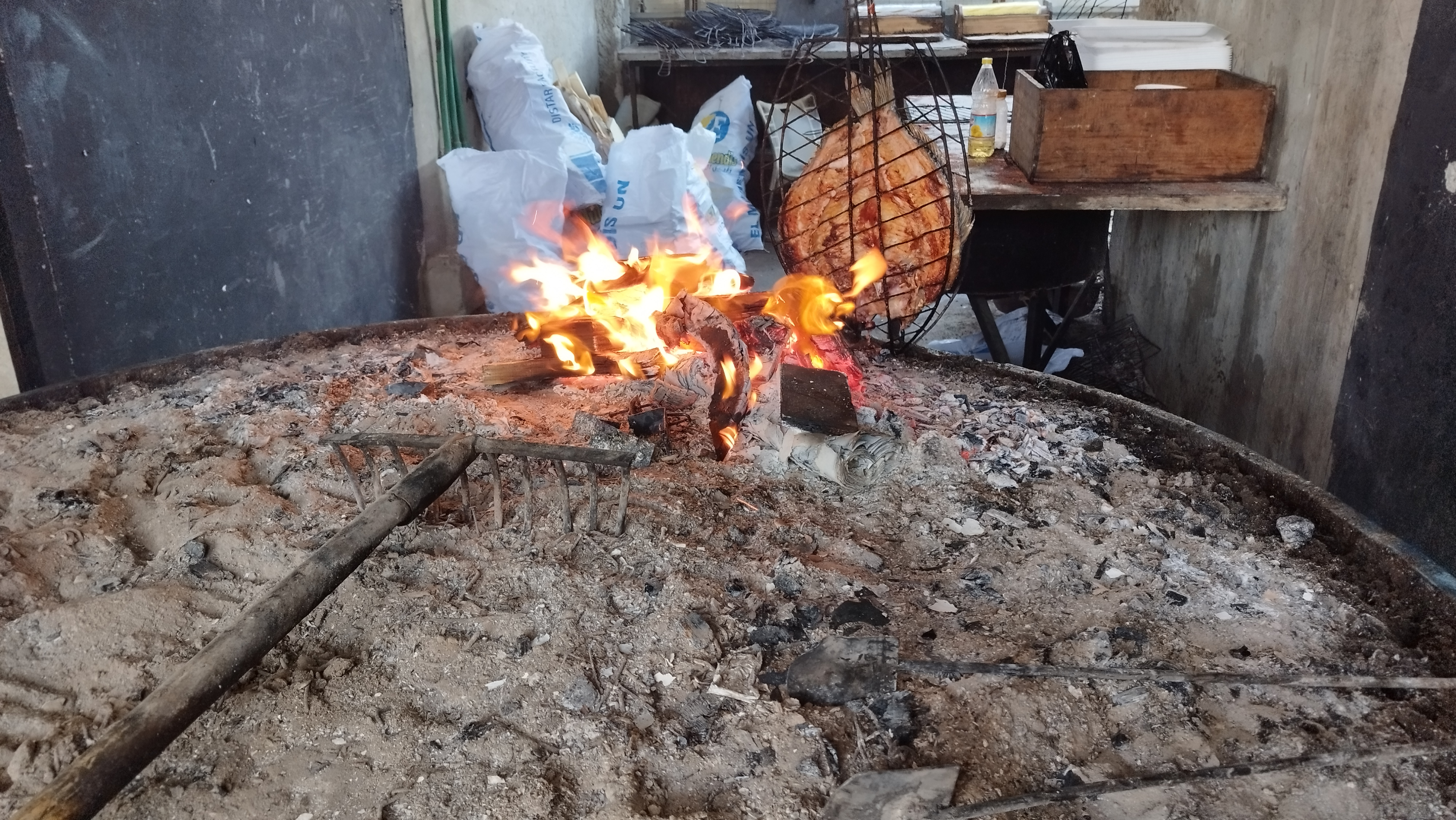
مطعم سمك مسكوف

واشتهرت مدينة الموصل قديماً بمنتجاتها المعدنية من النحاس، وكان من بين المنتجات المصنوعة في المدينة الإبريق الشهيرالذي يتم عرضه الآن في المتحف البريطاني بلندن، إذ كانت المنتجات النحاسية تملأ زوايا سوق الصفّارين في الموصل. لكن الآن ومع منافسة الواردات الأرخص سعراً للمنتجات المصنوعة يدوياً، وارتفاع سعر النحاس، يخشى كثيرون من أن تتلاشى تدريجياً حرفة صناعة المنتجات النحاسية.

محل لإنتاج الآنية النحاسية في باب السراي-الموصل
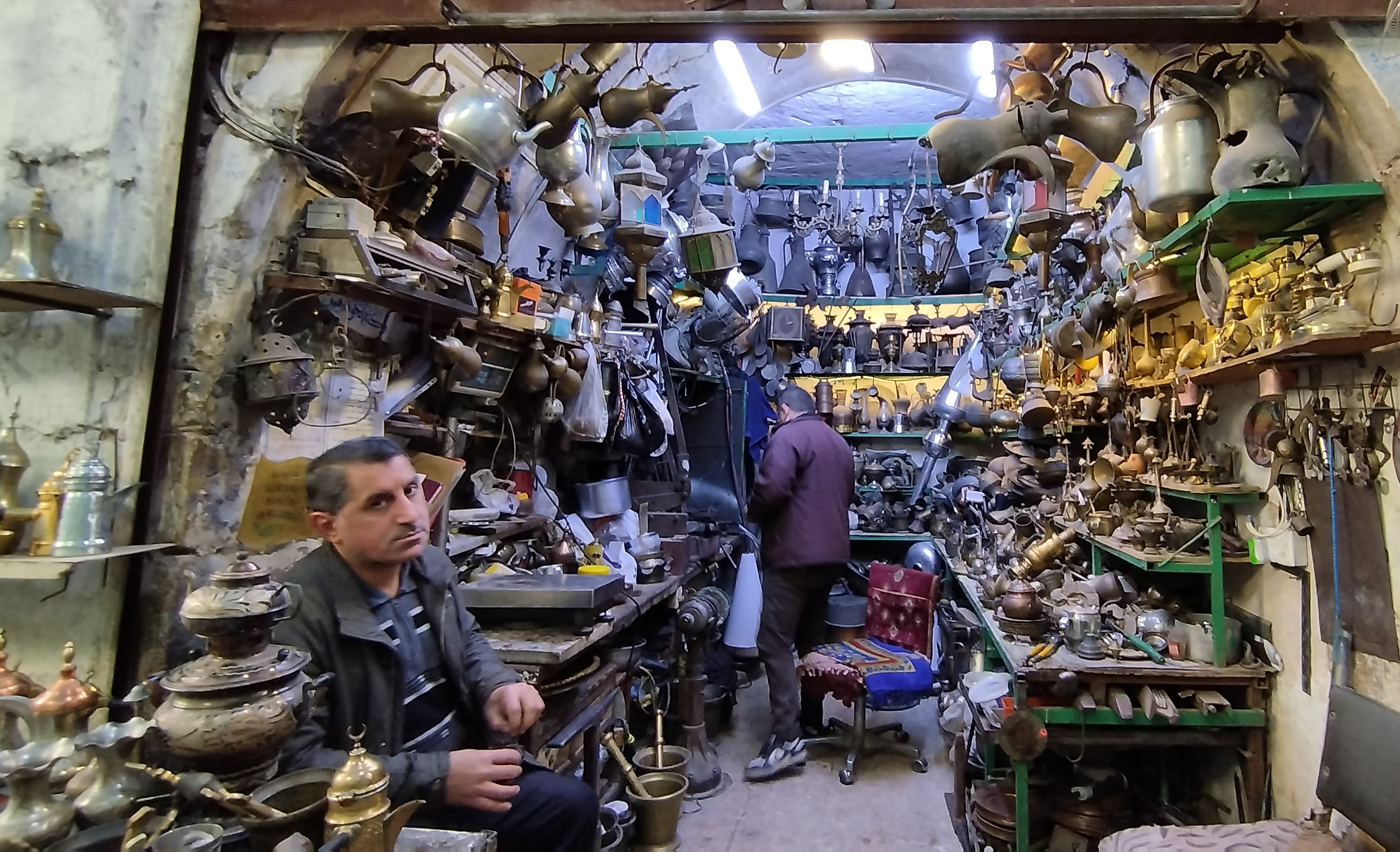
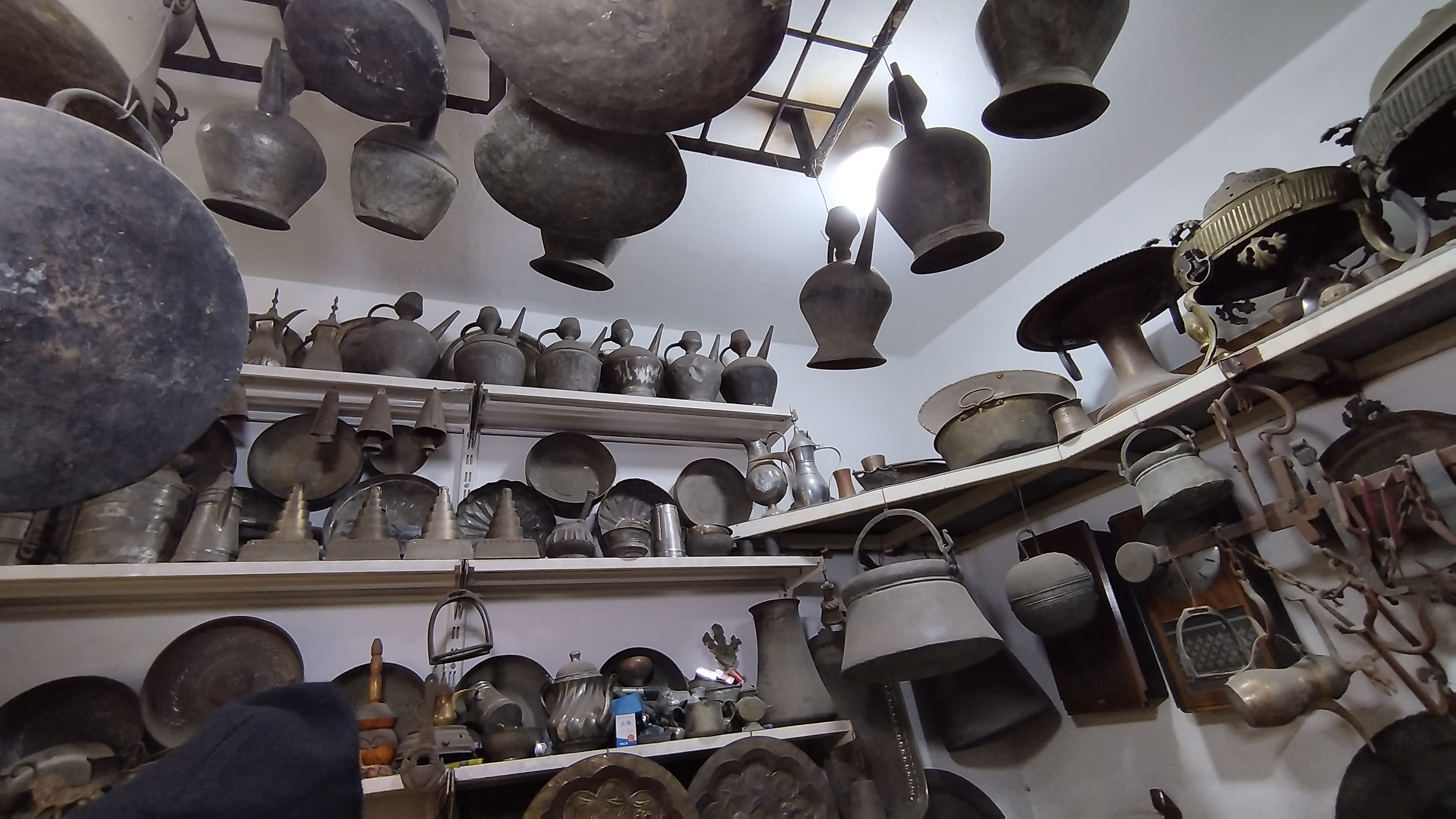
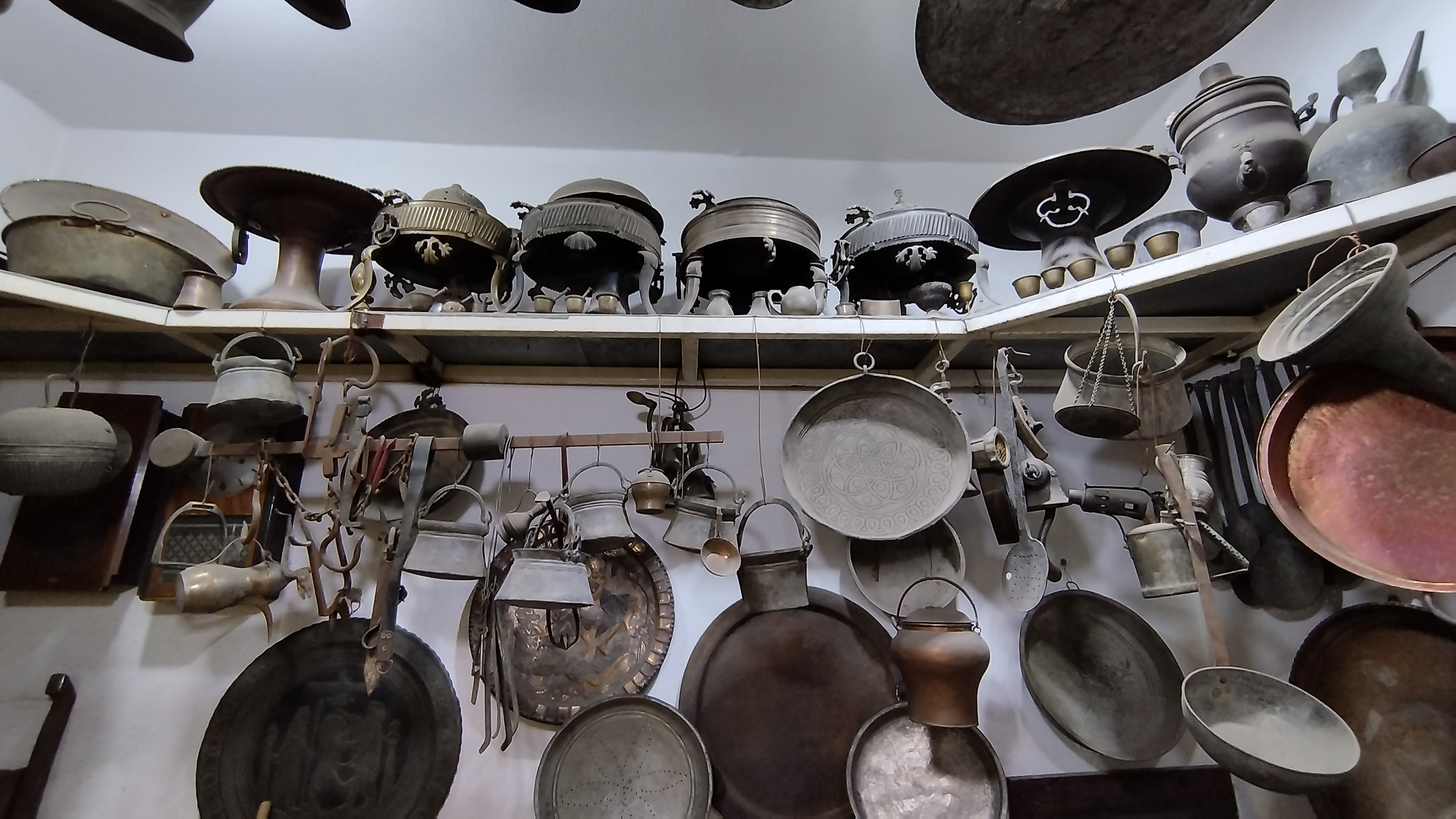
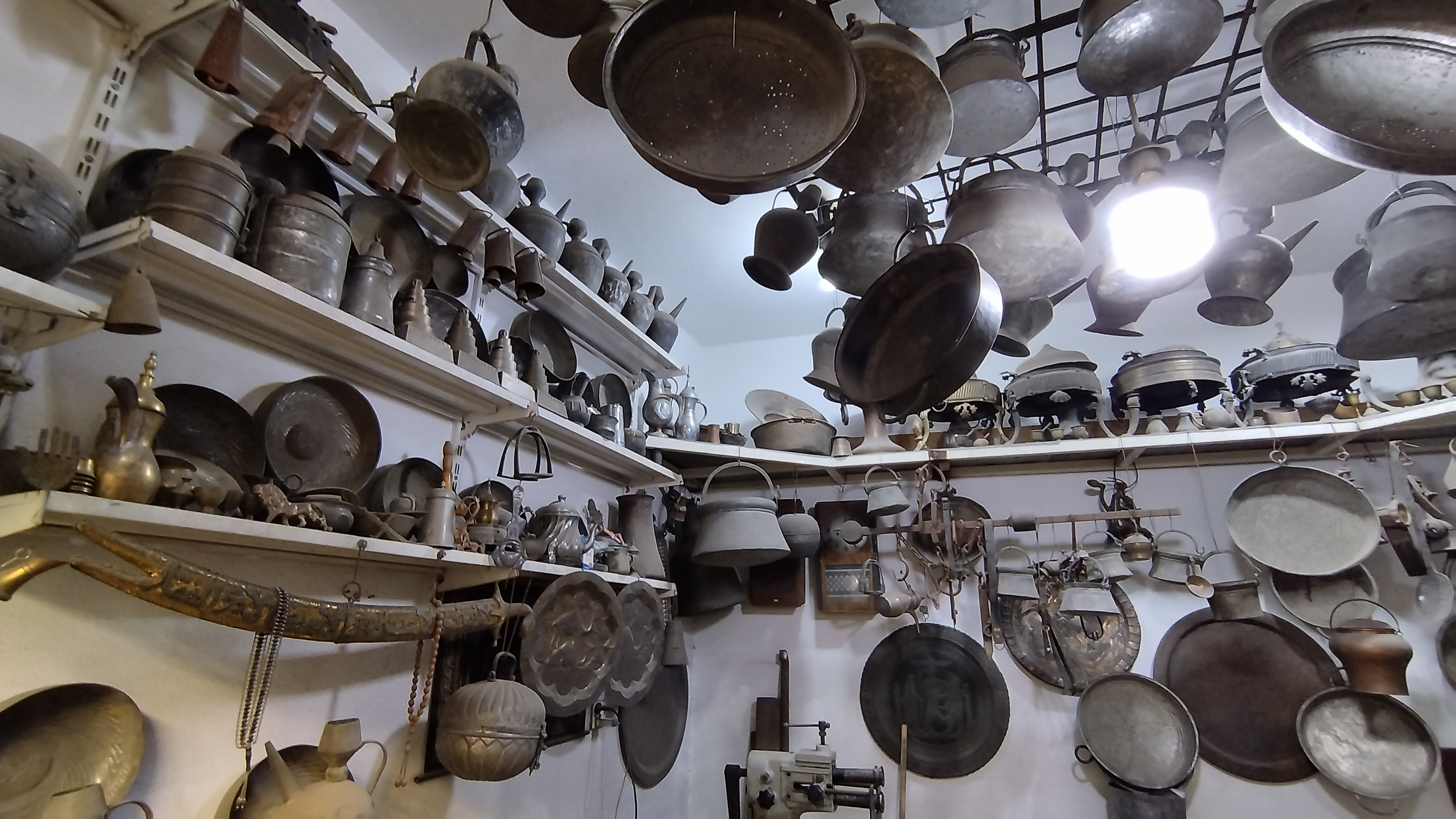
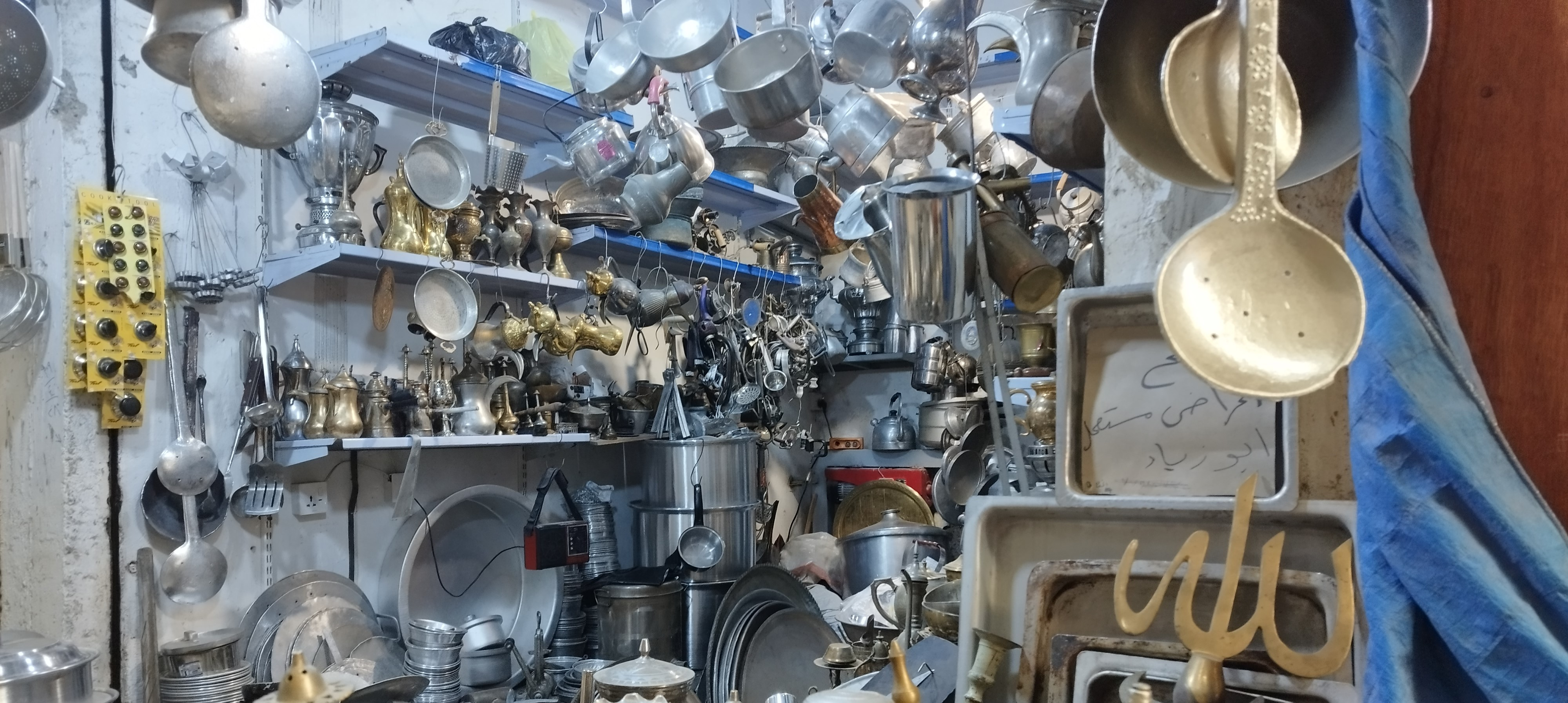
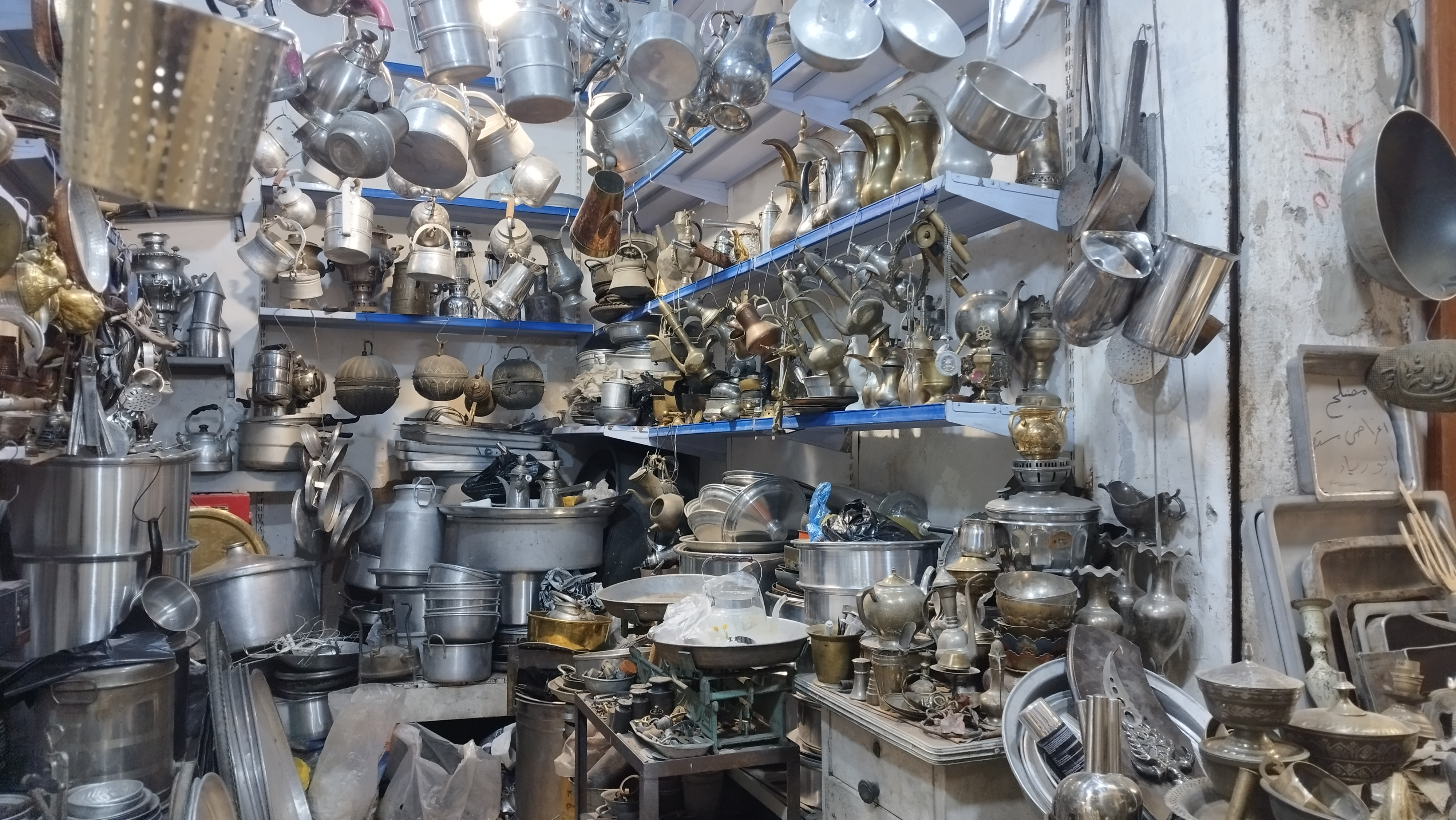
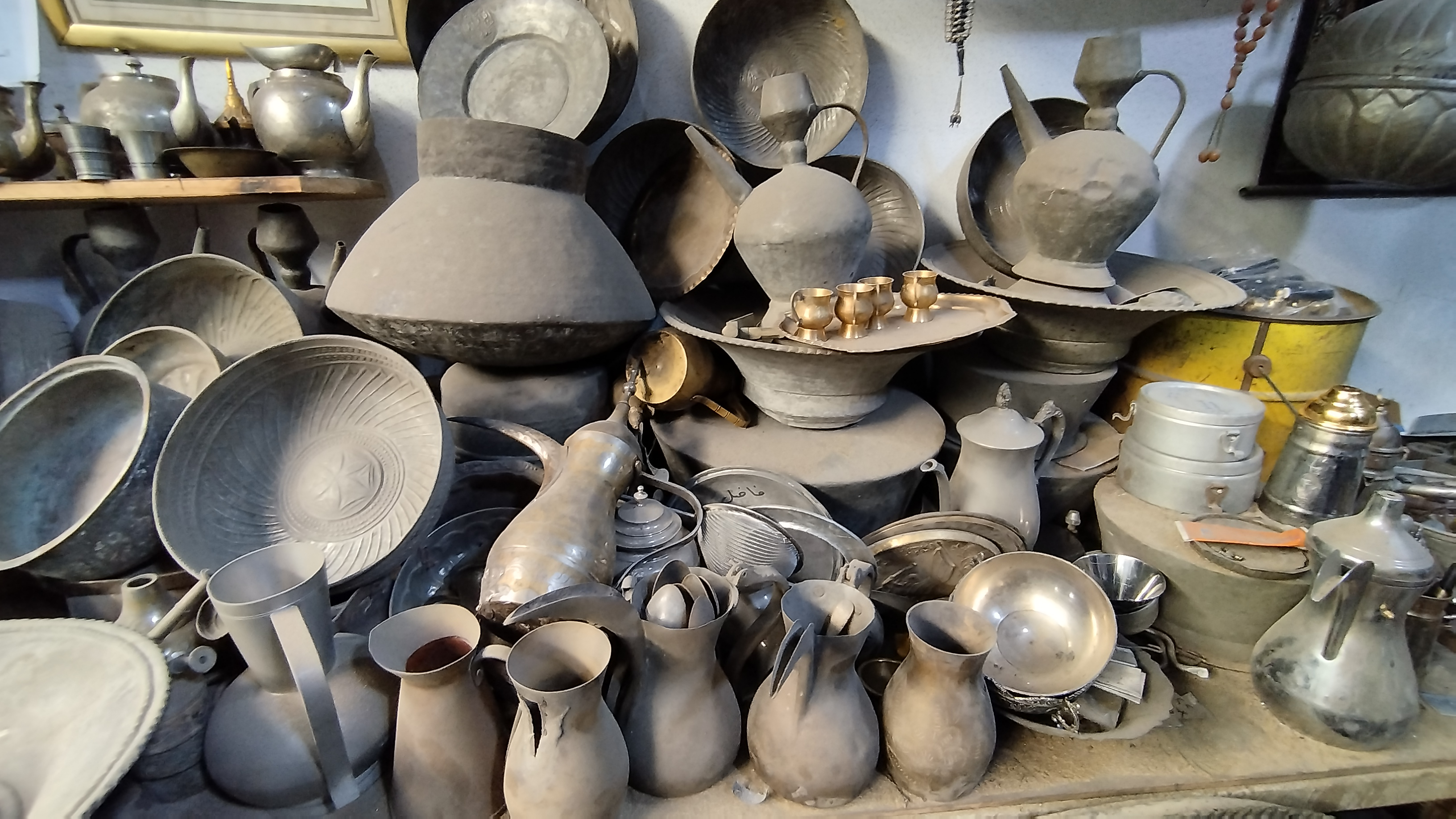
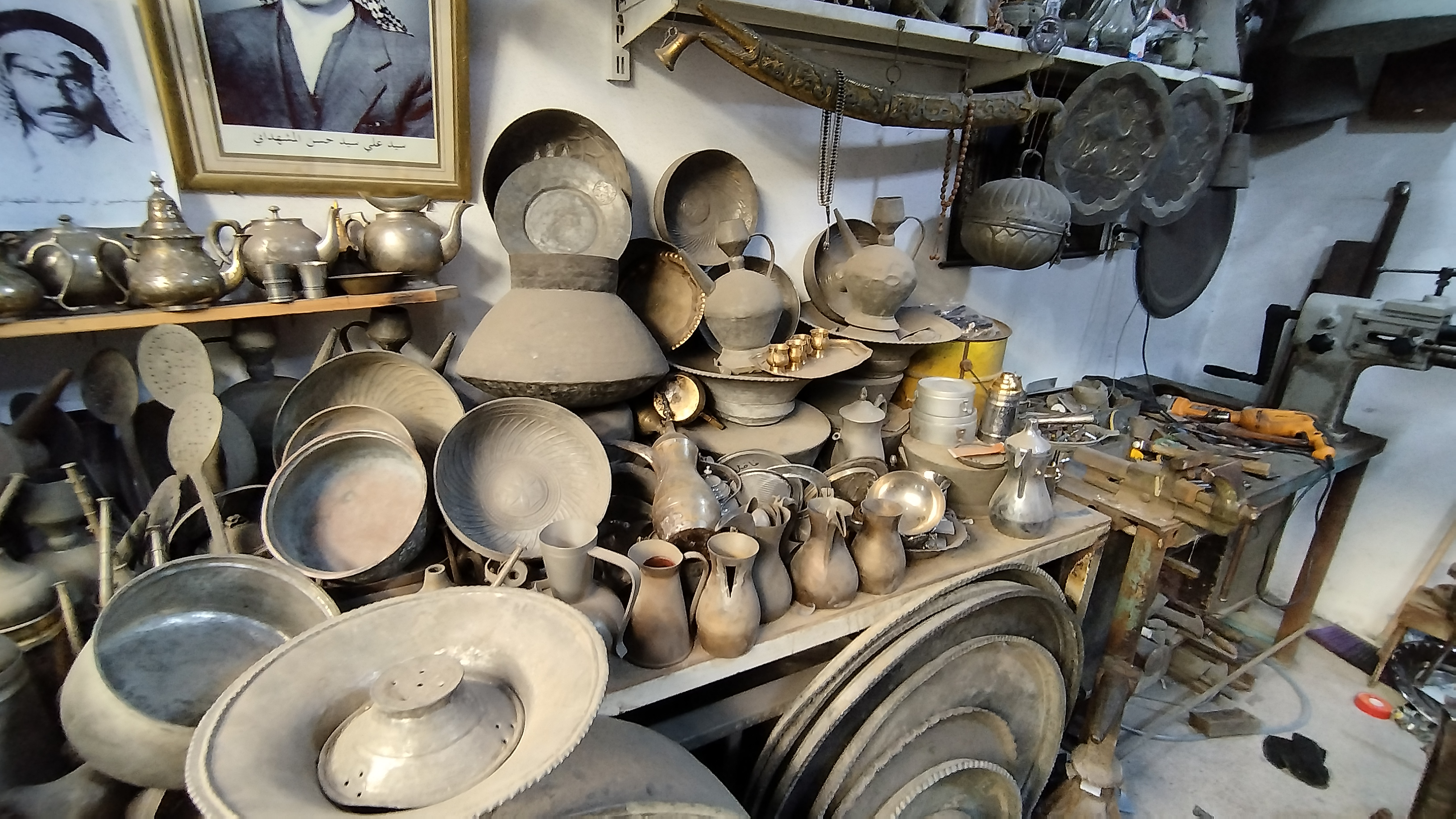
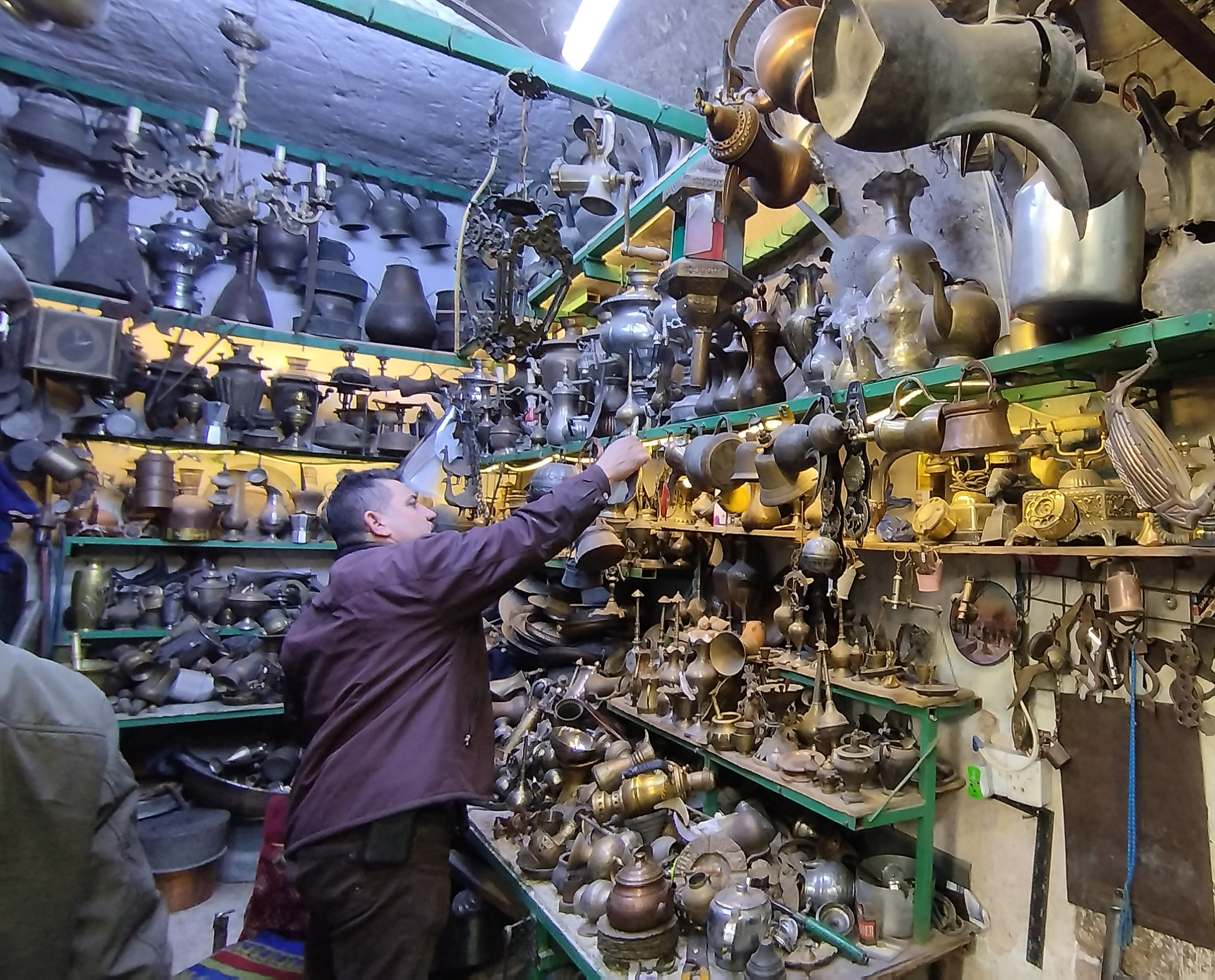
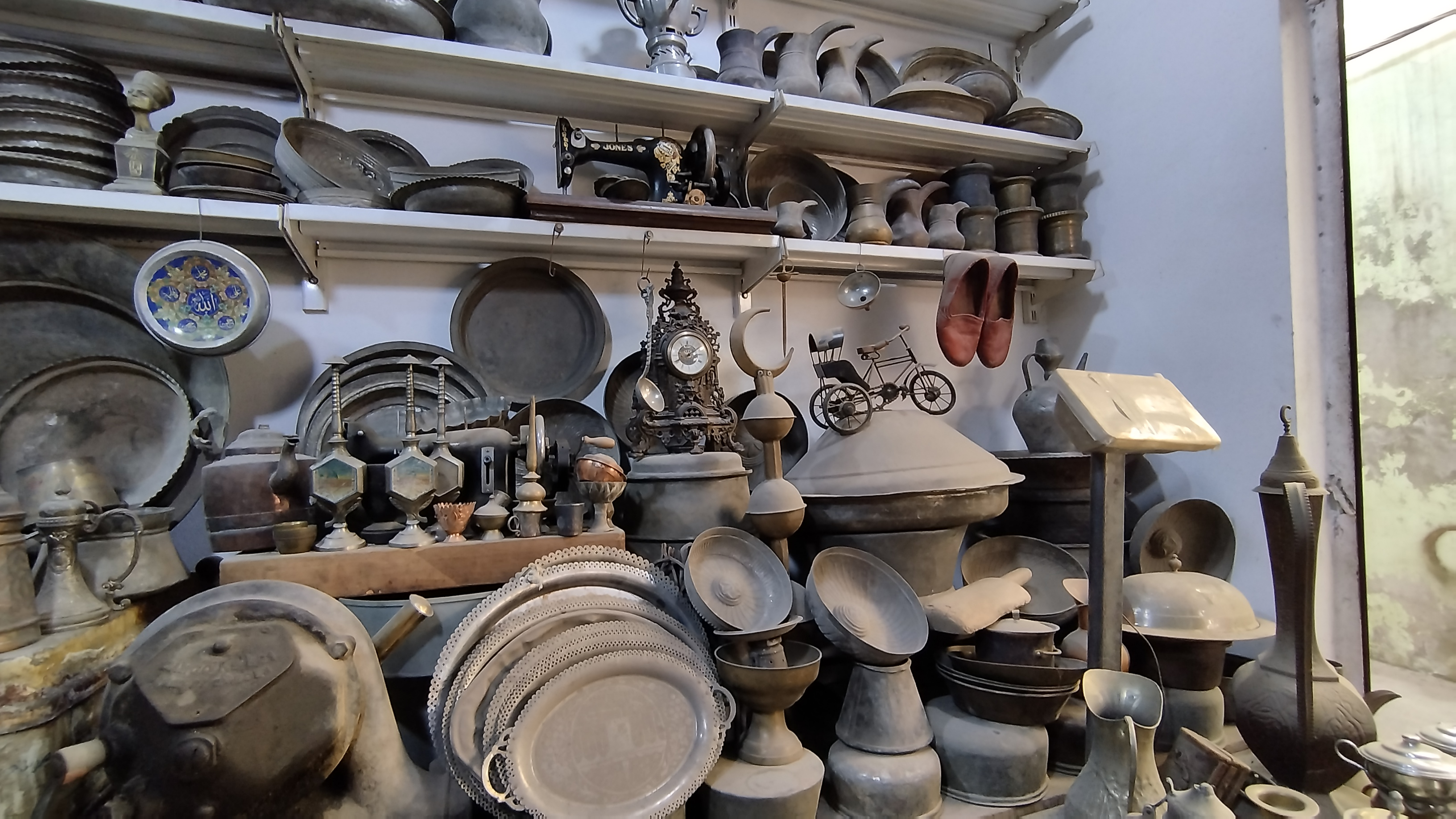
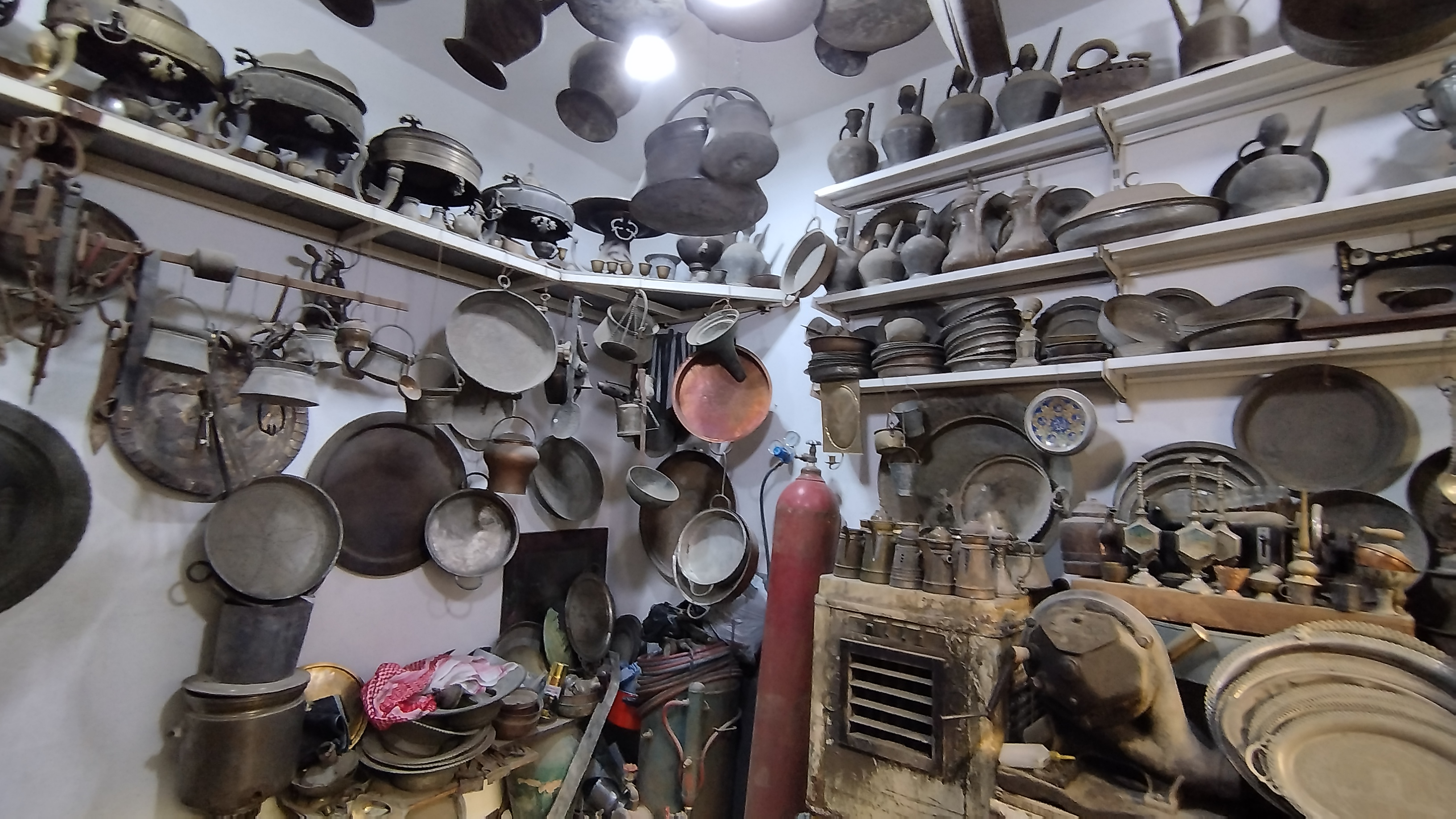
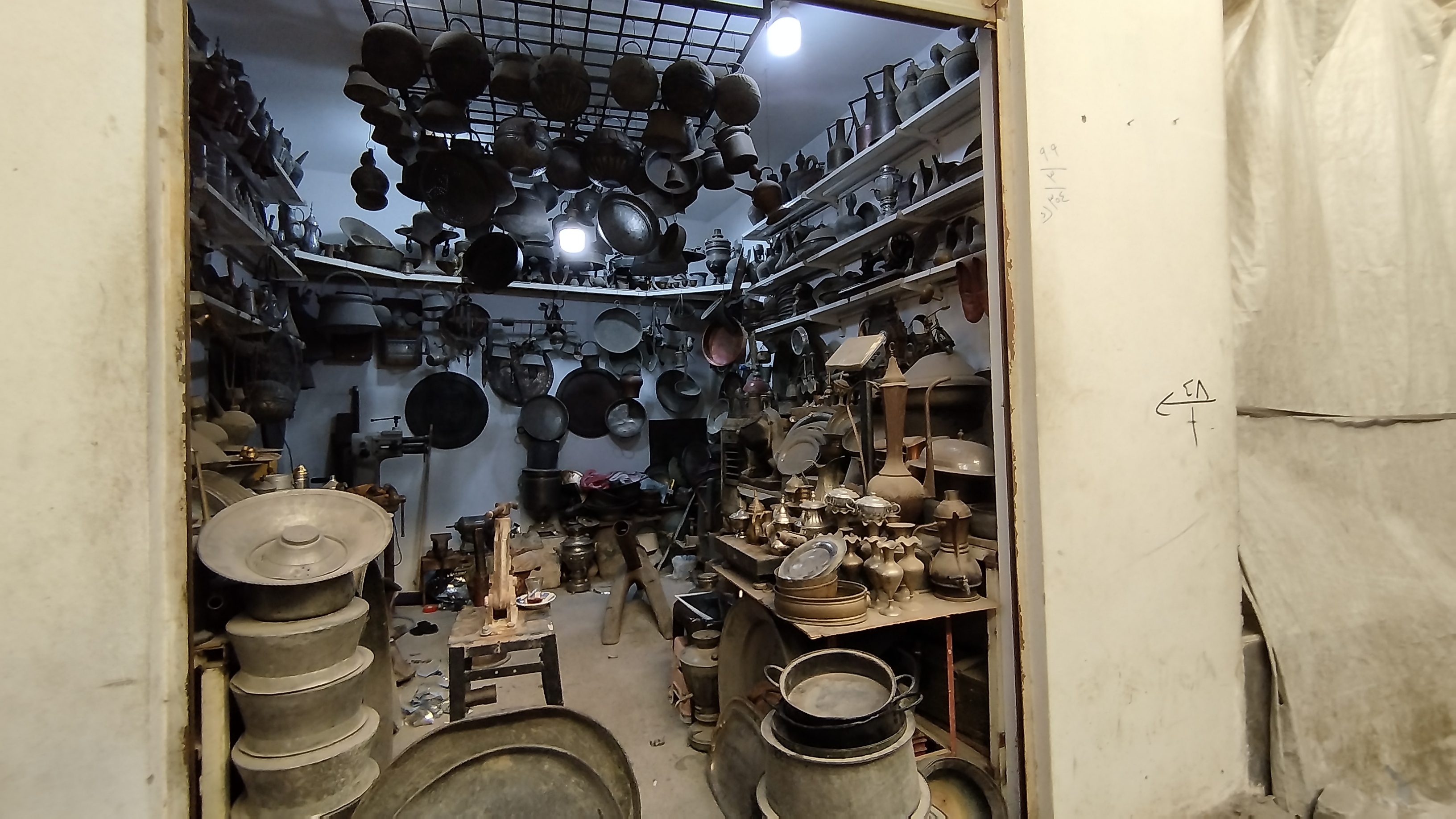
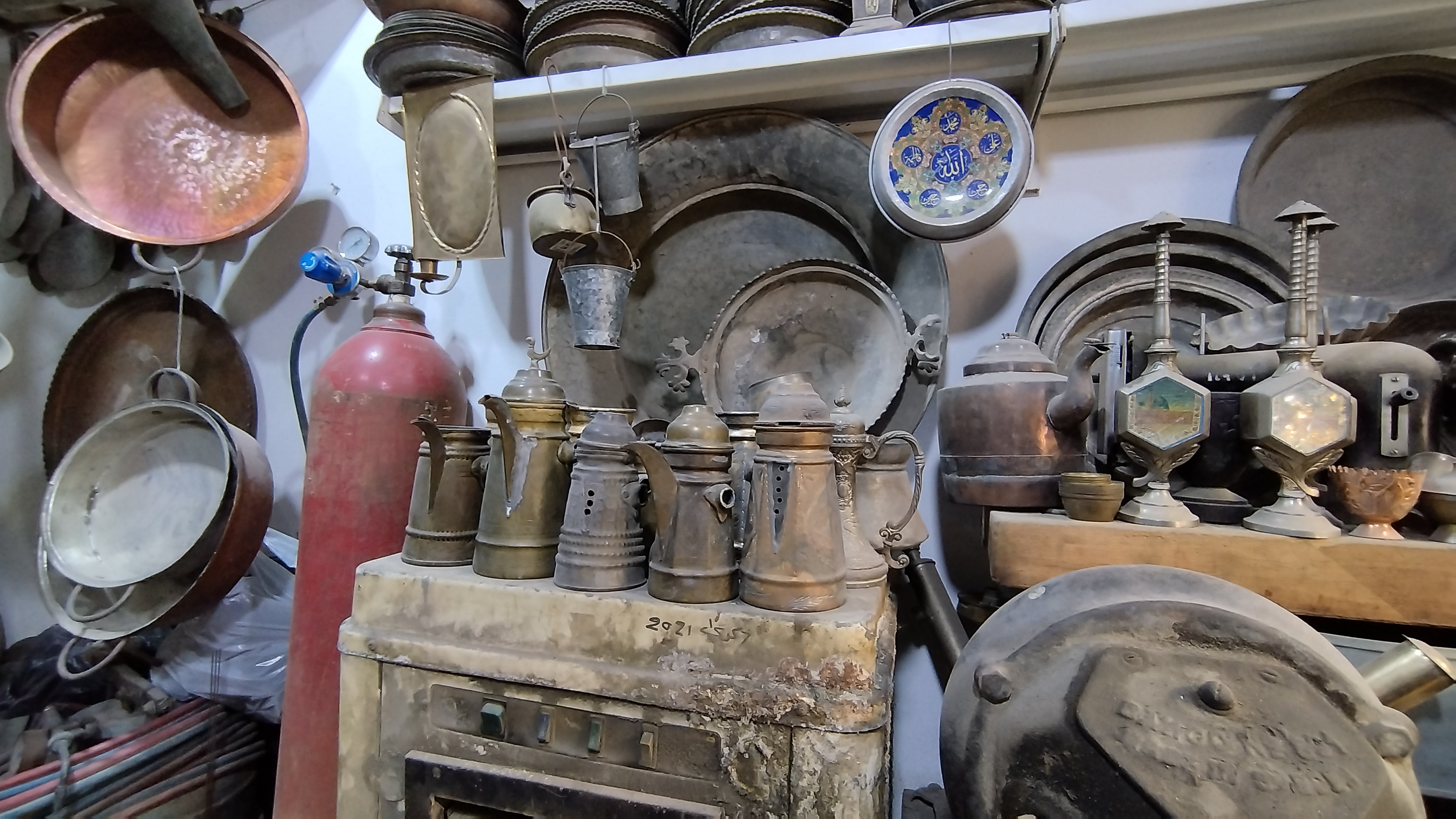
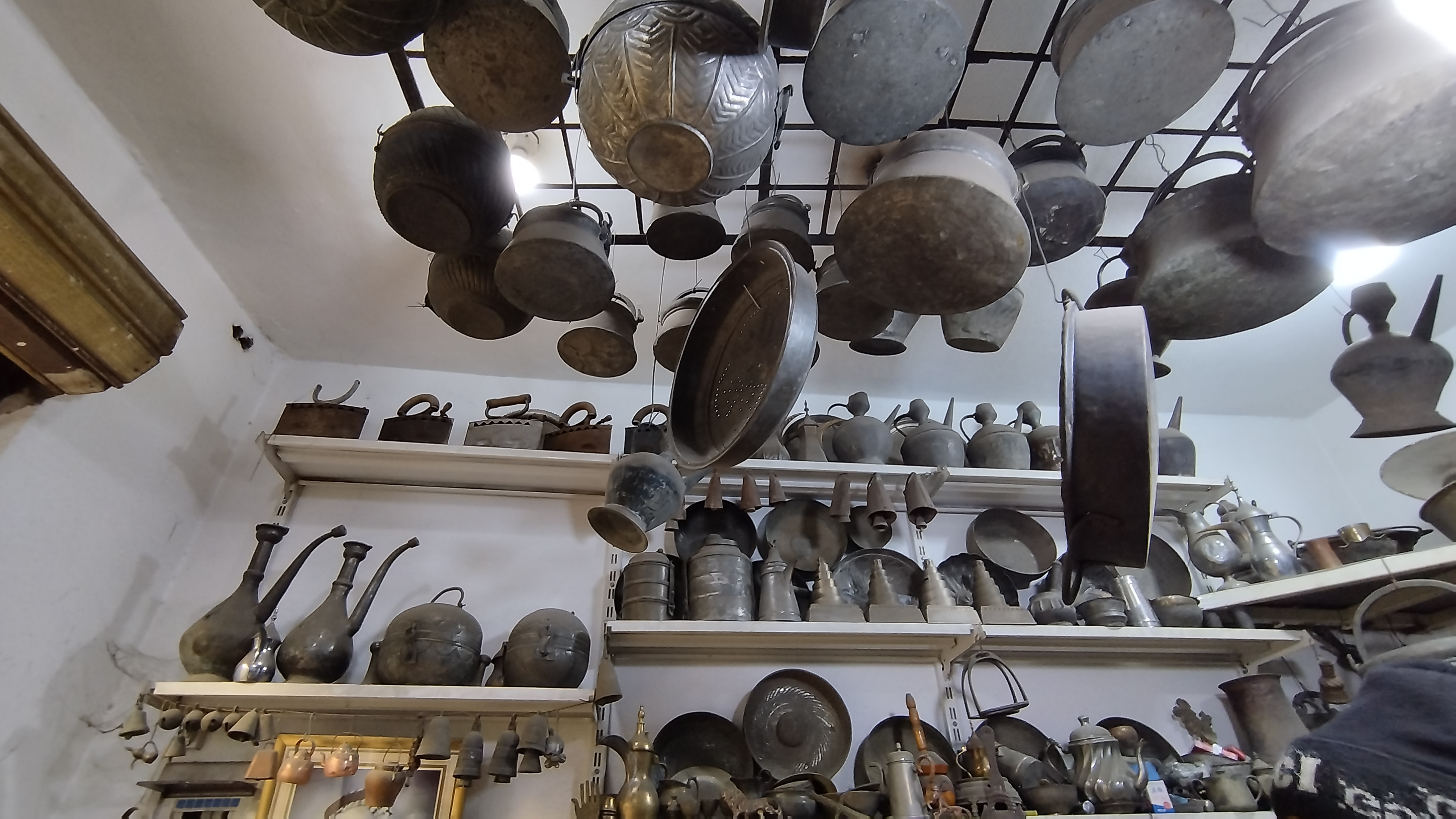
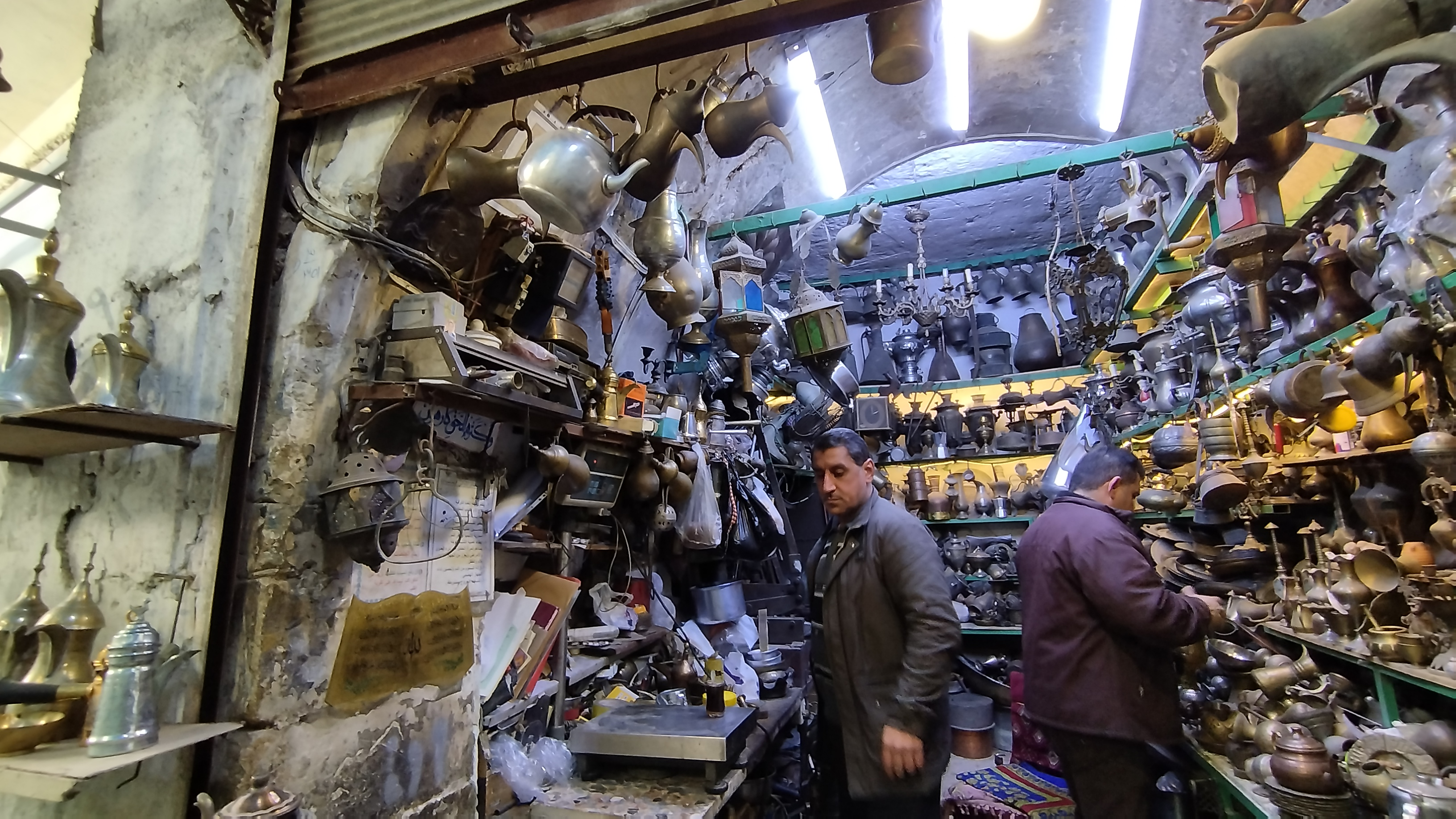

## السياسة

### مجلس المحافظة
أُجْريَتْ الانتخابات المحلية الأولى سنة 2005 في الموصل، وقد أدى الوضع الأمني بالإضافة إلى الموقف السلبي المسبق الذي اتخذه أهالي المدينة من المشاركة في هذه الانتخابات، حيث قاطعوا الانتخابات كثيرًا جدا مما أدى إلى نسبة إقبال ضئيلة لم تتجاوز 20% في كل المحافظة. والفائز الأكبر في تلك الانتخابات كان التحالف الكردستاني، حيث حصل على 34 عضوا من أصل 41 في محافظة نينوى، أما الأعضاء العرب فلم يتجاوز الأربعة.
وفي 31 كانون الثاني أُجريت انتخابات مجالس المحافظات في عموم العراق، وفي محافظة نينوى فازت قائمة الحدباء الوطنية بأغلبية الأصوات إذ حصدت 19 مقعدا من أصل 37 بينما حصل الاتحاد الكردستاني على 10 مقاعد بعد أن كان يهيمن على المجلس السابق بشغله 34 مقعدا من أصل 41 بسبب إحجام المواطنين في نينوى عن المشاركة في الانتخابات السابقة التي جرت في عام 2005، وكان نصيب الحزب الإسلامي العراقي في الانتخابات الأخيرة 3 مقاعد فقط، وحصل المسيحيون والإيزيدية والشبك على مقعد واحد لكل مكون وهو ما يعرف بنظام الكوتا.
بسبب نتائج الانتخابات تمكنت قائمة الحدباء من التحكم بإدارة بلدية المحافظة وأصبح أثيل النجيفي محافظ نينوى. القائمة أكدت على «الهوية العربية والإسلامية» للمحافظة واتسمت علاقتها بالأكراد بالتوتر.

## المواصلات

### القطار
تم تسيير أول قطار بين بغداد والموصل عام 1940 م، حيث كانت الموصل على طريق سكة برلين-بغداد. كما بنيت محطة قطار في الموصل، وسميت المنطقة المحيطة به «حي المحطة». بسبب الحروب والعلاقات المتوترة بين العراق وجيرانه، كانت أكثر الرحلات من الموصل تتجه جنوباً إلى بغداد، على حساب سوريا وتركيا. غير أن الخدمة الدولية عادت في فترات، فعادت سنة 2001 م، كما عادت في أوائل سنة 2010 م (متجهة إلى غازي عنتاب عبر سوريا) لكنها توقفت بعد عدة شهور.

### الجسور

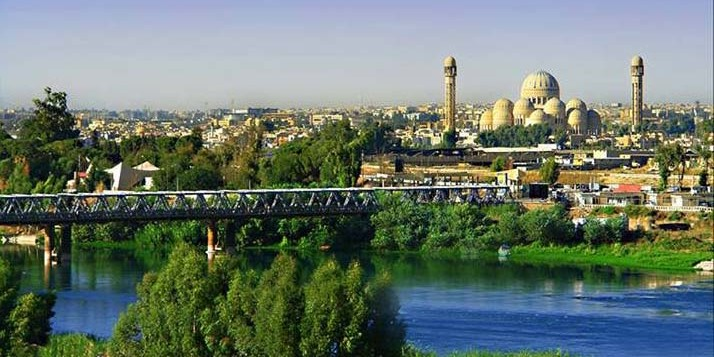
أحد جسور مدينة الموصل

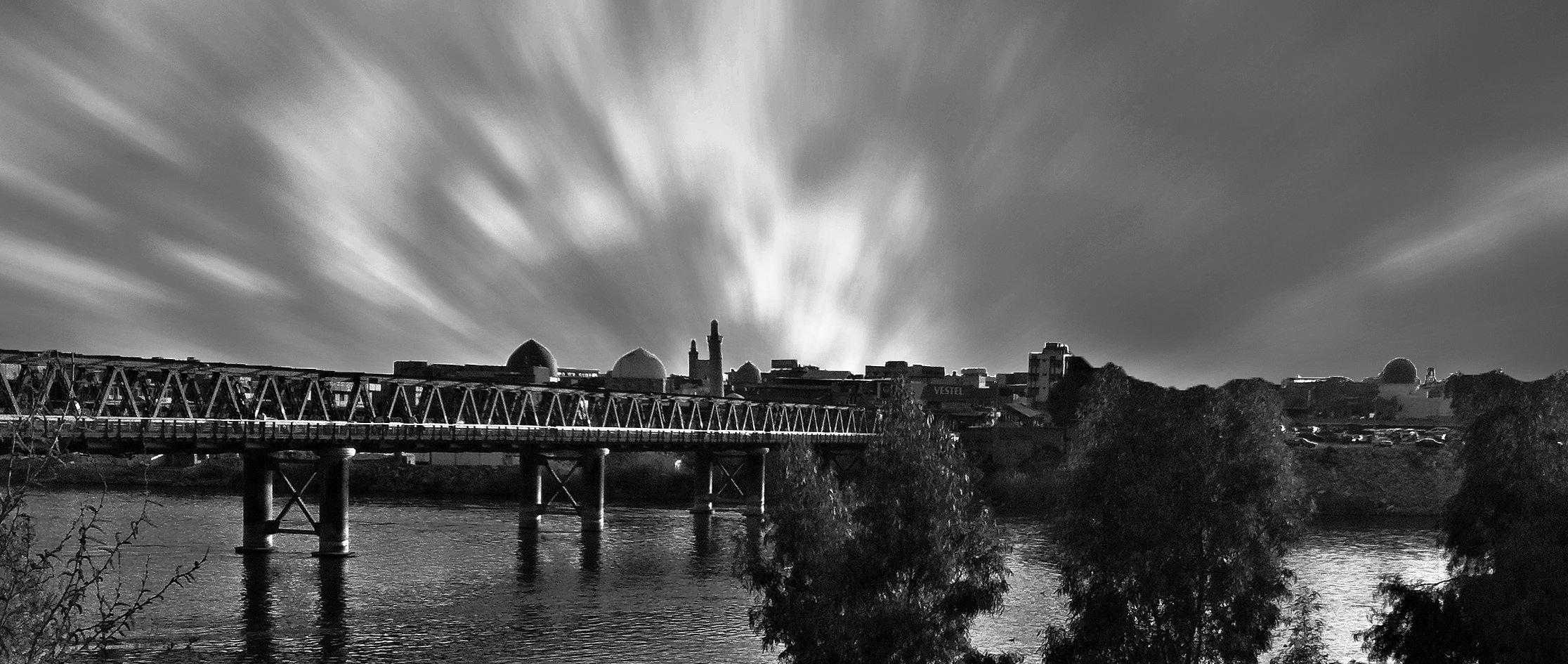
مشهد لأحد الجسور في المدينة

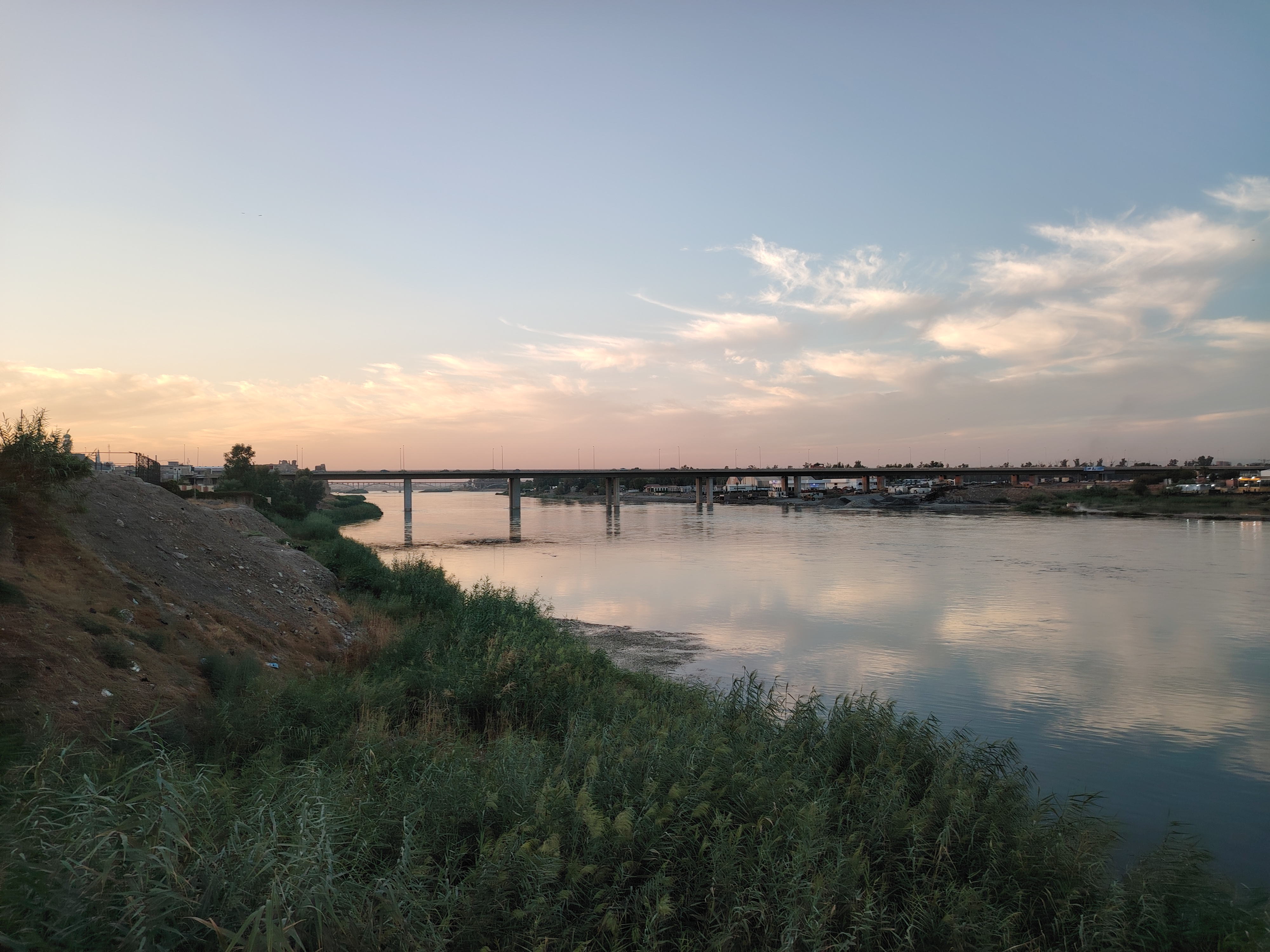
نهر دجلة والجسر الخامس

للموصل خمسة جسور تربط بين ضفتي المدينة ويعود تاريخ أقدمها إلى عهد الانتداب البريطاني، وقد أعلنت مديرية طرق وجسور محافظة الموصل أنها ستباشر ببناء جسر سادس قريبا.

### المـطار
يـوجد في الموصل مطار الموصل الدولي الذي يبعد عن مركز المدينة بحوالي 5 كيلومتر، ولقد شُيّد المطار في عام 1920م، من قِبَل سلاح الجو الملكي البريطاني، ويشغل المطار من طرف الحكومة العراقية وهو أحد مقرات شركة الخطوط الجوية العراقية.

## الثقافة

### الموسيقى
اشتهرت الموصل منذ العصر الإسلامي بكونها أحد أهم مراكز الموسيقى في الدولة الأموية والعباسية. فيها نشأ إسحاق الموصلي وزرياب ويعتقد أن الموشحات العربية نظمت فيها أول مرة متأثرة بموسيقى الكنسية السريانية. وعُرفت المدينة بالعديد من المقرئين الذين برعوا في المقامات أوائلَ القرن العشرين مثل الملا عثمان الموصلي وأحمد عبد القادر الموصلي وحنا بطرس. كما اشتهر الإخوة جميل ومنير بشير بعزف العود والمقامات في النصف الثاني من القرن ذاته وحققا شهرة عالمية.
ولعبت الموصل دورا مهما في الحفاظ على تراث المقام العراقي والمحلي بعد أن أسست أسرة موصلية شركة تسجيلات جقماقجي سنة ١٩١٨ م، وسجلت اسطوانات لعدد من فناني المحليين في منتصف القرن العشرين.

### اللهجة
تتحدث أغلبية سكان الموصل اللغة العربية، تنتمي اللهجة الموصلية إلى مجموعة لهجات تسمى لهجات بلاد الرافدين لذالك هي مرتبطة ببقية اللهجات العراقية مثل لهجة بغدادية. ومن أهم خصائصها قلب الراء إلى غين في معظم الكلمات كقول «غاس» بدلاً من راس (رأس) على سبيل المثال. وبحكم الجغرافيا والتاريخ، فقد تأثرت اللهجة المصلاوية باللغات المجاورة لها، وخصوصا التركية والفارسية حيث دخلت الكثير من مصطلحات هذه اللغات إلى اللكنة الموصلية، إلى جانب تأثيرات من الكردية والهندية والإنجليزية.

### التعليم والمكتبات
في الساحل الأيسر للمدينة، تقع جامعة الموصل والتي أسست عام 1967 م. وافتتحت في العام 1994 م كلية الحدباء الجامعة.
كما توجد في مدينة عدة مكتبات، منها مكتبة الأوقاف التي تحوي على الكثير من المخطوطات والمكتبة المركزية العامة التي يعود تاريخها إلى عام 1921 م.

### المطبخ
هناك العديد من الأكلات الموصلية وأشهرها الدولمة والقوزي والممبارات والباجة والكبب الكبار وكبة جريش والعروق والكباب ولحم مشوي وكص وبيض غنم.
وهناك أيضا العديد من الحلويات أشهرها البقلاوة والكليجة والزلابيا (السوداء) و(الصفراء) والسجق.
وهناك أيضاً المقبلات وأشهرها الطرشي والعمبة والمخللات والمستوا.
و هناك أيضا العصائر والمشروبات وأشهرها الشاي الموصلي وعصير الزبيب وشراب السوس.

## العمارة
تميّزت العِمارة في الموصل عن مِثيلاتها في العراق بِخصائص منحتها لونٌ خاصٍ ويظهر الإبداع في البناء في الموصل القديمة في الجوامع والكنائس والسرايا والبيوت على الرَغم من بَساطة المواد المُستعملّة في البناء آنذاك ويبدو واضِحاً إبداع البناؤون والنقاشون والخزافيون في إظهار جمالية لِلبِناء.

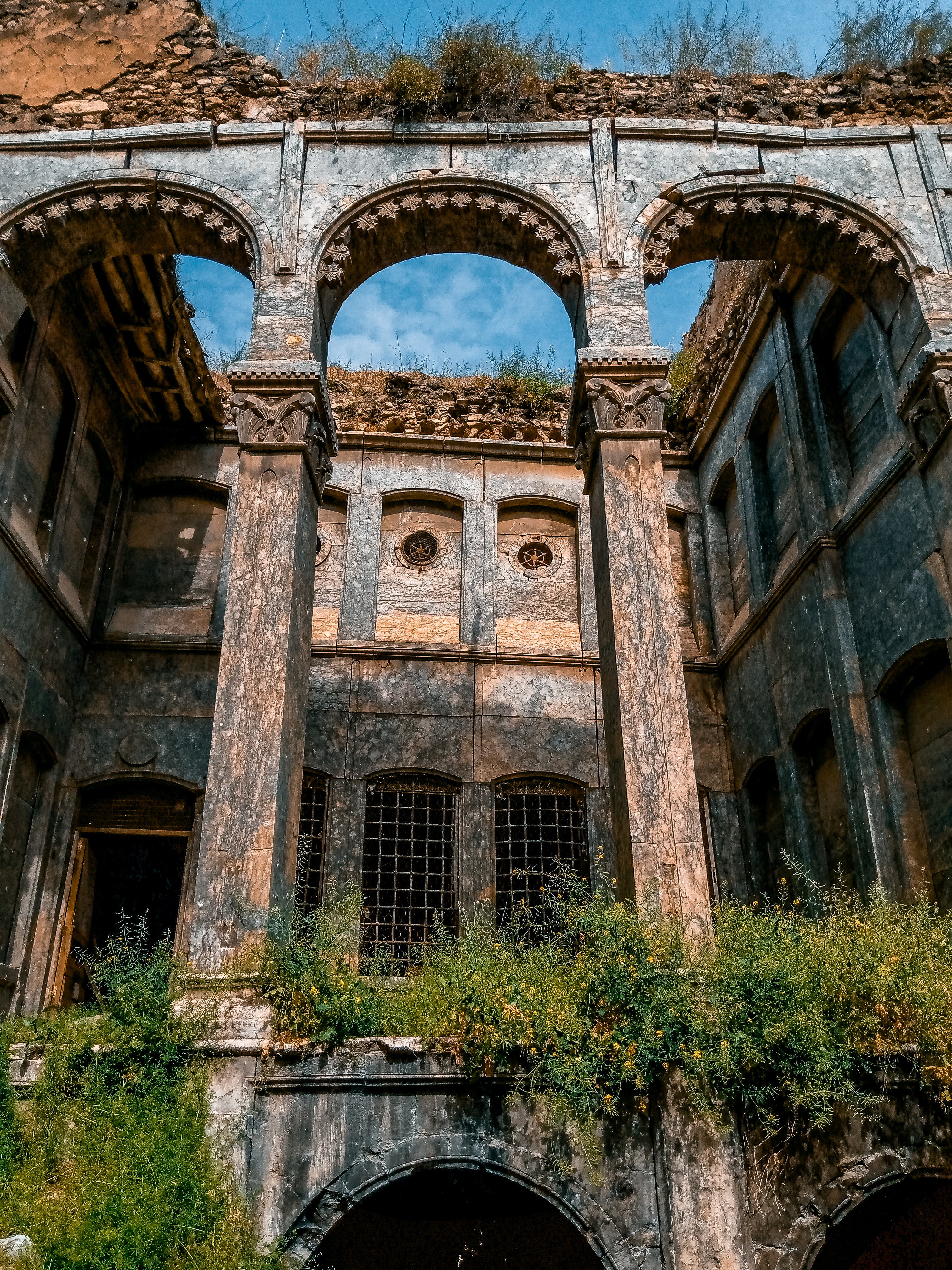
أحد البيوت التراثية في مدينة الموصل

## معالم الموصل

### الشوارع

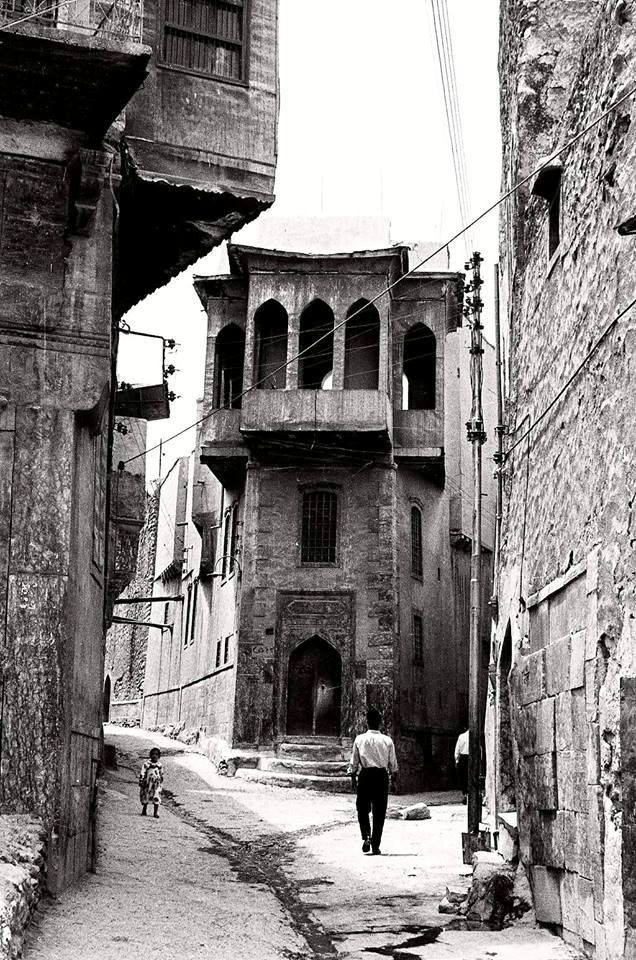
شارع يتفرع إلى زقاقين يتوسطهما بيت التاجر الثري الحاج سعيد جلميران في الموصل

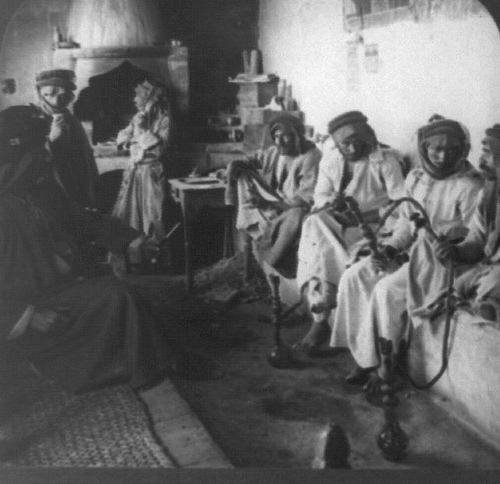
چاى خانه (مقهى) ويبدو فيه الزبائن وهم يدخنون النارجيلة، 1914 م.

- شارع النجفي: من الشوارع القديمة في مدينة الموصل، وهو مشهور ببيع الكتب والقرطاسية وفيه نشأت أولى المكتبات ودور النشر في المدينة. وقد عرف عن أهل الموصل كما هو حال أهل العراق حبهم وشغفهم للقراءة والتعلم، فكانت المكتبات عامرة بالكتب من كل الأصناف، منها كتب الفقه الإسلامي بمختلف مذاهبه وكتب التفسير وكتب التاريخ والروايات والقصص العربية والعالمية المترجمة.
- شارع الفاروق: يقع في العراق الساحل الايمن من مدينة الموصل ويعتبر من أشهر وأقدم شوراعها، انشئ في العهد الملكي سنة 1946. ويمتاز كما يسمى في الموصل (الدنك) أي الاعمدة التي تشبه أعمدة شارع الرشيد ببغداد والتي تستقر عليها أبنية الطابق الثاني، ومن أبرز معالمه جامع الكبير النوري ويقع على الجهة اليسرى من الشارع

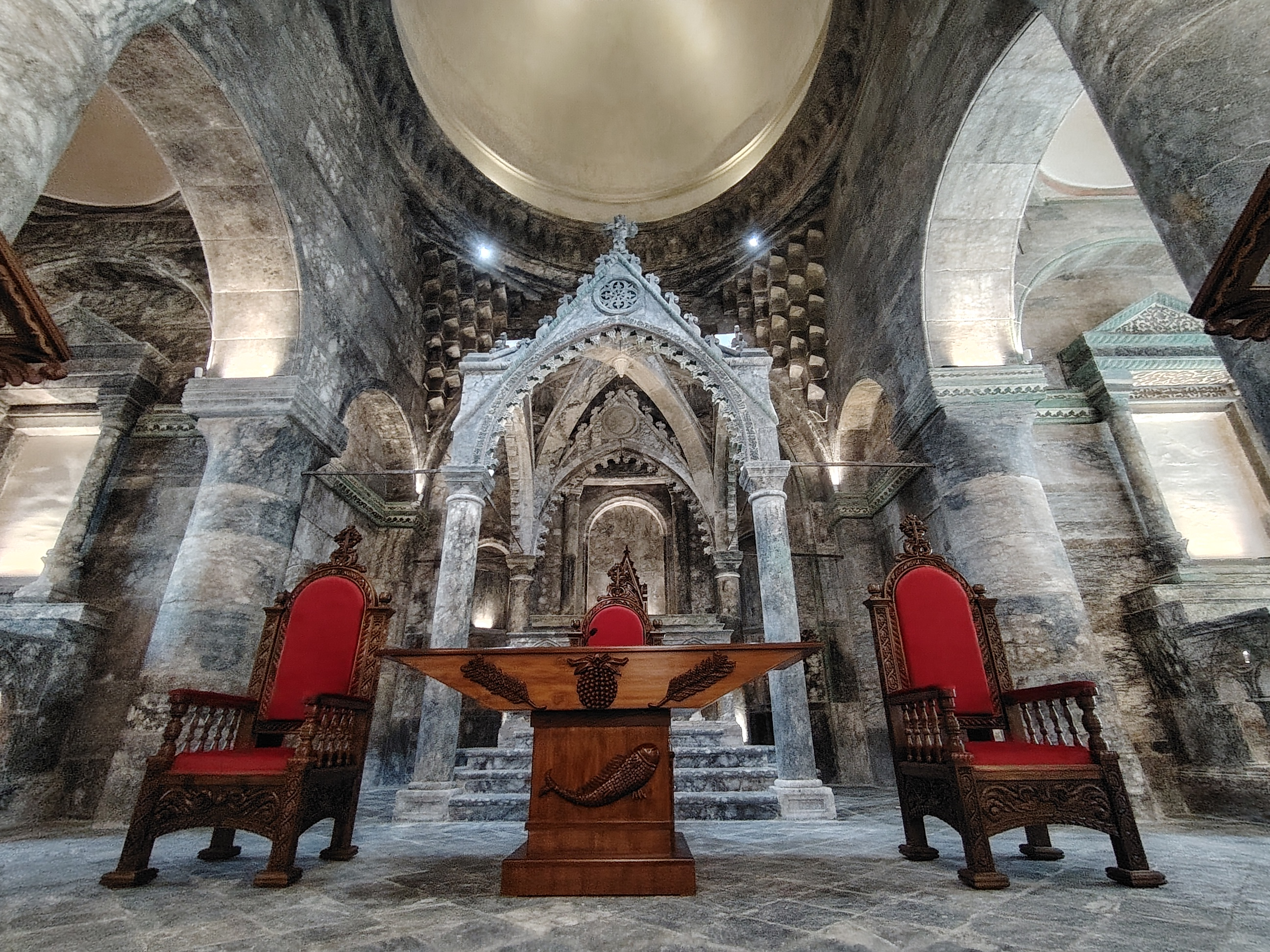
كنيسة الطاهرة

### الجوامع والكنائس

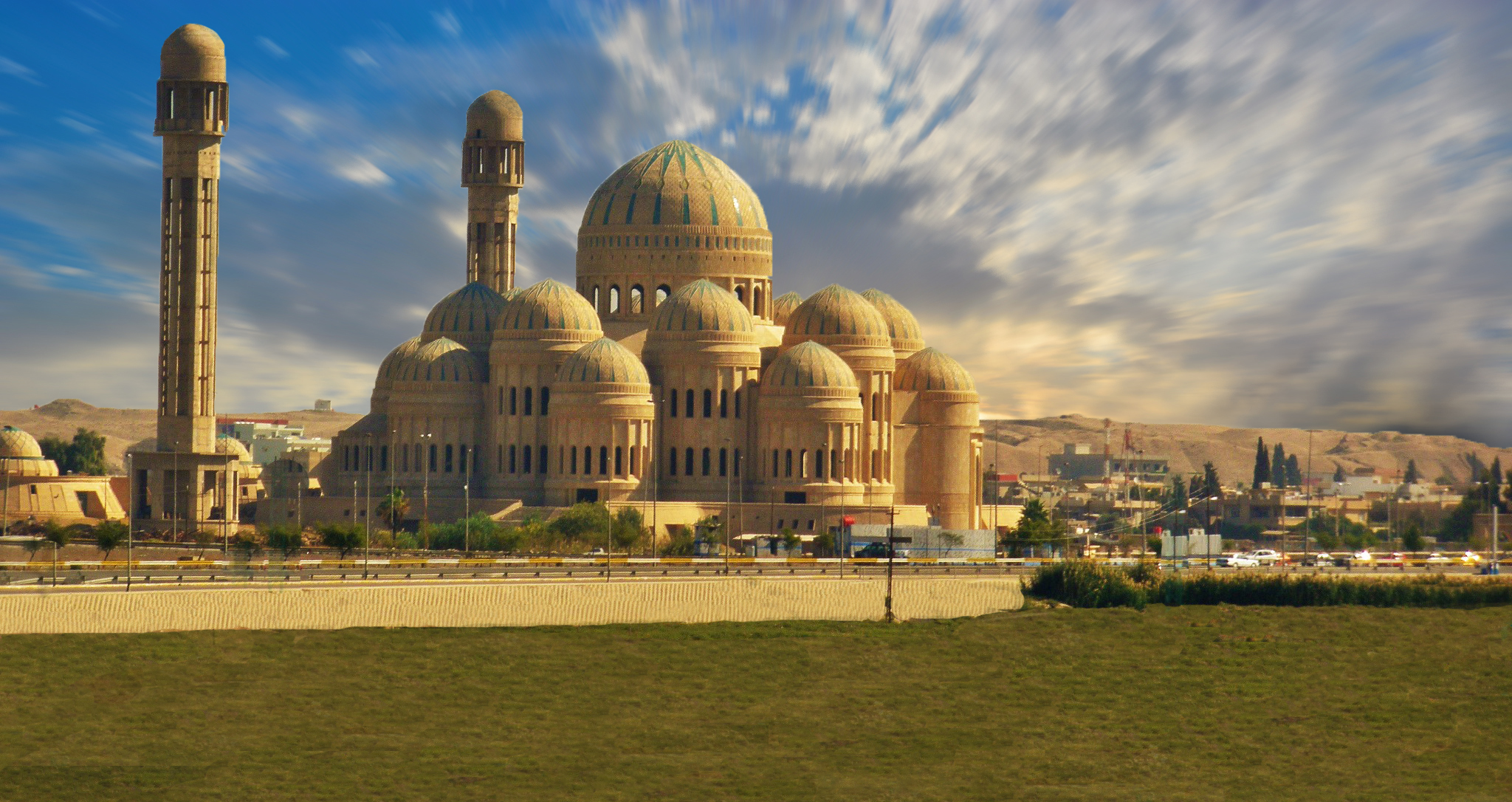
الجامع الكبير في الموصل

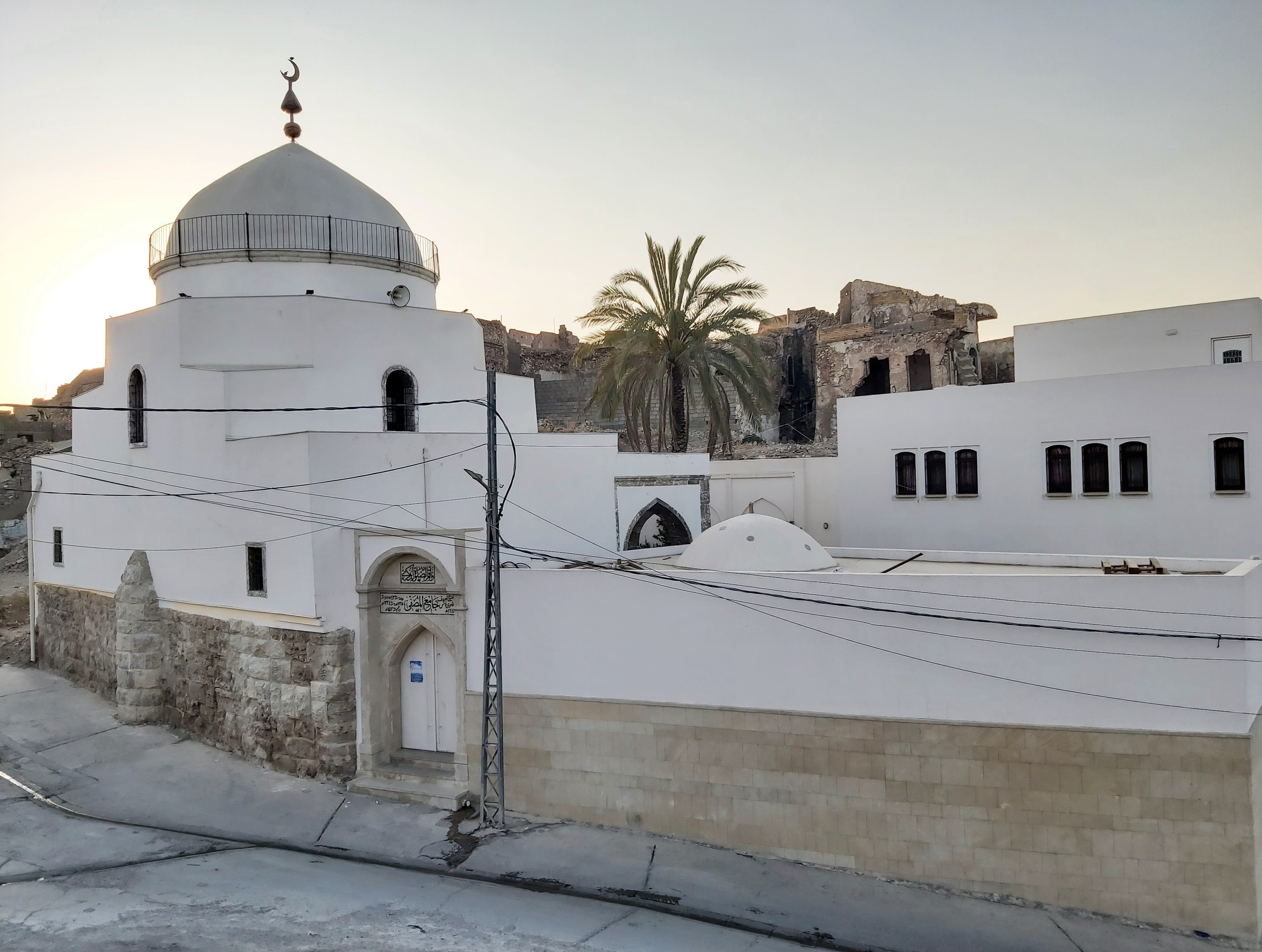
الجامع الأموي (المصفي)

#### جوامع

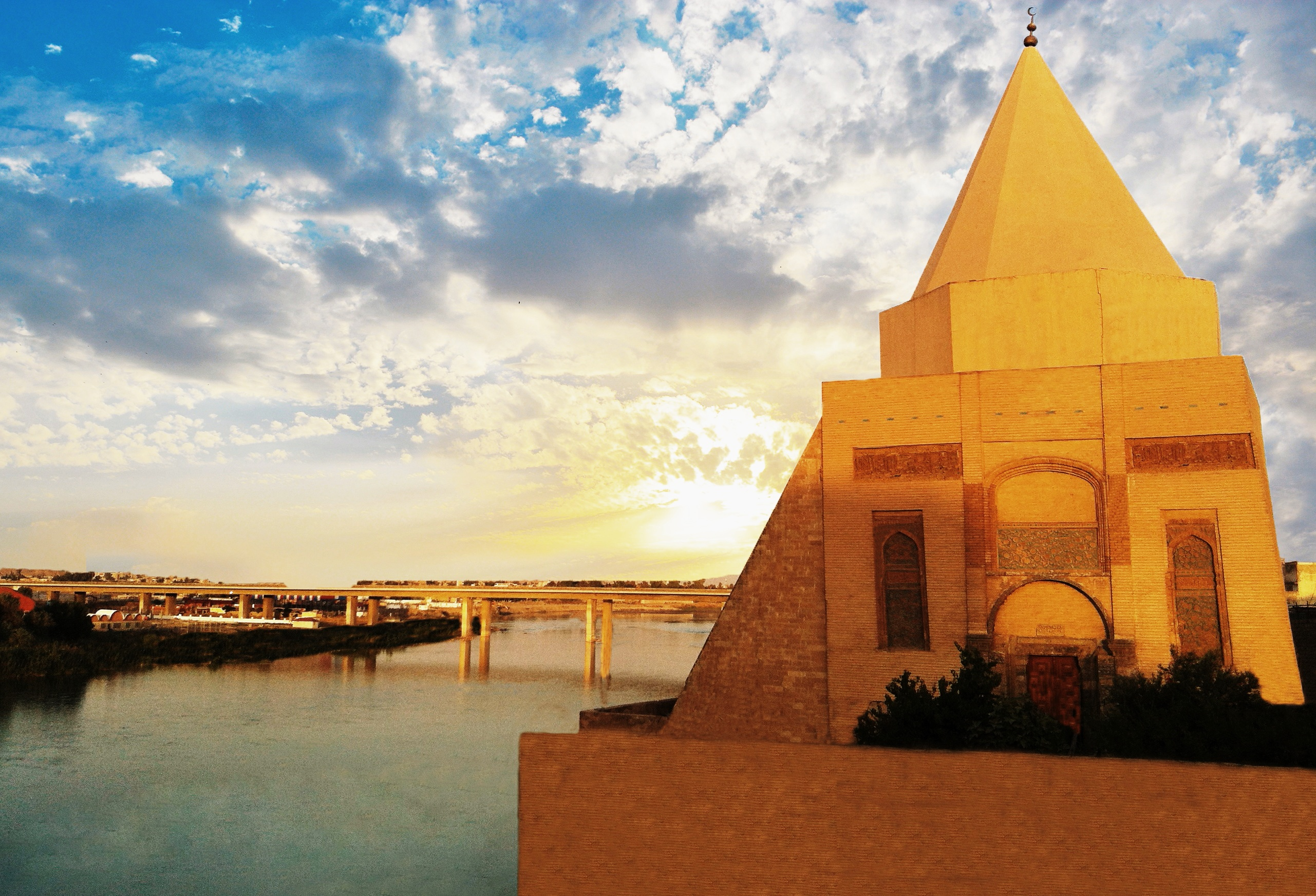
مرقد الإمام يحيى أبو القاسم في حي الشفاء من المعالم الدينية الأثرية في مدينة الموصل قبل تفجيره من قبل تنظيم داعش

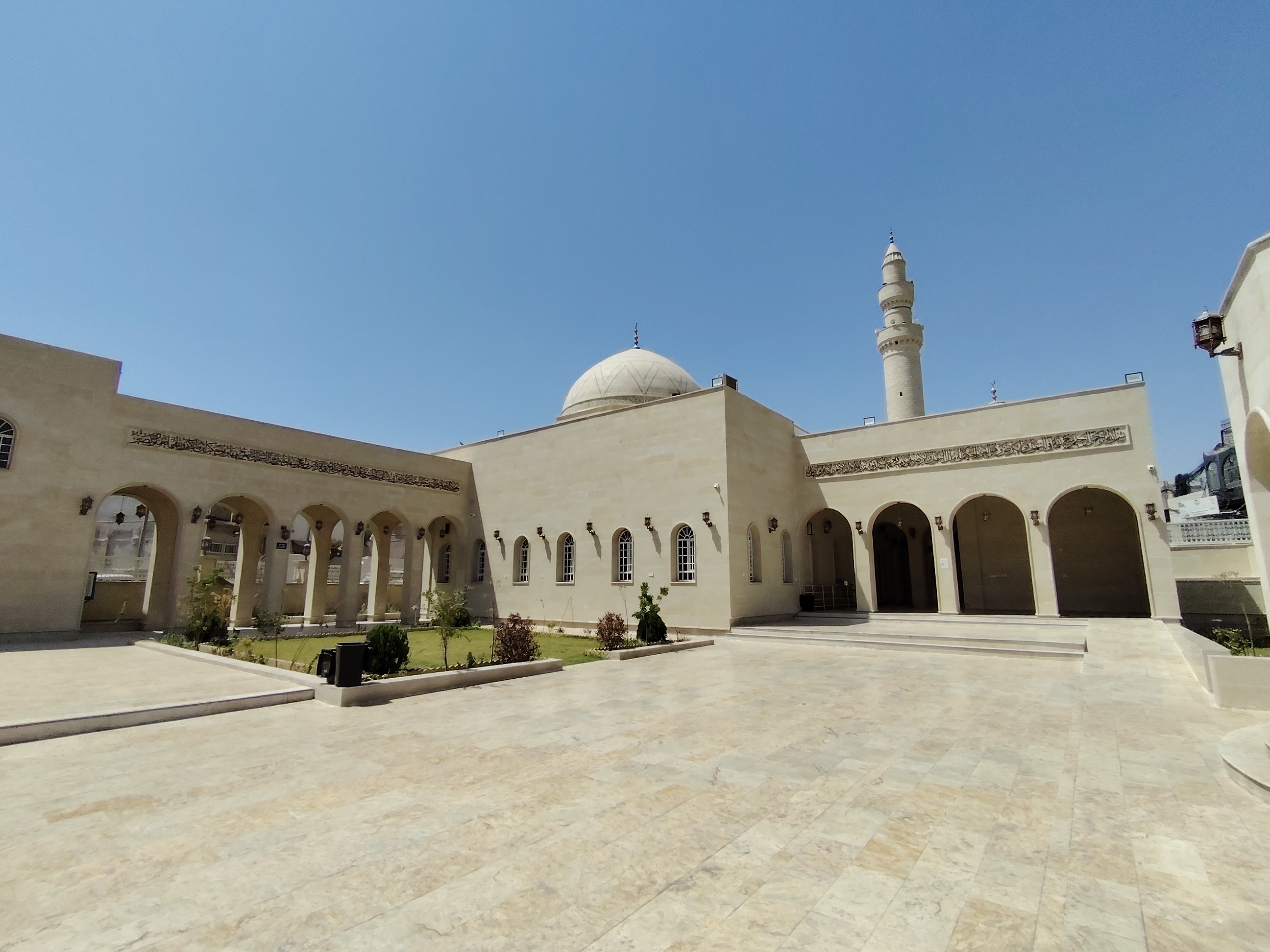
باحة جامع النبي جرجيس

يعود تاريخ الجوامع إلى بداية العهد الإسلامي وتحديدا سنة 16 هـ الموافق 637 م حيث بني الجامع الأموي من قبل عتبة بن فرقد السلمي، ويسمى الجامع اليوم الجامع العتيق نظرا لقدمه. ثاني جامع بني في الموصل هو الجامع كبير الذي بناه العادل نور الدين وانتهى من بنائه سنة 568 هـ الموافق 1172 م، ولم يبقَ من الجامع الأصلي سوى مئذنة الحدباء والتي تعتبر أشهر معالم المدينة. ولقد بني جامع النبي جرجيس، وهو جامع تاريخي يقع في منطقة سوق الشعاريين بشارع نينوى من الجانب الايمن للمدينة.
ويعتبر المؤرخ سعيد الديوه جي في طليعة من اهتم بتاريخ جوامع الموصل، حيث أجرى بحث مكثف عن أصل هذه الجوامع وقدمها في كتاب باسم «جوامع الموصل في مختلف العصور» طبع في عقد الستينيات من القرن العشرين.
ويوجد العديد من الجوامع الحديثة التي شيدت وبنيت في عقد التسعينات.
ومن المساجد الأثرية التالية:
1. جامع النوري
2. جامع الخاتون

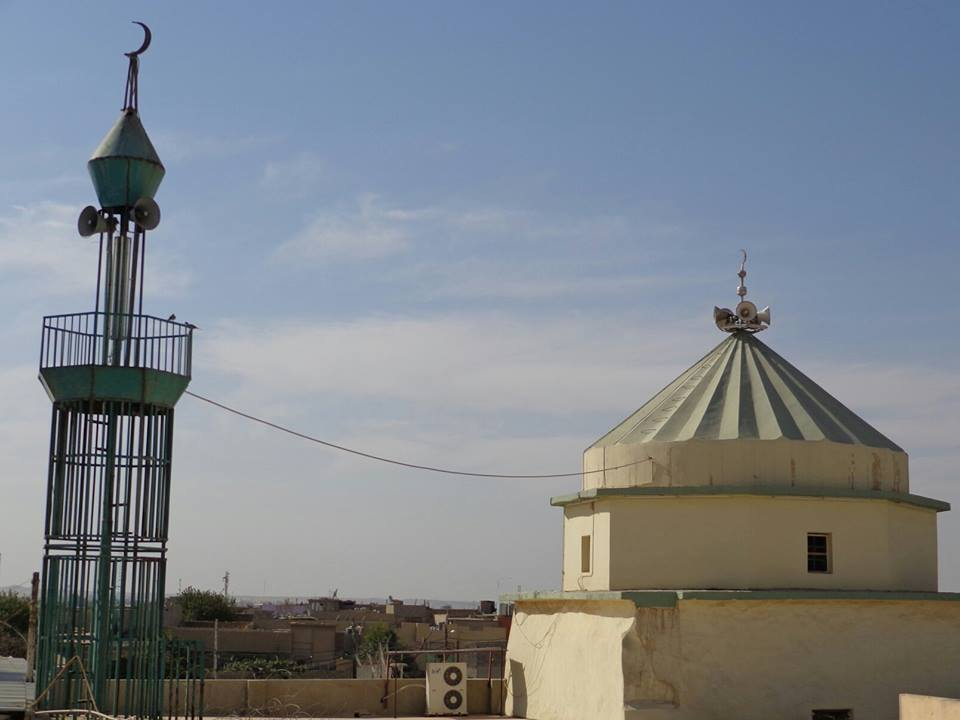
جامع الإمام الباهر قبل تهديمه من قبل تنظيم داعش

3. جامع الزهراء الكبير أو يسمى جامع ذي النورين.
4. جامع الإمام محسن
5. جامع الباشا
6. جامع الرابعية
7. جامع الموصل الكبير
8. جامع حمو القدو
9. جامع العمرية
10. الجامع الأموي (مسجد الكوازين)
11. جامع خزام
12. جامع النبي شيت (الموصل)
13. جامع الخضر (الموصل)

#### كنائس
تعتبر كنيسة مار توما الرسول للسريان الأرثوذكس التي تنسب إلى مار توما أقدم كنيسة في المدينة، إذ يرجع أقدم ذكر لها إلى القرن السادس الميلادي، وقد كانت مقرا لمطرانية الموصل للسريان الأرثوذكس حتى نقلها إلى كاتدرائية مار افرام في الجهة اليسرى من دجلة. ومن الكنائس السريانية الأرثوذكسية القديمة كذلك كنيسة مار أحودامة التي شيدها التكارتة النازحين إليها في القرن التاسع. وأقدم كنيسة للكلدان هي كنيسة مار فثيون والتي يعود ذكرها إلى القرن العاشر. ومن الكنائس التاريخية كذلك كنيسة القديسة مسكنتة والتي تعود إلى العهد الساساني وكذلك كنيستان للكلدان والسريان الأرثوذكس تعرفان بالطاهرة التحتانية بسبب انخفاضهما عن مستوى الشارع.
ولعل أهم الكنائس الحديثة كنيسة الساعة والتي أسسها الآباء الدومنيكان عام 1873 م. وتشتهر هذه الكنيسة ببرج ساعتها الذي كان الأول من نوعه في المنطقة.

## أسماء وألقاب الموصل

### الموصل
يرى المستشرق جان موريس الدومنيكي (Jean Maurice Fiey 1914-1995)، وهو من أكثر المهتمين بالموصل وتراثها وتاريخها ولغتها ومعالمها، أن أول اسم للموصل كان (ماشپل)؛ وهو اسم بابلي بمعنى المخربة وذلك عندما خربت عند سقوط نينوى سنة 612ق.م، ولما احتلها اليونانيون بدلوا حرف الشين بالسين فأصبحت (موسپل)، ثم تطور هذا الاسم إلى «موصل» لكثرة استعماله وتوافق حرفي السين والصاد.
أما زينفون الذي مر بالموصل في منتصف القرن الخامس قبل الميلاد فقد سماها «موسيلا». وأكثر المؤرخين يتفقون على أن تسمية الموصل جاءت من وصولها بين منطقتين أو مكانين، إلا أنهم اختلفوا فيما بينهم في المكانين الذين وصلت بينهما، فالكثير منهم يرجع تسميتها بالموصل لأنها وصلت بين دجلة والفرات، ويرى البعض الآخر لأنها وصلت بين العراق والجزيرة ويرى آخرون أنها وصلت بين الشرق والغرب والشمال والجنوب. ويقال أنها سميت كذلك نسبة إلى الملك الذي أحدثها.

### الحدباء
يخطئ الكثير بنسب تسمية الموصل بالحدباء إلى منارة الجامع النوري المائلة، والصحيح أن تسمية الحدباء جاءت من احدداب نهر دجلة واعوجاج مجراه عند مروره بشمال المدينة. وينسب آخرون هذه التسمية إلى انحداب أرضها المرتفعة في «تل قليعات». قال أبو الحزم المكي أبن ريان الماكسيني الموصلي المتوفي 603هـ

### الفيحـاء
وسميت بالفيحاء لجمال ربيعها وكثرة أزهارها. قال السرى الرفاء الموصلي المتوفي سنة 360هـ

### أم الربيعين
كما لقبت بأم الربيعين لاعتدال وعذوبة جوّها في فصلي الربيع والخريف وتشابههما.

### الخضراء
وتسمى أيضاً الخضراء لاخضرار سطح تربتها وجماله

### البيضاء
سماها البعض «البيضاء» لأن دورها كانت قديماً مبنية بالرخام والجص الأبيض. وقد قال الشاعر يرثى مالك أبن أشقر الأزدي في وقعة الميدان في الموصل مع تغلب عام 198هـ.

### الحصنين
ويقصـد بها الحصن الشرقي المقام على تل التوبة الذي تقع عليه أثار نينوى القديمة، والحصن الغربي المقام على تل القليعات والتي بنيت عليه الموصل. وقد ذكرها العرب بهذا الاسم في أيام الفتح الأسـلامي.

### حسنا عبرايا
حسنا عبرايا أو حصنا عبرايا وهو اسم آرامي يعني الحصن العبوري ويقصد به الحصن الغربي الذي بناه الآشوريون وكان معبراً نحو الغرب.

### عربايا
وتعني بيت العرب أو بلاد العرب، وهو اسم قديم حيث سميت به بعد هـجرة القبائل العربية إليها على إثر سقـوط نينوى وزوال ملك الآشوريين. ويرجع أقدم ذكر لاسم عربايا إلى أواخر القرن السادس قبل الميلاد في كتابة (حجر بهستون) ضمن الأقاليم المؤلفة لإمبراطورية الملك الأخميني دارا الكبير، وقال الأصمعي (كانت قريش تسأل في الجاهلية عن خصب باعربايا، وهي الموصل، لقدرها عندهم وعن ريف الجزيرة، وما يليها لأنها تعدل في الخصب باعربايا).

### نو أردشير
وهو اسـم أطلقه الفرس الساسانيون على الموصل بعد أن حصنوها واتخذوها مركزاً حربياً فيها العدد والعُدد، وجدد عماراتها أردشير الأول 224-241م وسميت خرزا أردشير.

### خـولان
وهو اسم أطلقه العرب كما ذكر المقدسي في كتابه أحسن التقاسيم في معرفة الأقاليم،

### مسبيلا
أشار الرحالة اليوناني زينوفون في رحلته عام (401) ق.م إلى الموصل باسم (مسبيلا) المستنبطة من الكلمة الآشورية (مشبالو) التي تعني الأرض السفلى أو الأرض الواطئة أو المنخفضة.

## نواحي تابعة لقضاء الموصل
- حمام العليل
- الشورة
- حميدات
- بعشيقة
- القيارة
- المحلبية

## من أعلام الموصل
- زبيدة بنت جعفر
- ربعي بن الأفكل
- بشرى البستاني
- زرياب
- عثمان الموصلي
- نوري السعيد
- عجيل الياور
- يونس يحيى أغا
- غازي الحنش
- عبد الجبار شنشل
- سلطان هاشم
- طه ياسين رمضان
- نزار الخزرجي
- هشام صباح الفخري
- نزار حمدون
- كاظم الساهر
- فيصل دبدوب
- عمر الطالب
- صالح أحمد العلي
- محمود شيت خطاب
- فاروق عمر فوزي
- أكرم ضياء العمري
- هاشم يحيى الملاح
- عبد الجواد ذنون
- كامل الدباغ
- أحمد عزت باشا العمري
- أرشد العمري
- جميل المدفعي
- بهنام أبو الصوف
- ذو النون أيوب
- إبراهيم خليل العلاف
- محمد صديق الجليلي
- محمد أمين بن خير الله العمري
- ياسين العمري
- سعيد الديوه جي
- أبي سعيد الديوه جي
- معن عبدالقادر آل زكريا
- مزاحم الخياط
- عمر الطالب
- وليد الصراف
- نور الدين زنكي
- واثق الغضنفري
- هيثم يوسف
- عماد الدين خليل